# Liste de passeports

## Les passeports ordinaires contemporains
Les passeports dont le nom est indiqué en italique sont émis par des États non reconnus internationalement.
Même si Taïwan maintient des relations officielles avec seulement 22 États, ses passeports de république de Chine sont acceptés comme document d'identité dans la plupart des pays du monde. Si ces passeport permettent à leurs porteurs de circuler sans visa dans 137 États du monde, selon le Visa Restrictions Index ; quelques États, comme l'Argentine, le Brésil ou le république populaire de Chine, refusent de reconnaitre le passeport et émettent donc des visas sur une feuille libre séparée, et ce afin d'appuyer leur refus de reconnaissance d'une Chine distincte de la république populaire de Chine.

### Afrique

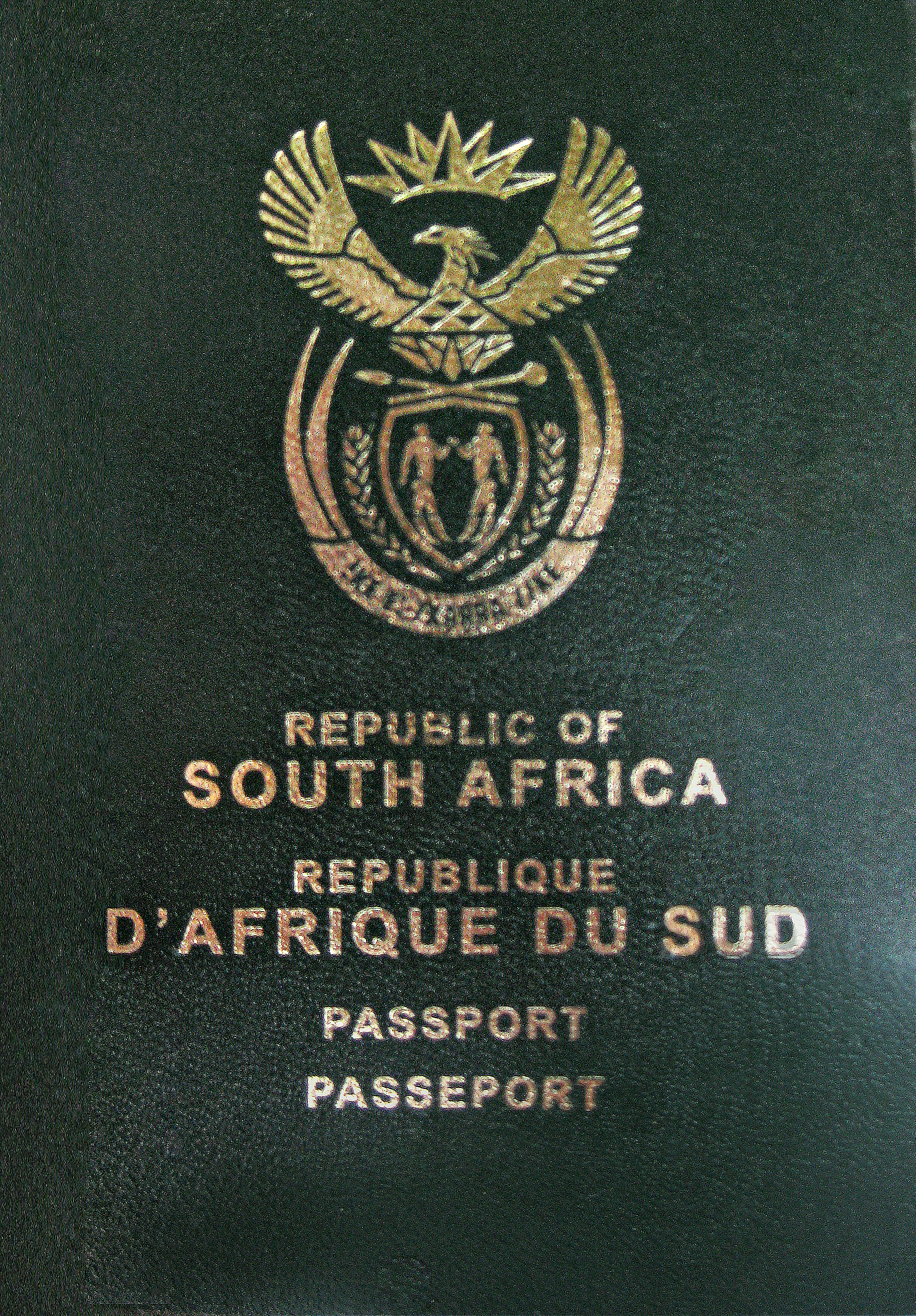
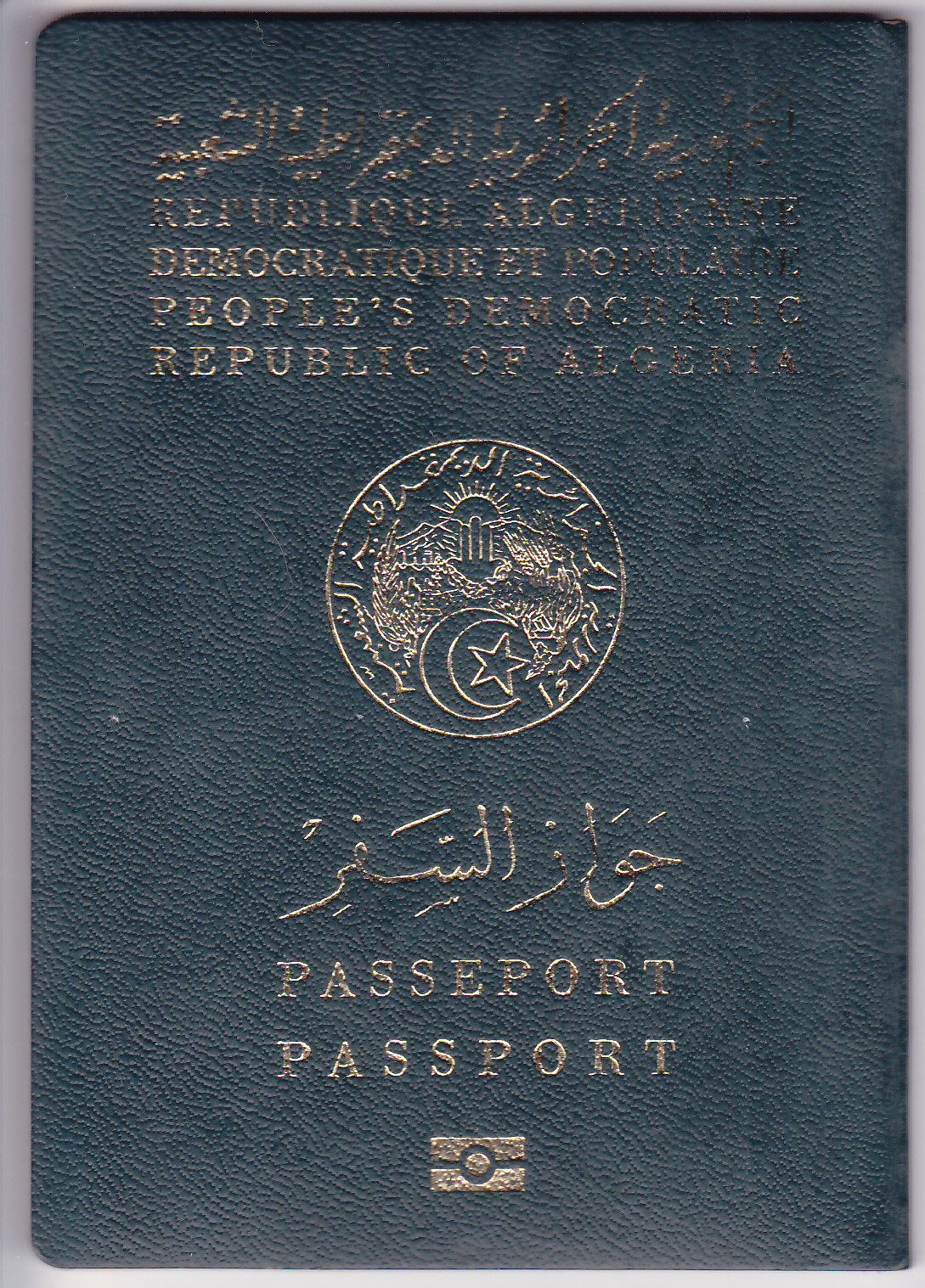
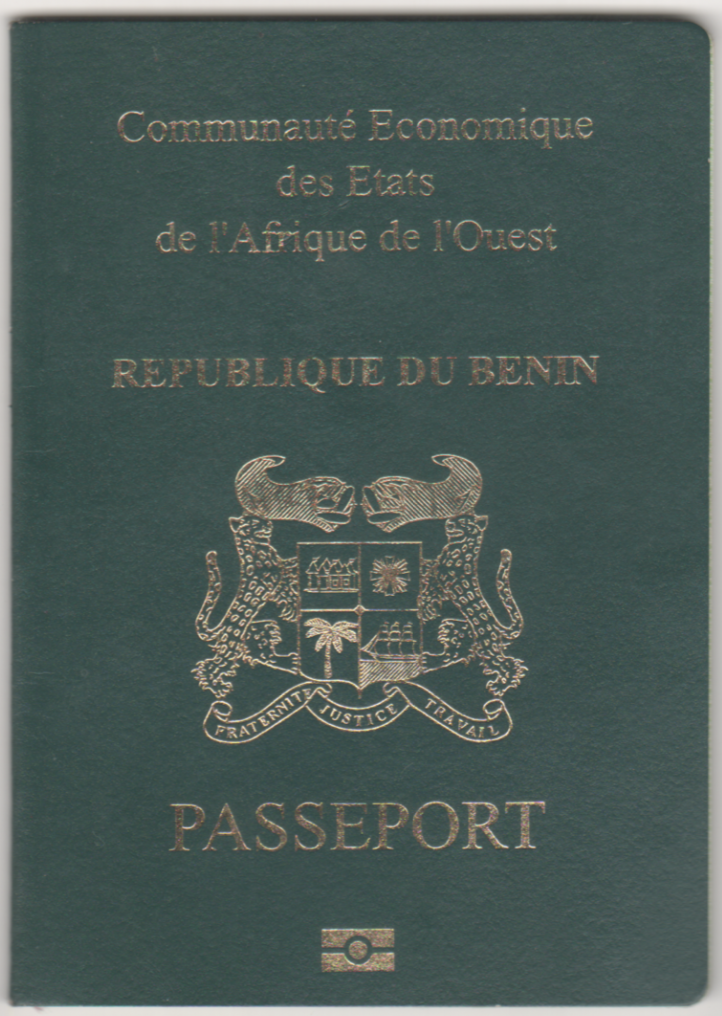
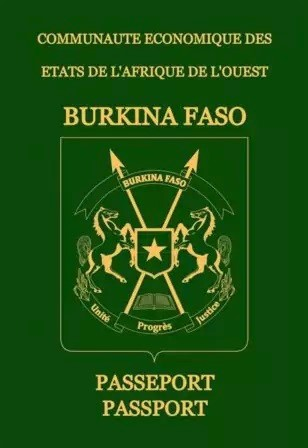
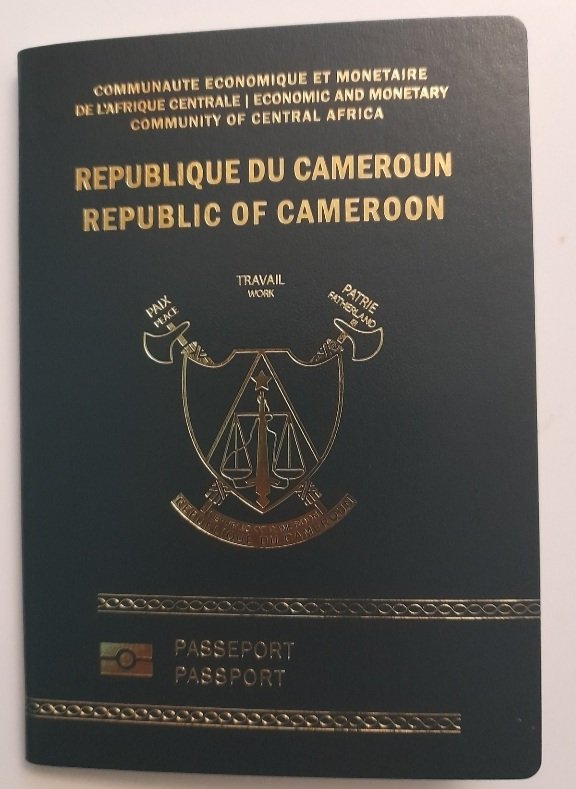
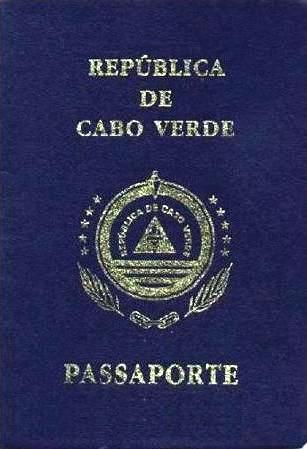
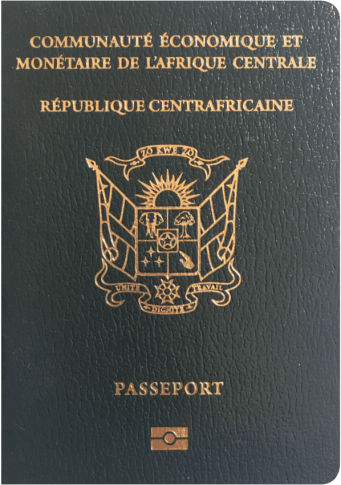
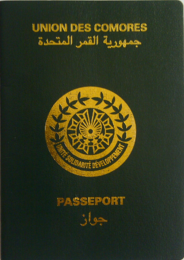
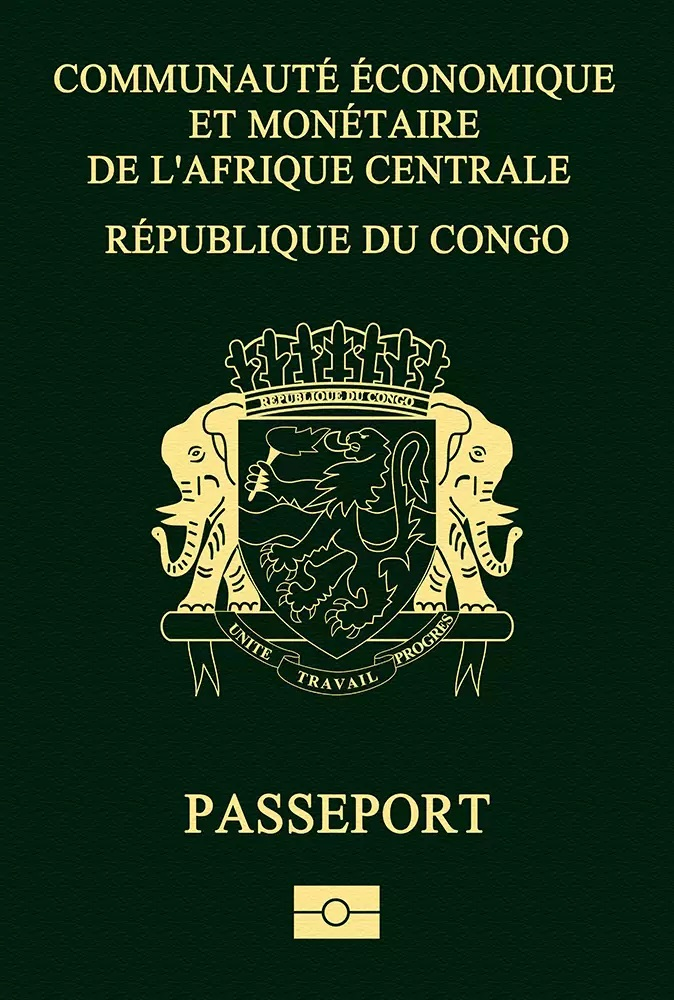
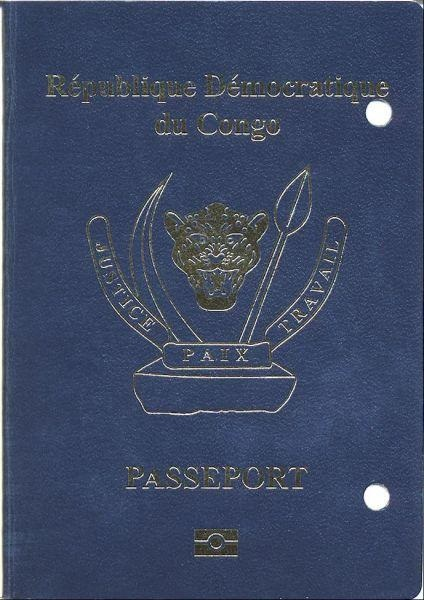
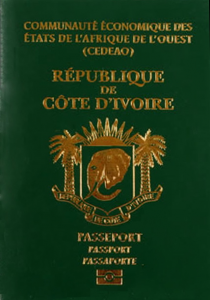
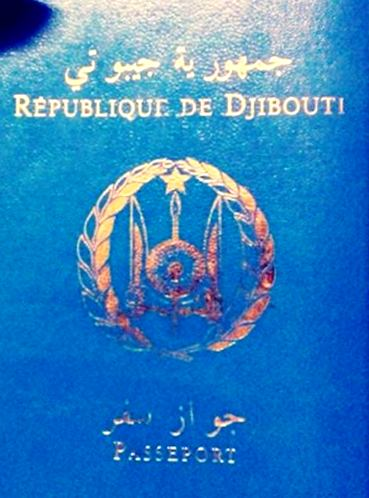
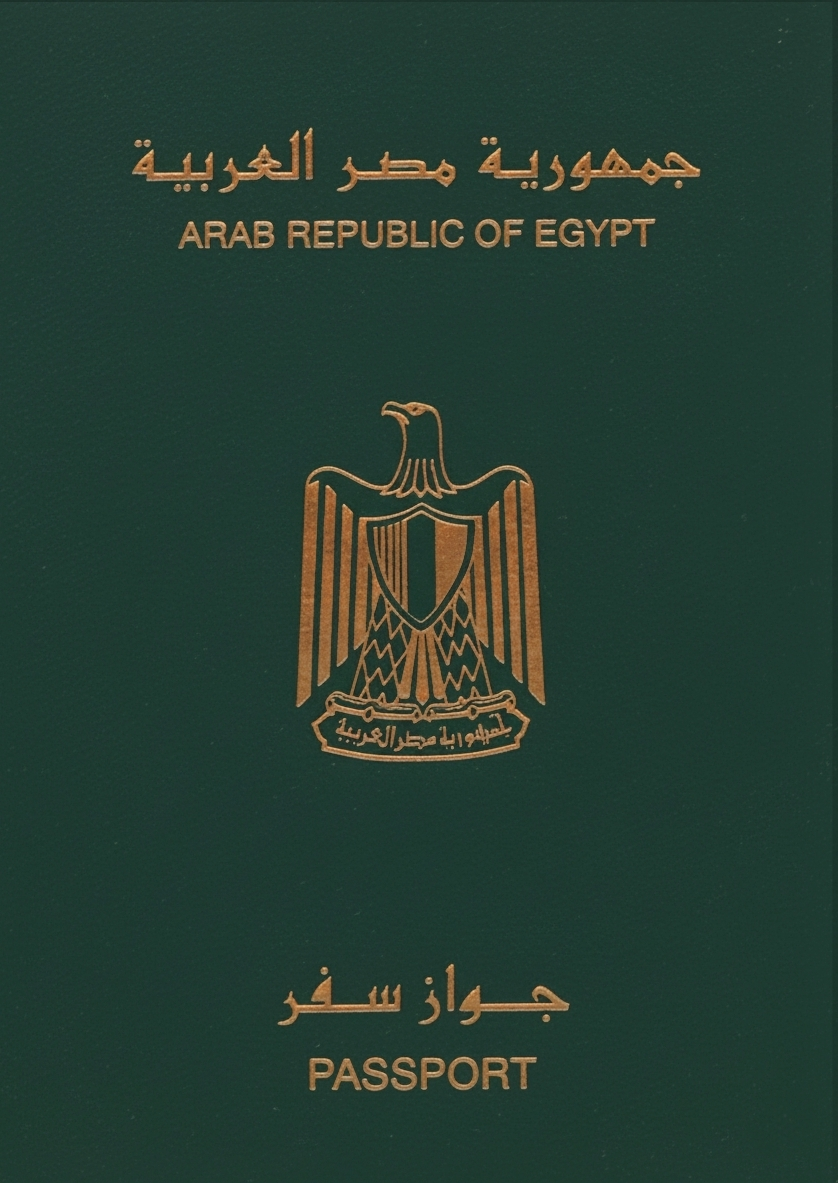
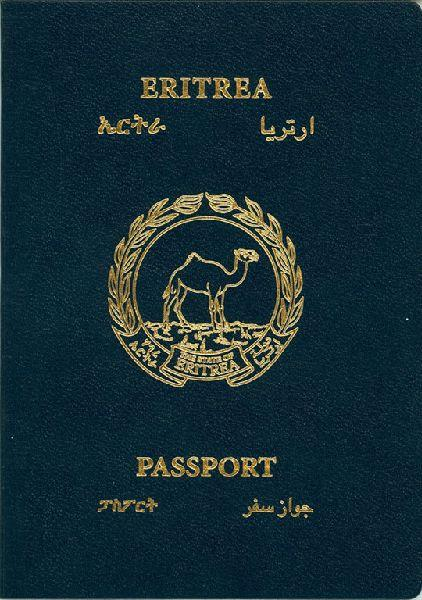
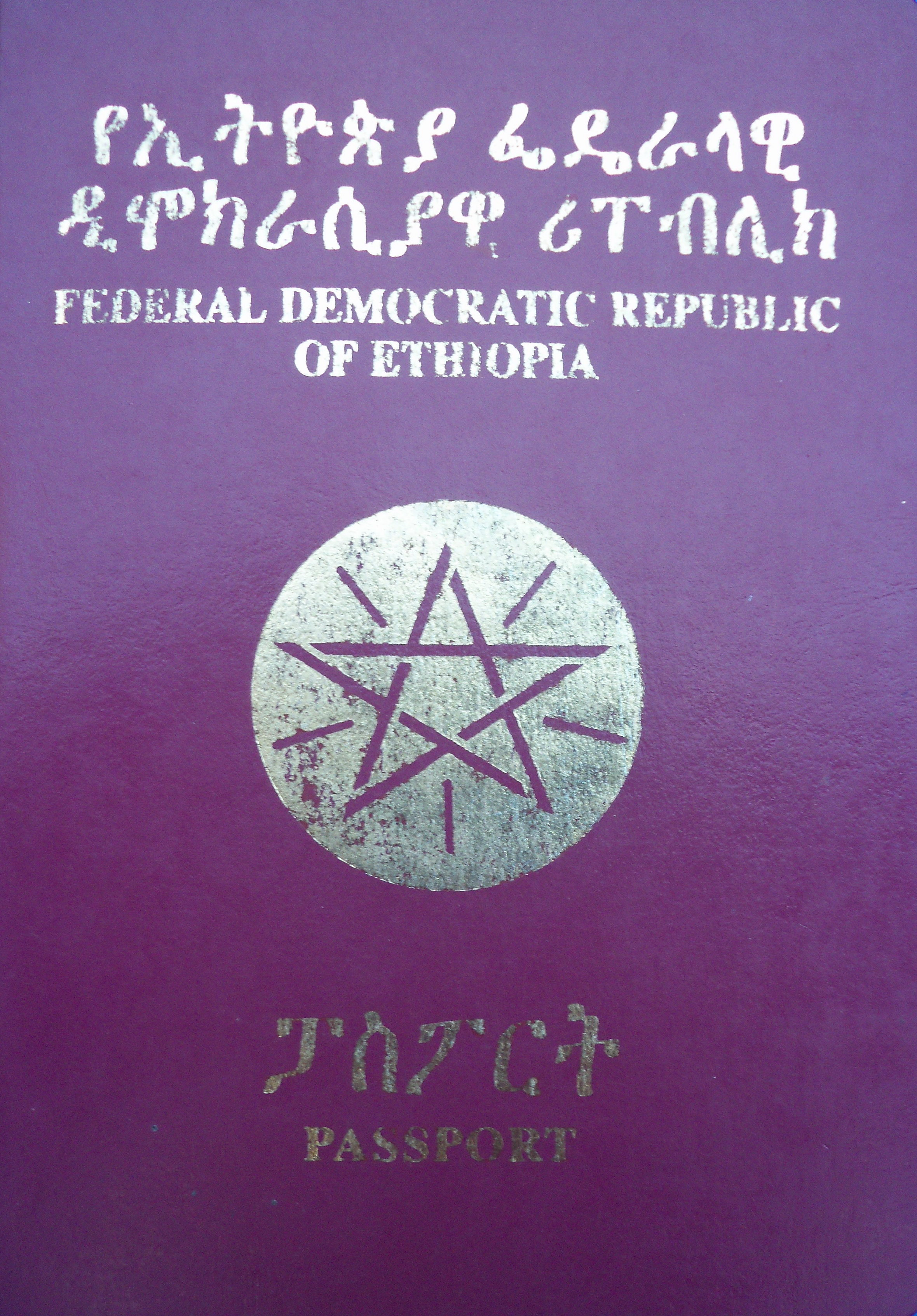
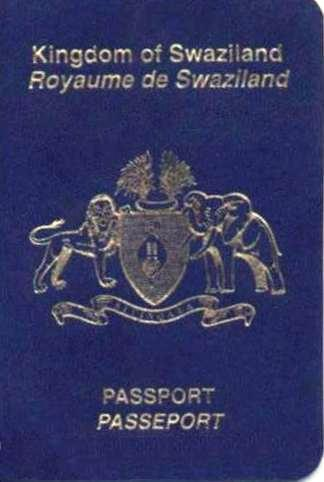
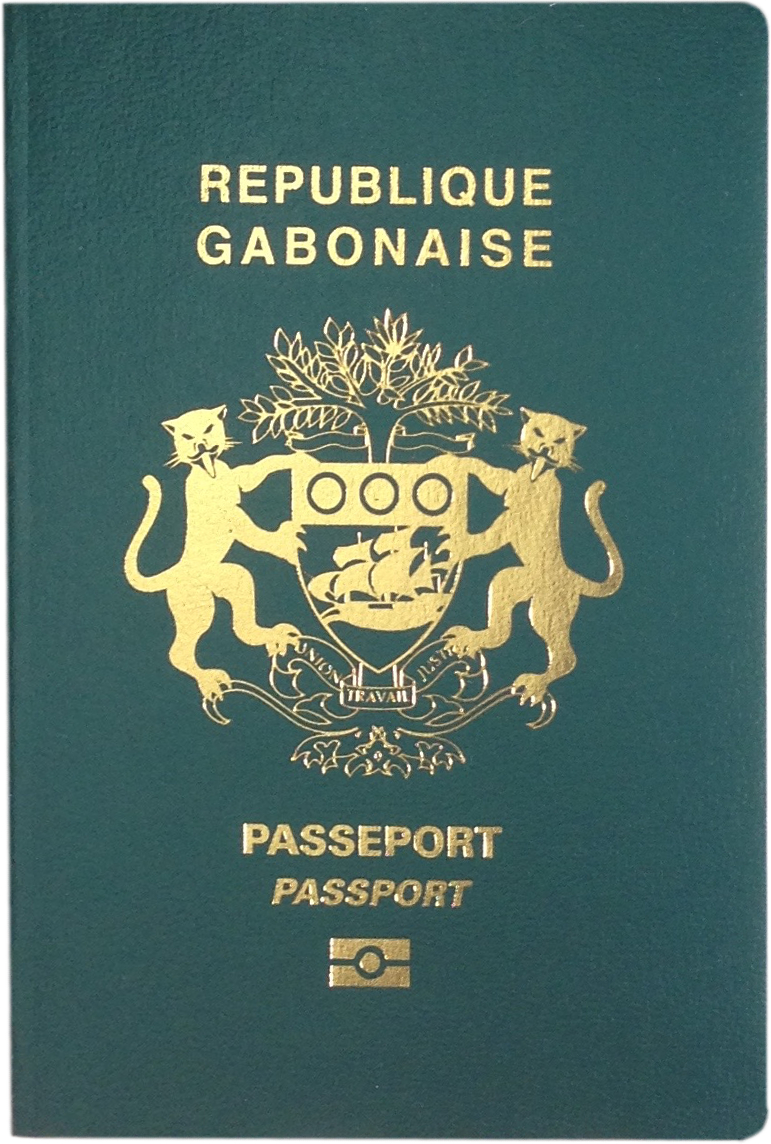
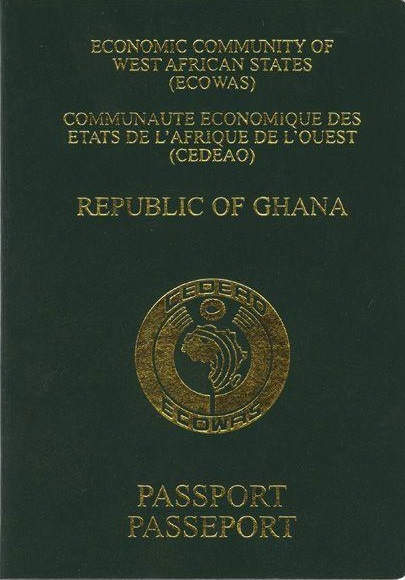
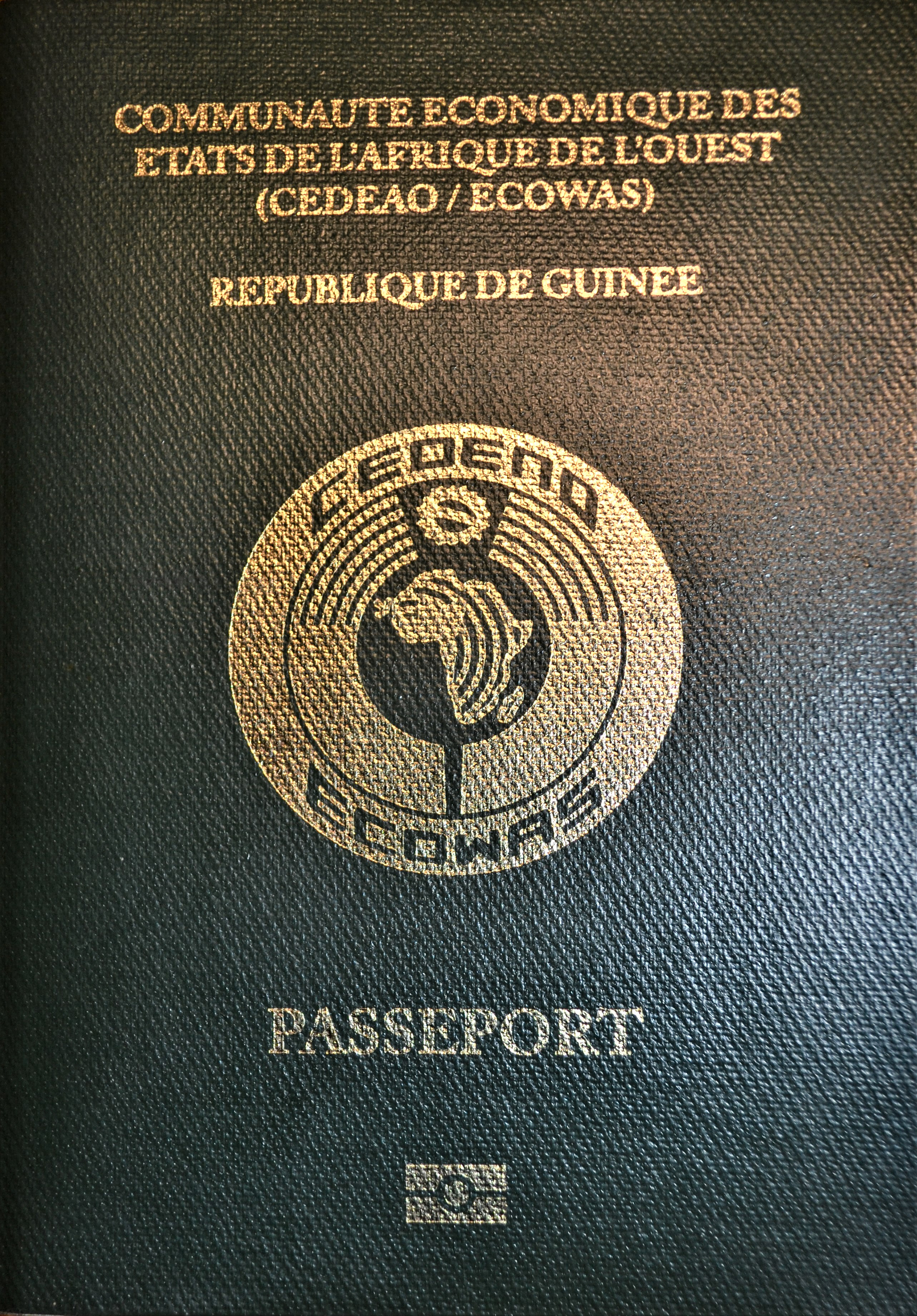
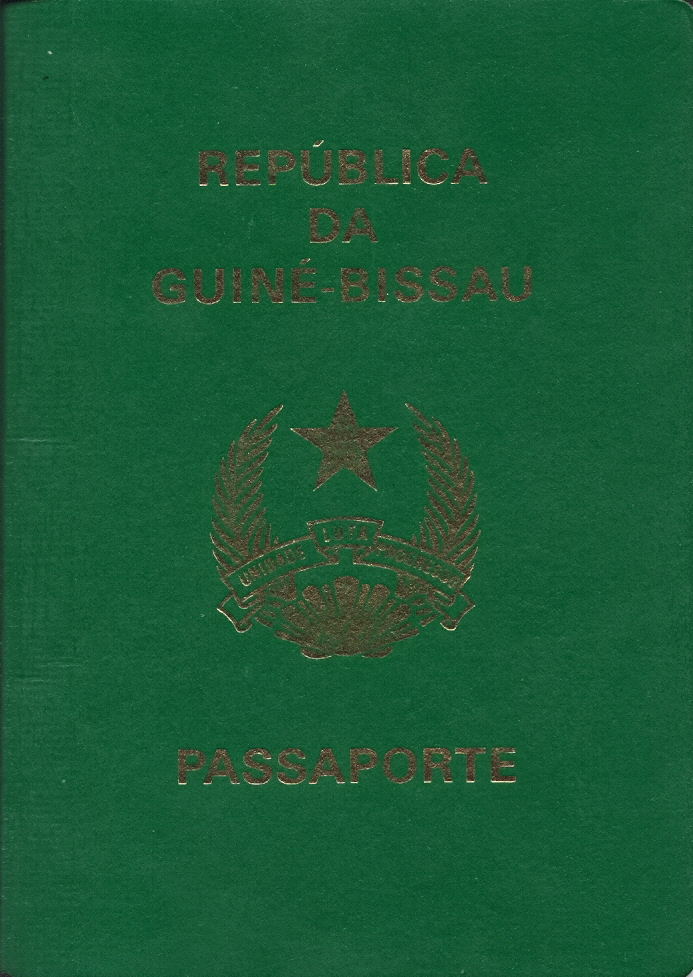
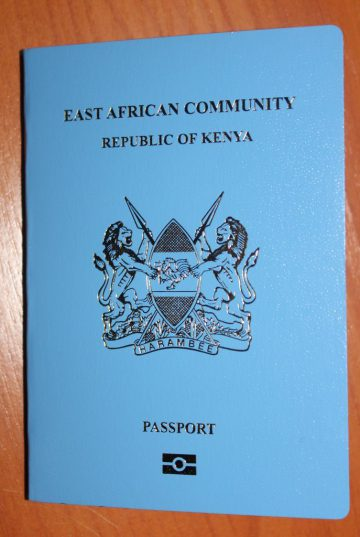
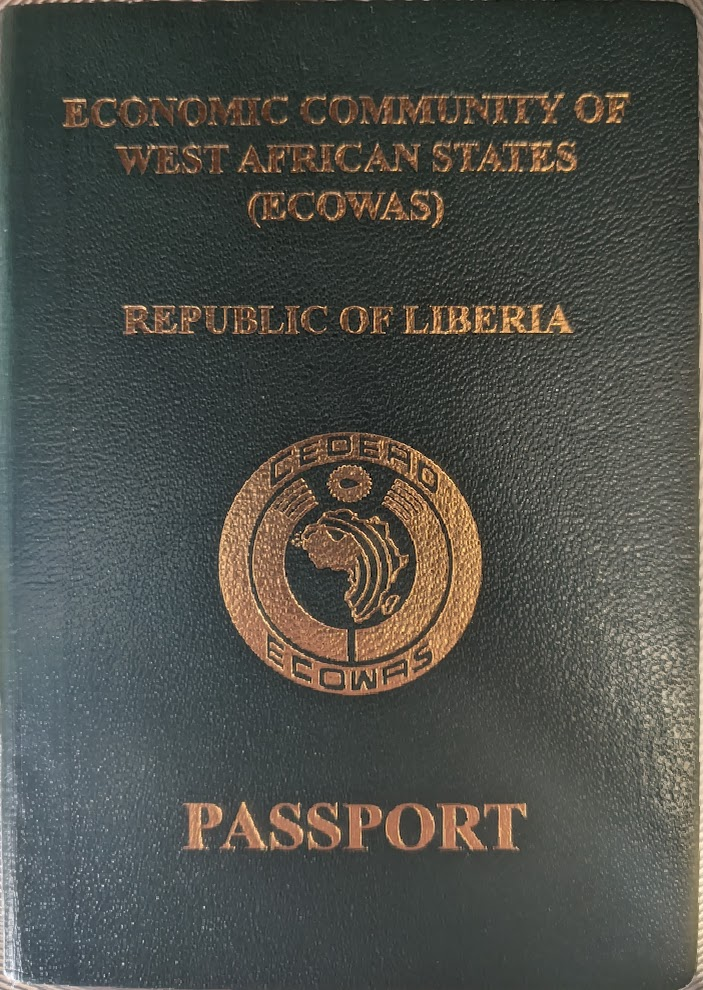
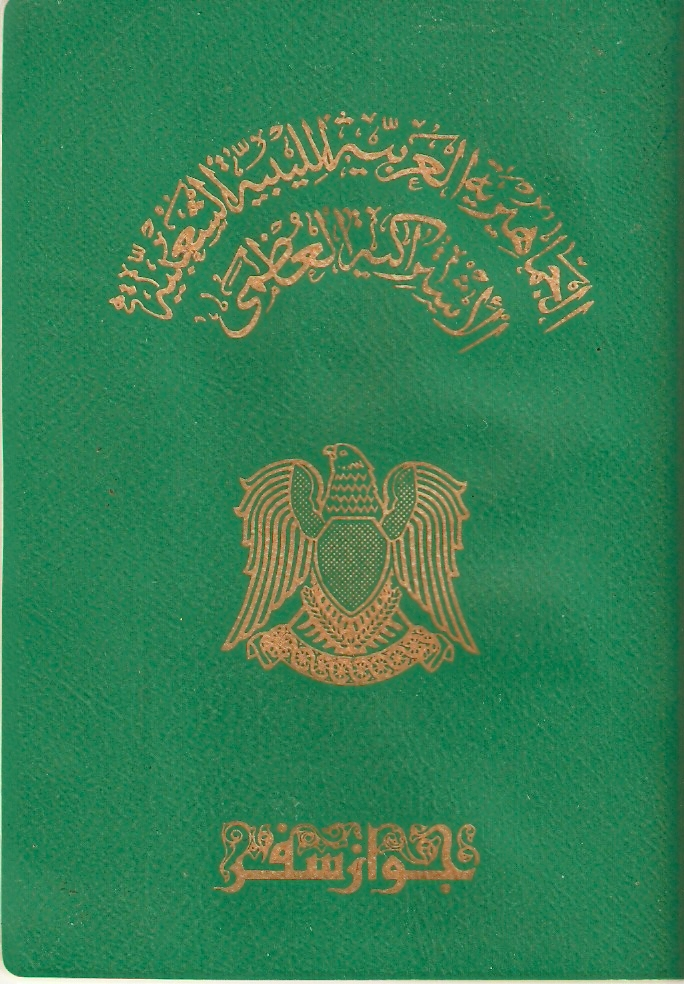
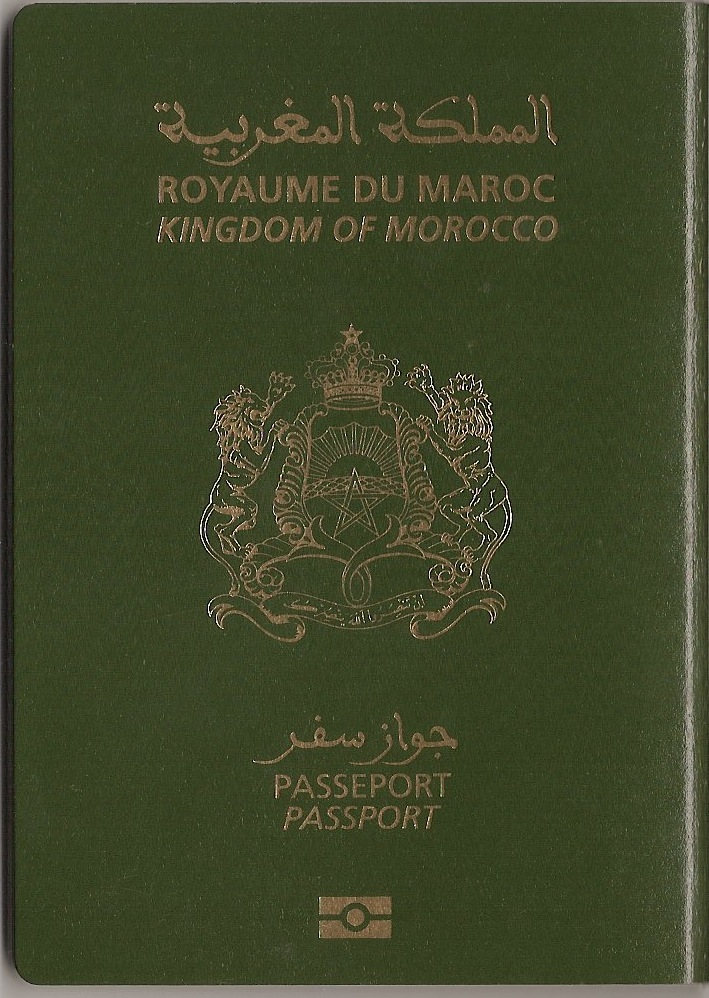
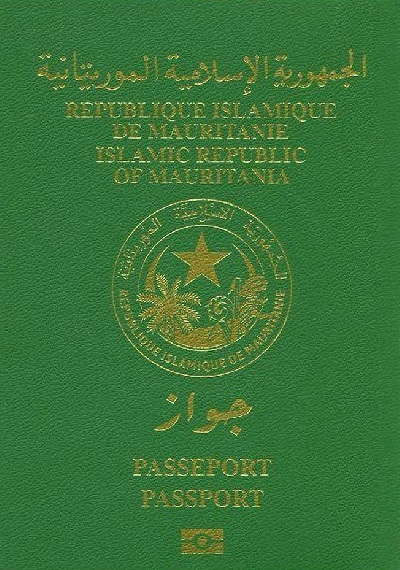
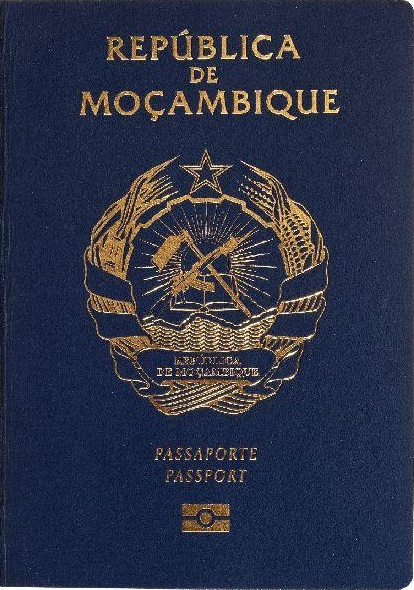
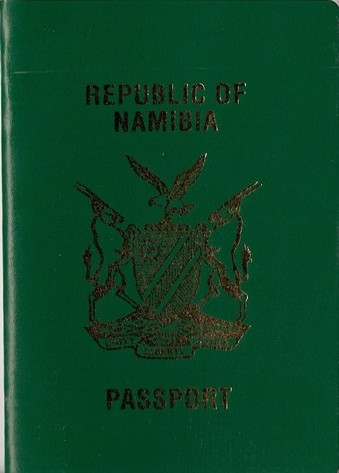
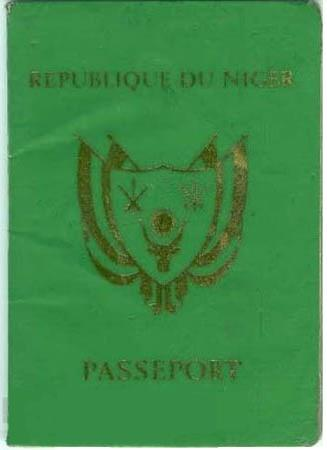
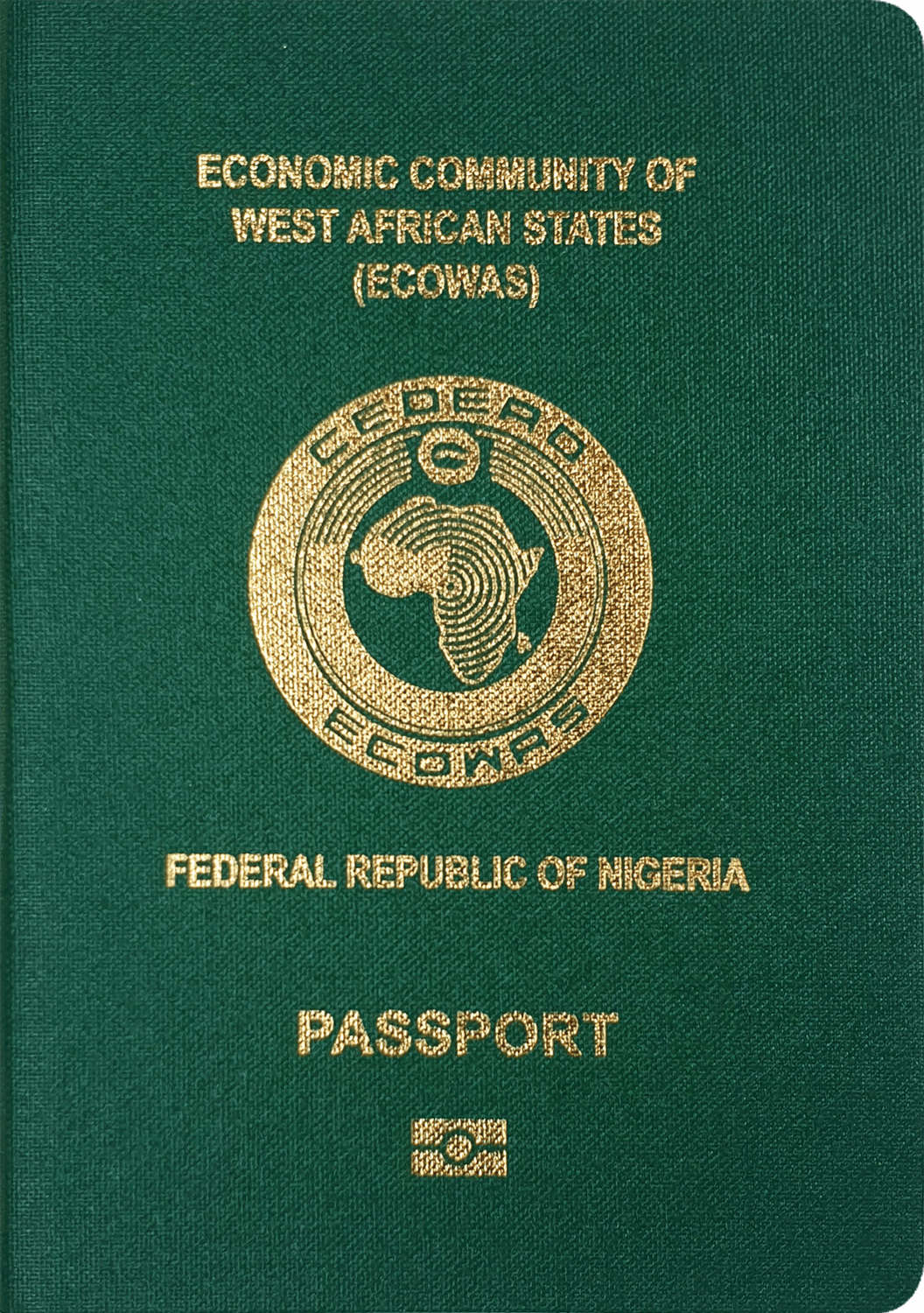
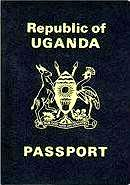
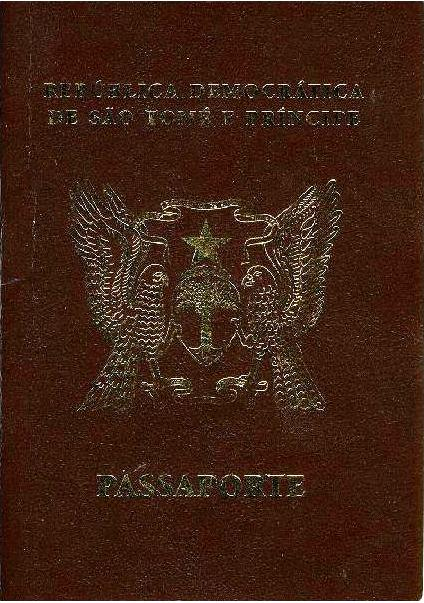
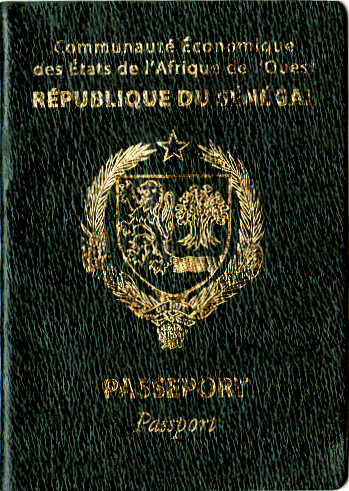
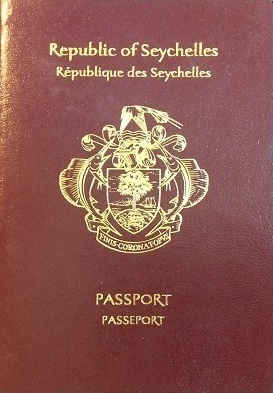
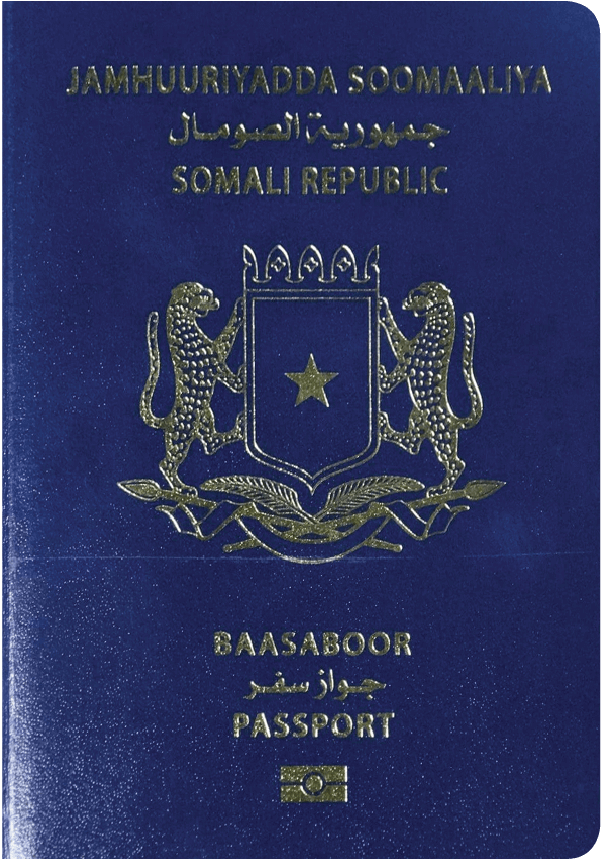
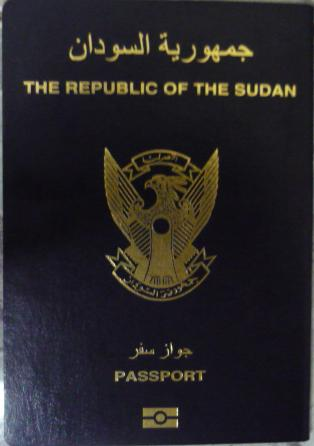
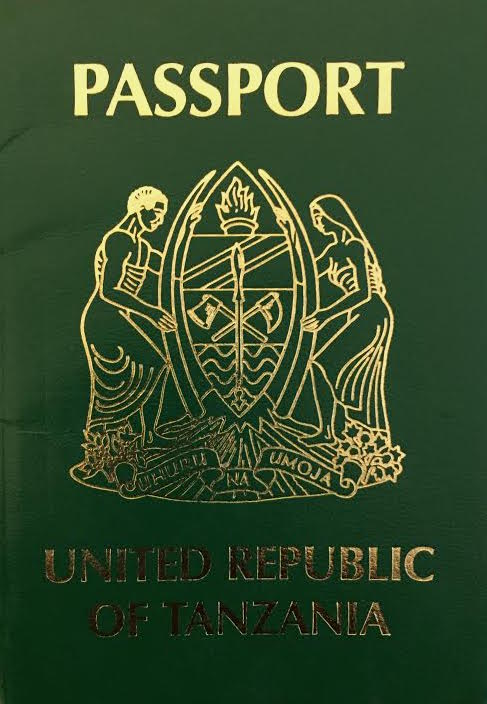
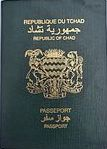
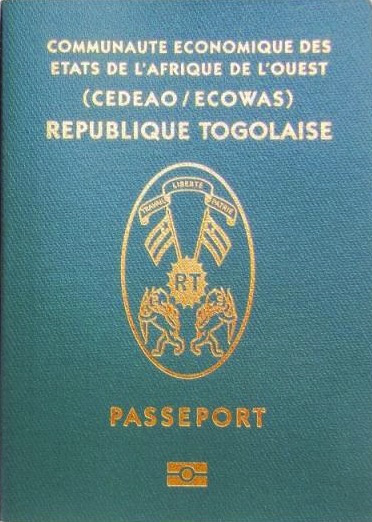
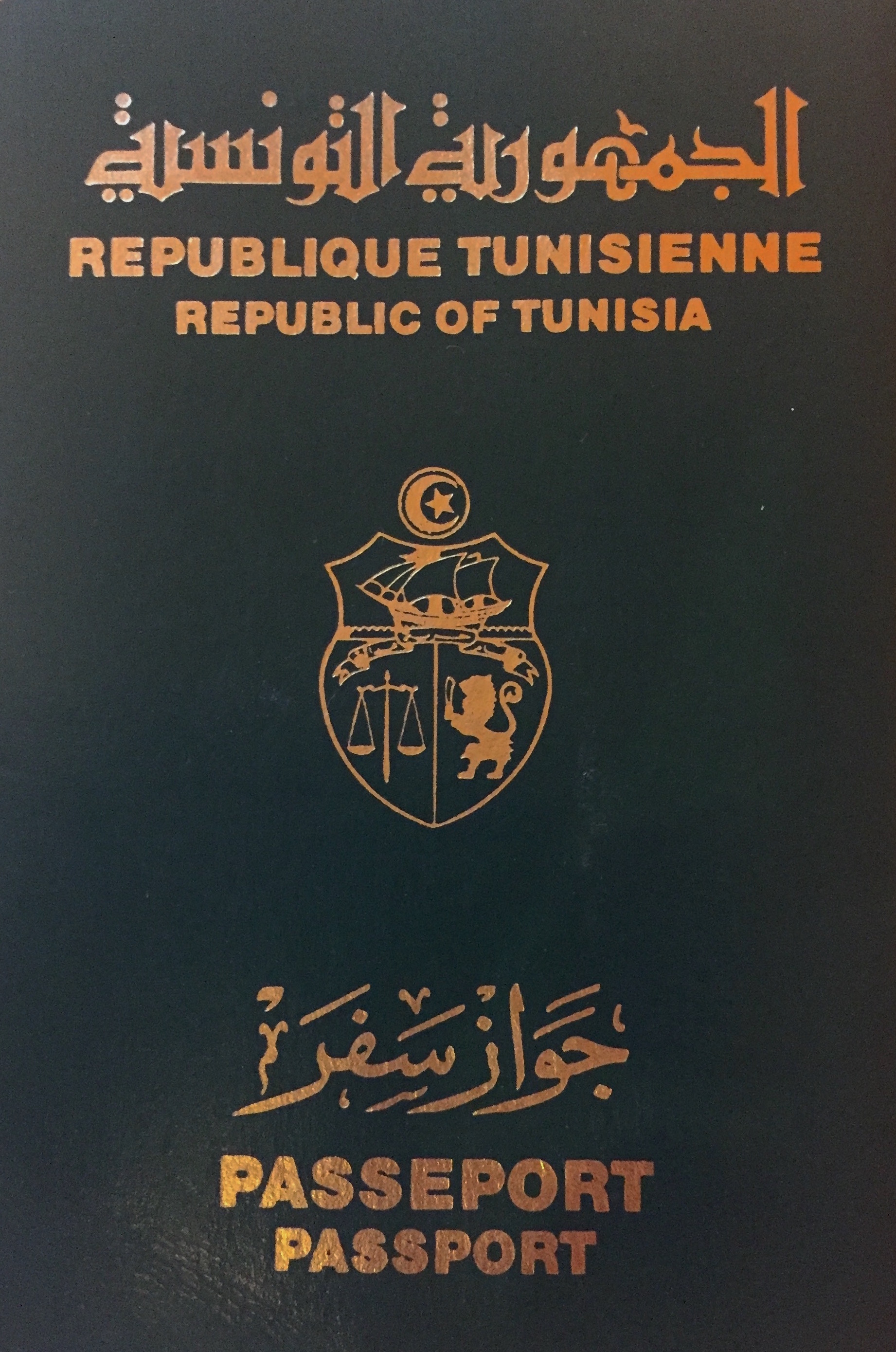

- Afrique du Sud
- Algérie
- Angola
- Bénin
- Botswana
- Burkina Faso
- Burundi
- Cameroun
- Cap-Vert
- République centrafricaine
- Comores
- République du Congo
- République démocratique du Congo
- Côte d'Ivoire
- Djibouti
- Égypte
- Érythrée
- Éthiopie
- Eswatini
- Gabon
- Gambie
- Ghana
- Guinée
- Guinée-Bissau
- Guinée équatoriale
- Kenya
- Lesotho
- Liberia
- Libye
- Madagascar
- Malawi
- Mali
- Maroc
- Maurice
- Mauritanie
- Mozambique
- Namibie
- Niger
- Nigeria
- Ouganda
- Sao Tomé-et-Principe
- Sénégal
- Seychelles
- Sierra Leone
- Somalie
- Somaliland
- Soudan
- Soudan du Sud
- Tanzanie
- Tchad
- Togo
- Tunisie
- Zambie
- Zimbabwe

### Amérique du Nord

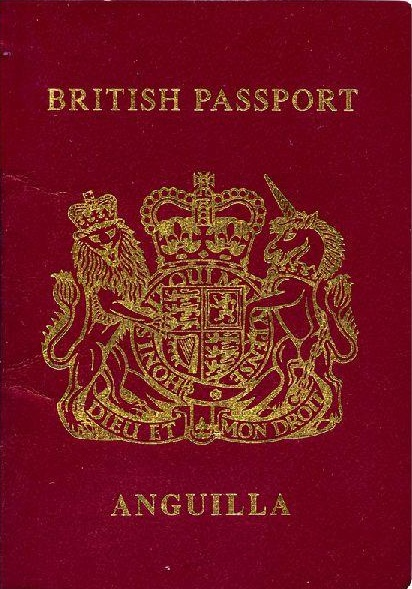
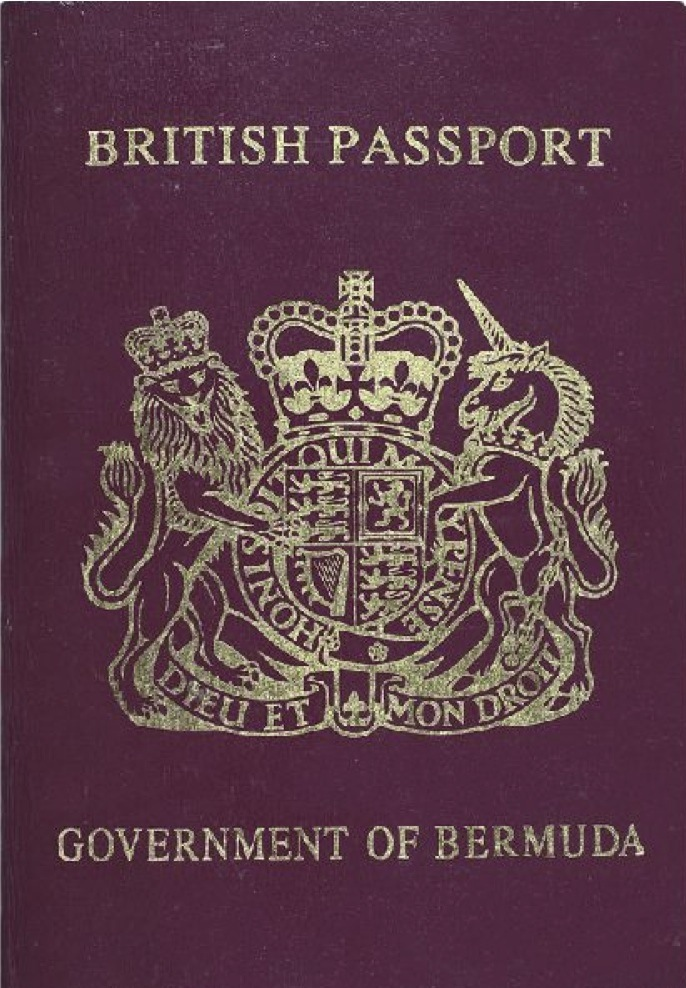
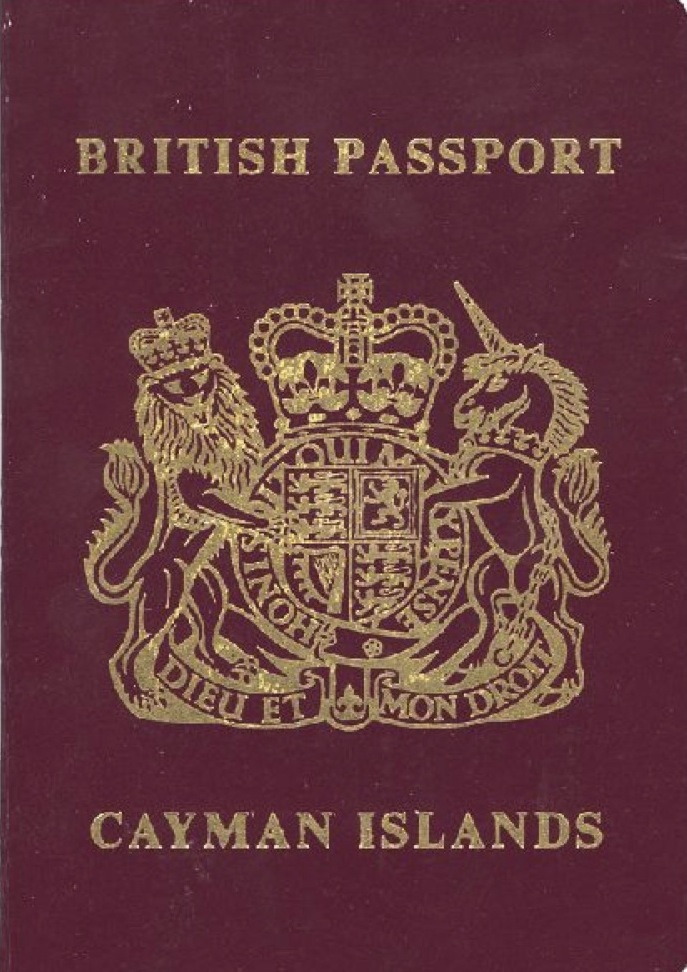
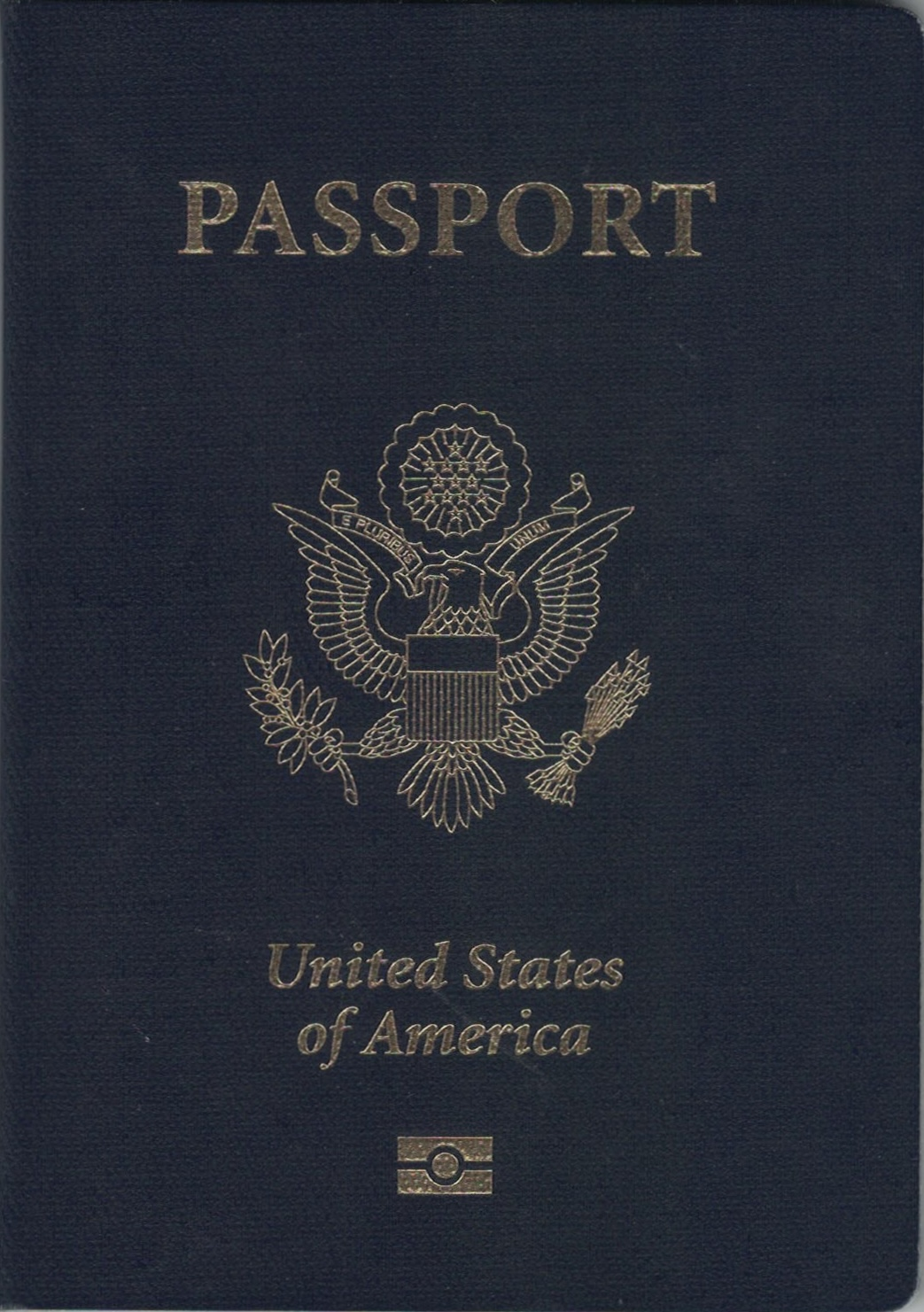
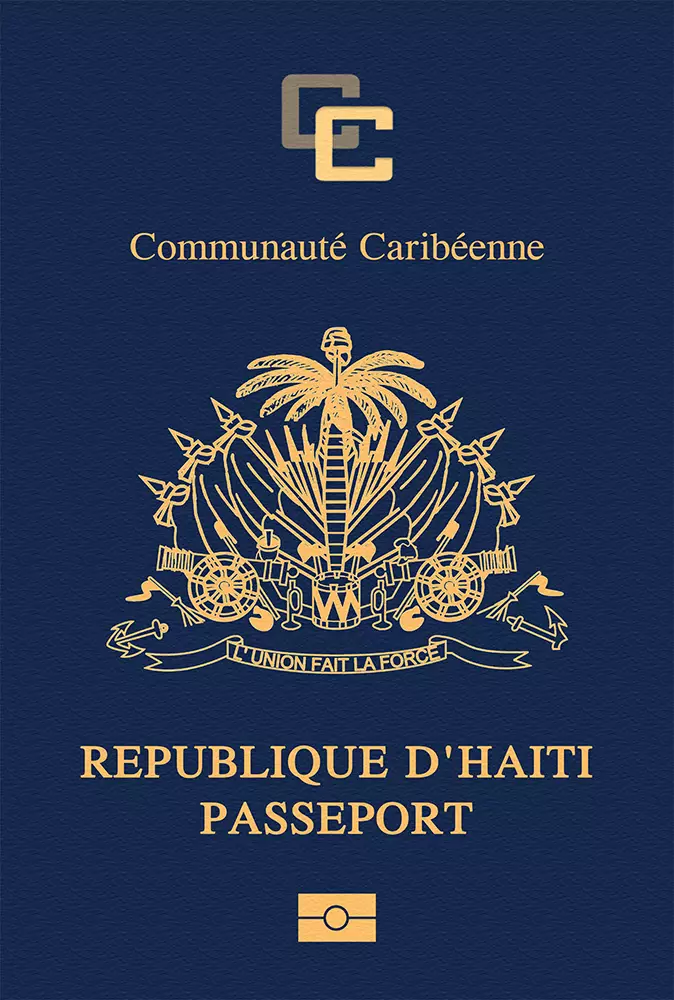
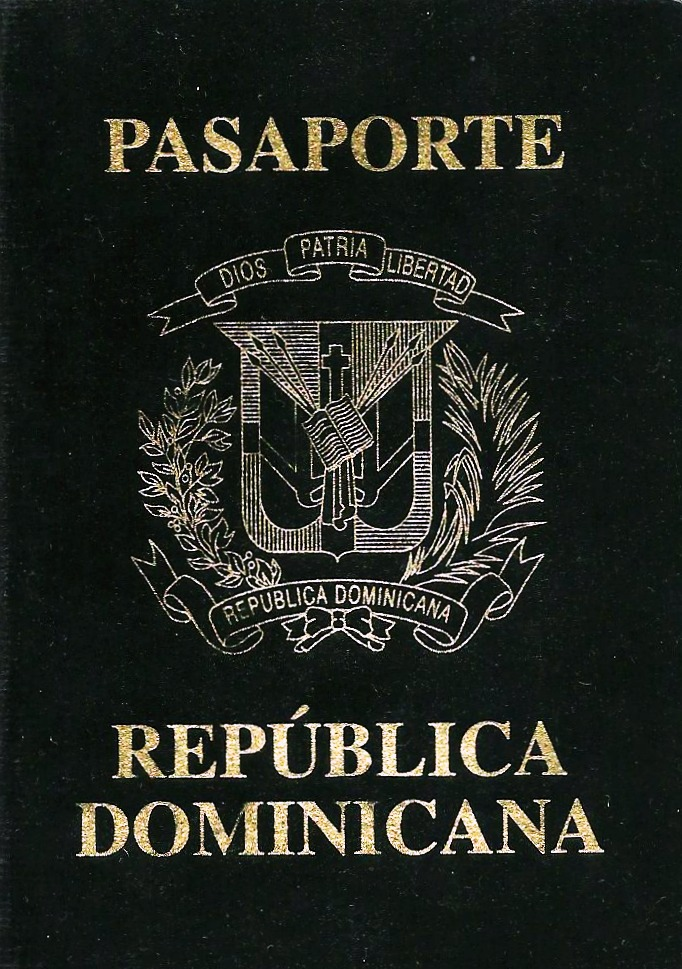
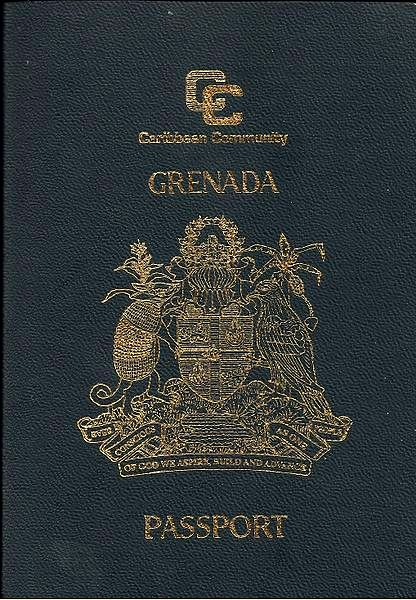
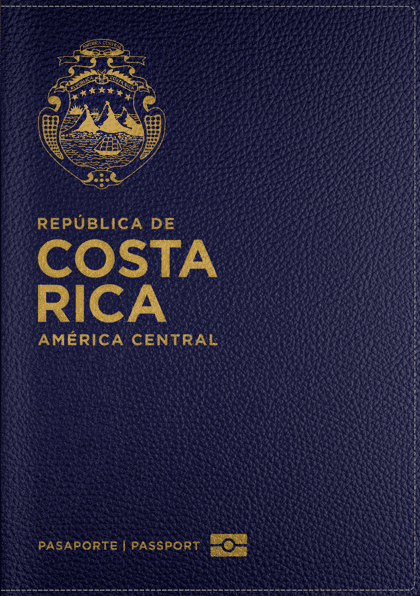
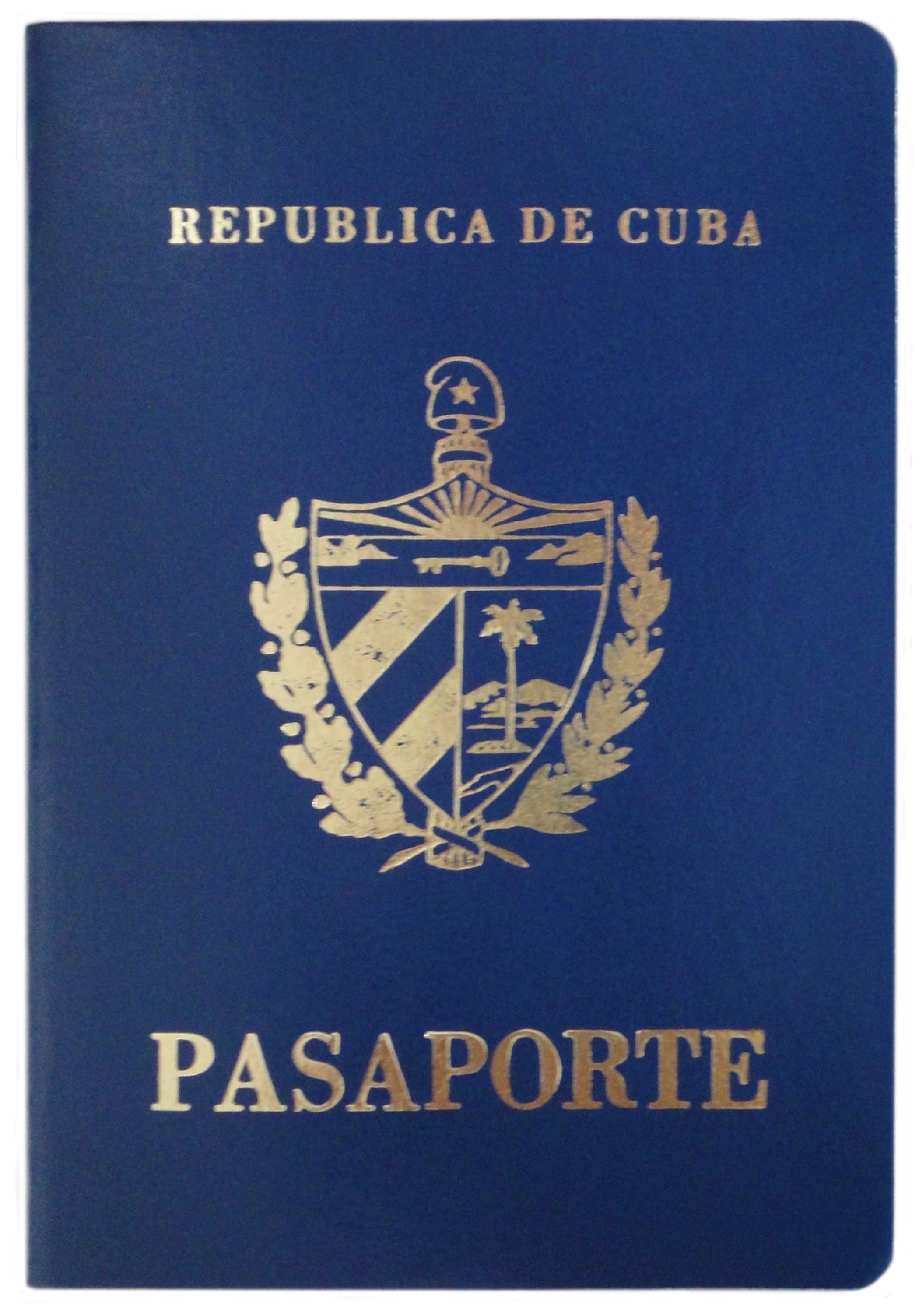
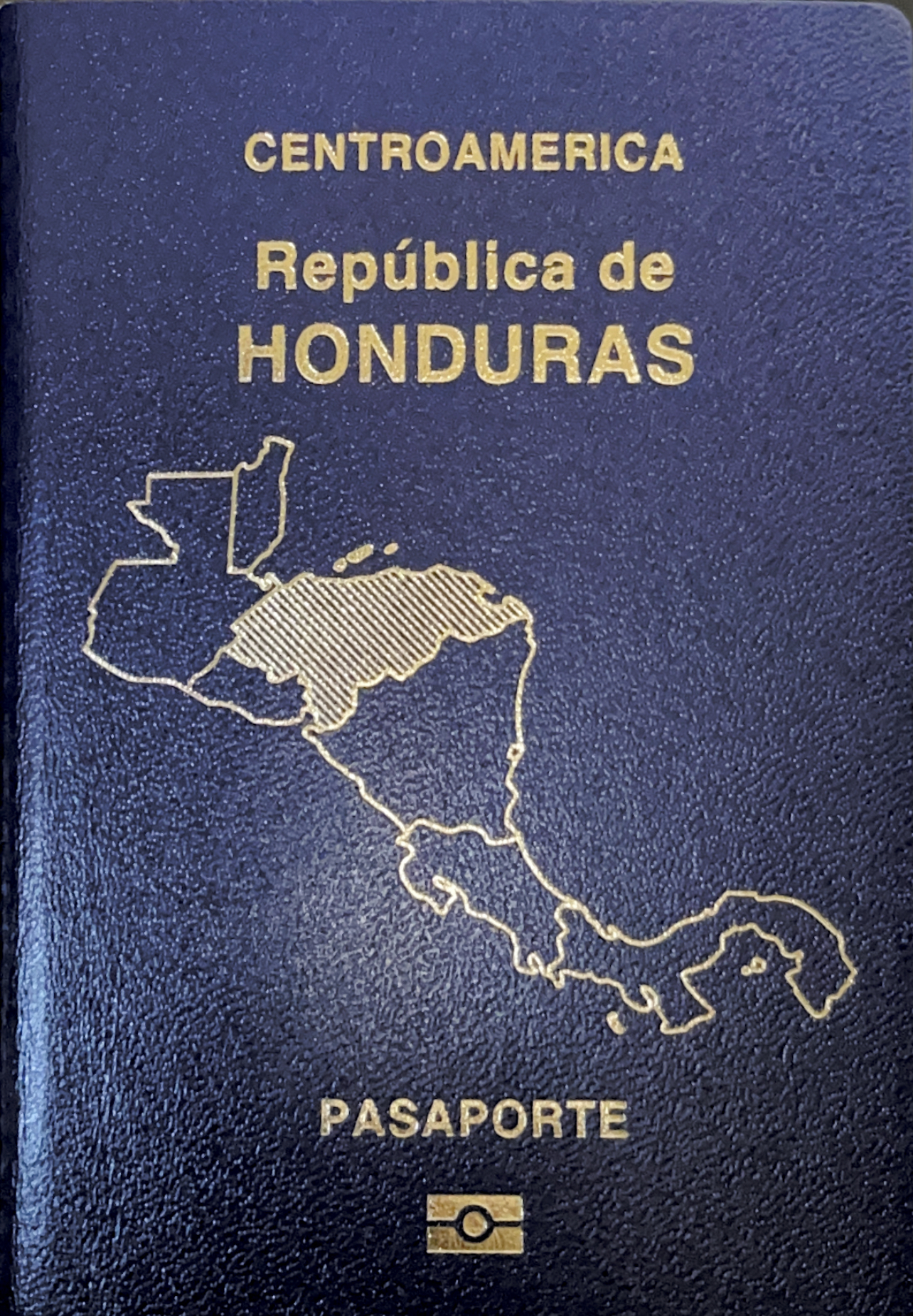
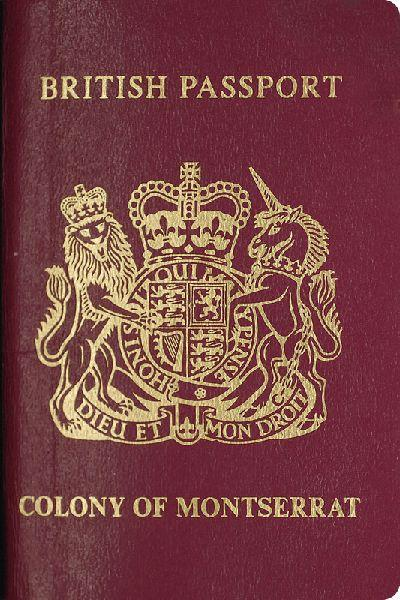
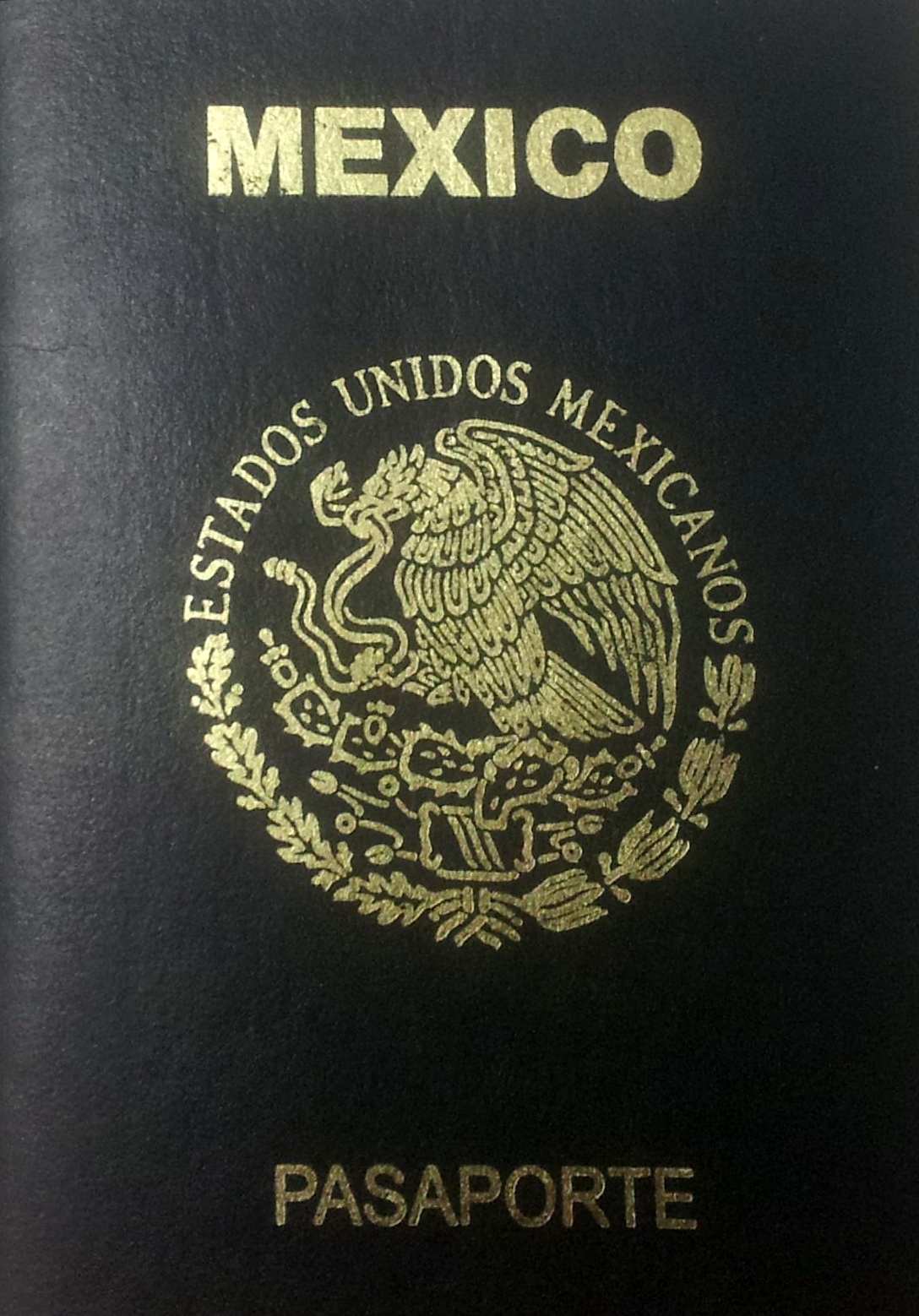
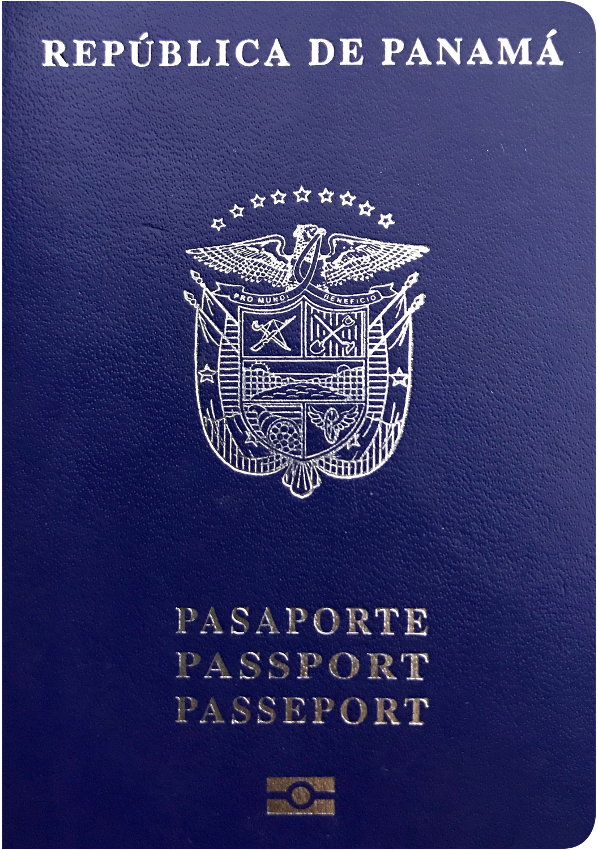
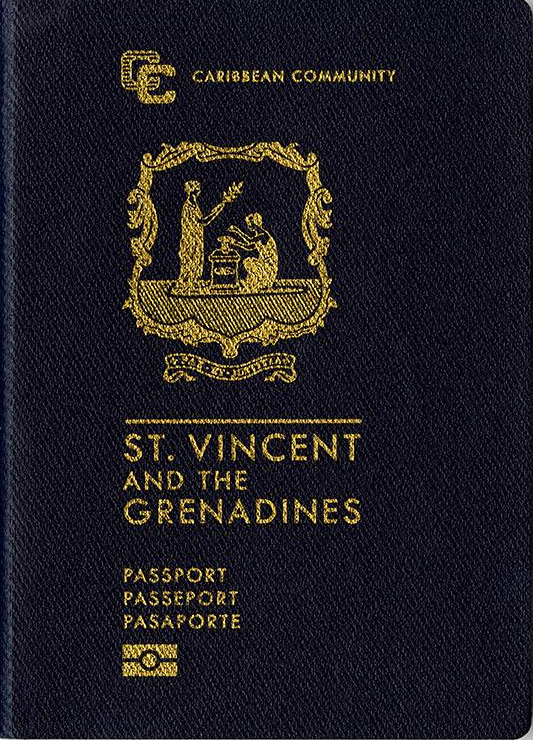
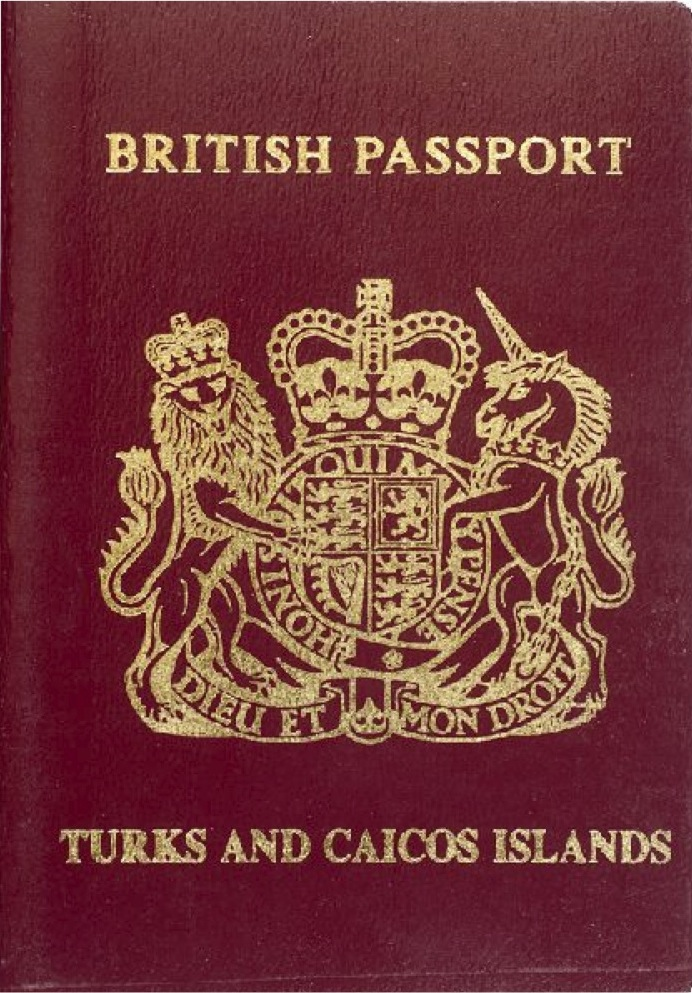

- Anguilla
- Bermudes
- Îles Caïmans
- Barbade
- États-Unis
- Haïti
- République dominicaine
- Grenade
- Canada
- Costa Rica
- Cuba
- Honduras
- Montserrat
- Mexique
- Panama
- Saint-Vincent-et-les-Grenadines
- Îles Vierges britanniques
- Îles Turques-et-Caïques
- Bahamas
- Dominique
- Sainte-Lucie
- Nicaragua

### Amérique du Sud

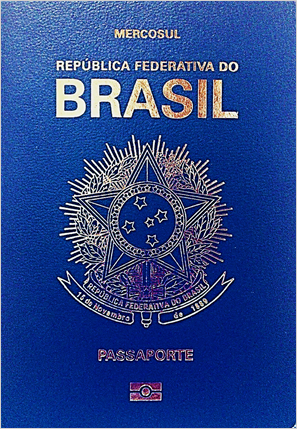
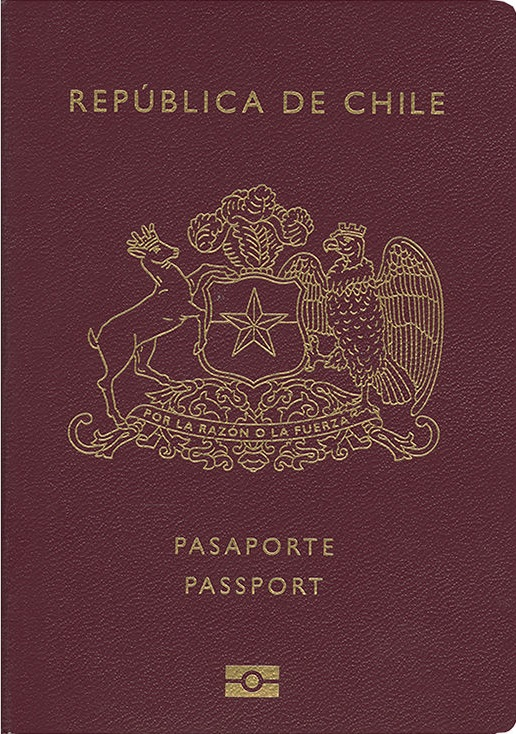
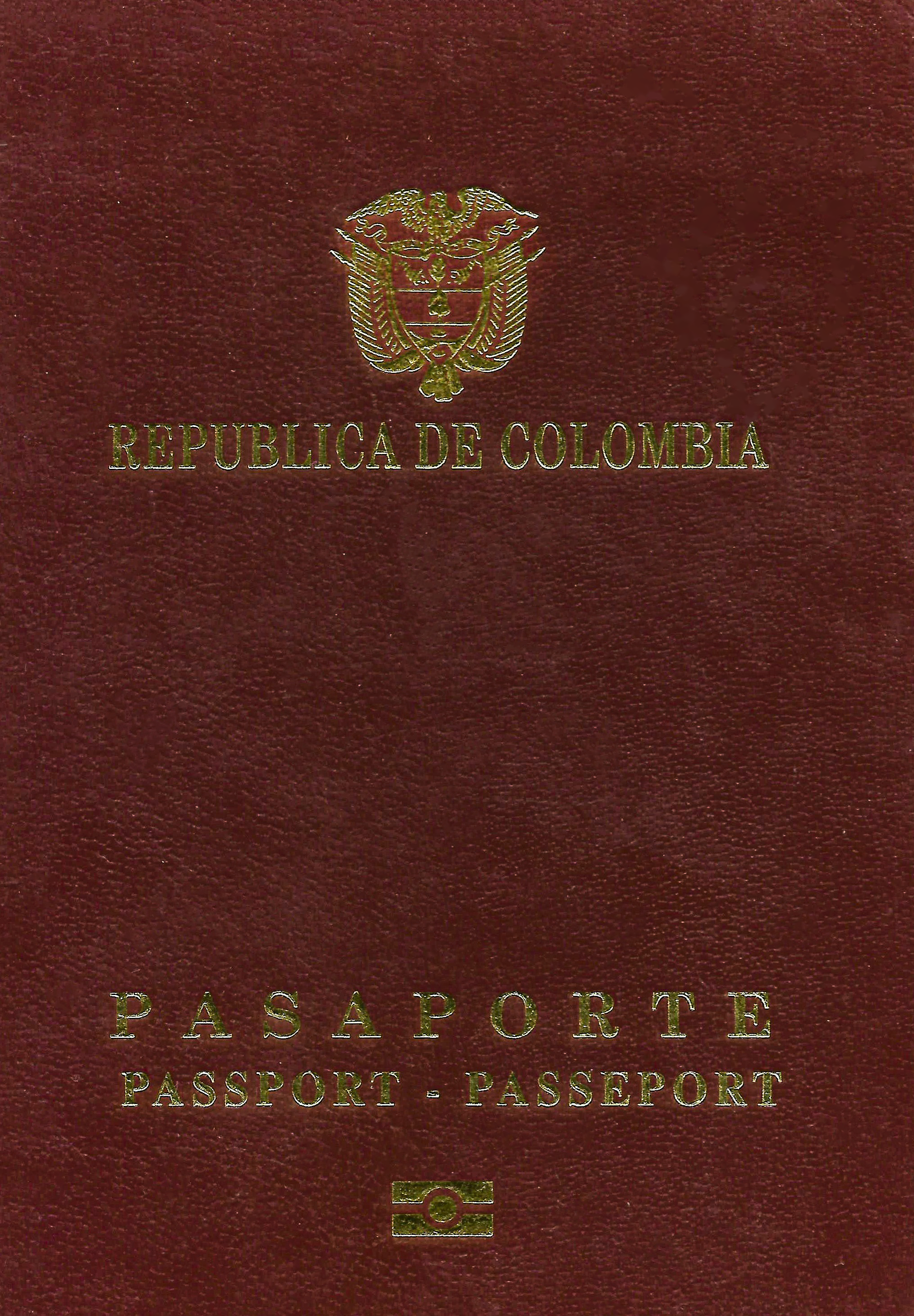
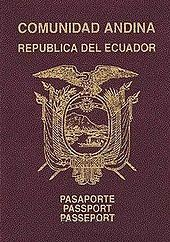
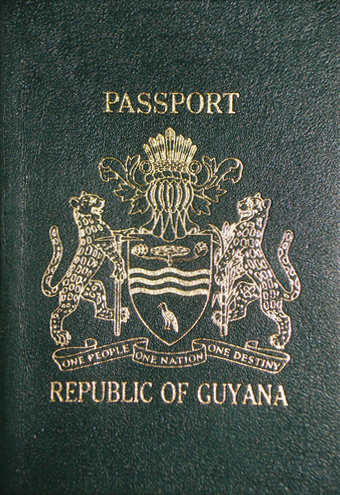
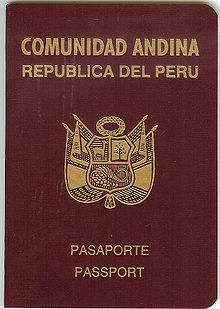
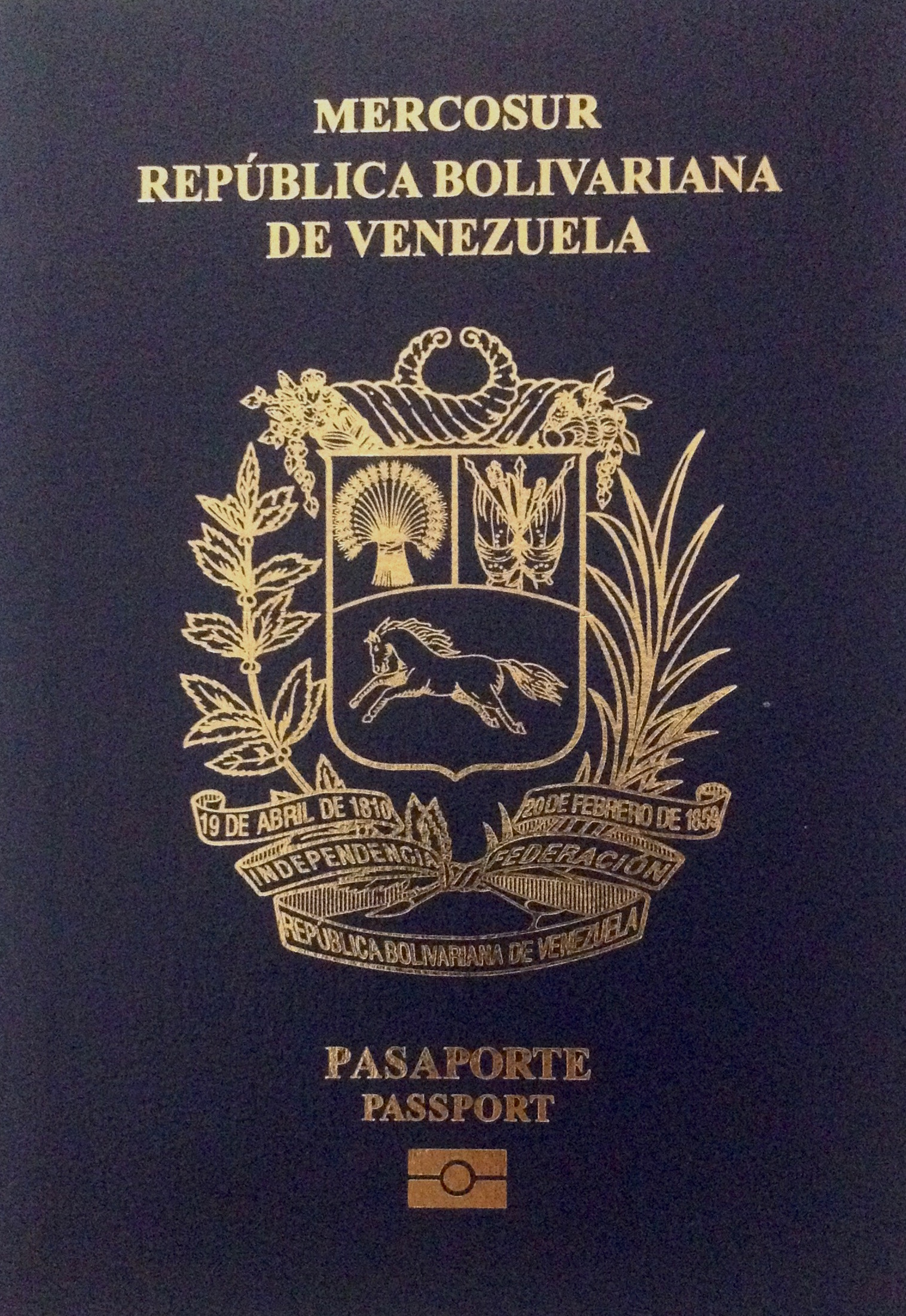

- Bolivie
- Brésil
- Chili
- Colombie
- Équateur
- Guyana
- Paraguay
- Pérou
- Suriname
- Venezuela
- Uruguay

### Asie

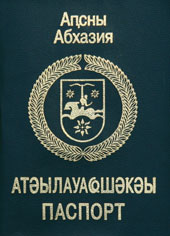
Abkhazie
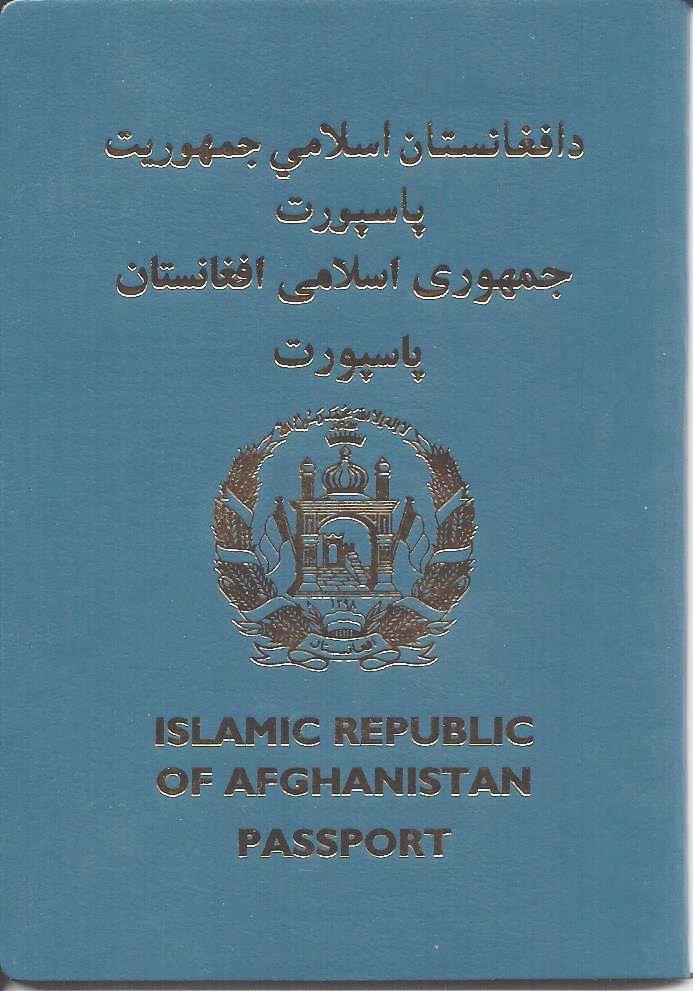
Afghanistan
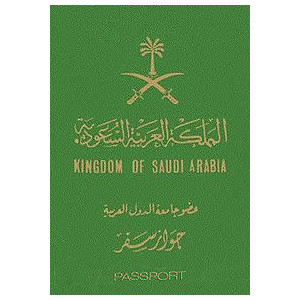
Arabie saoudite
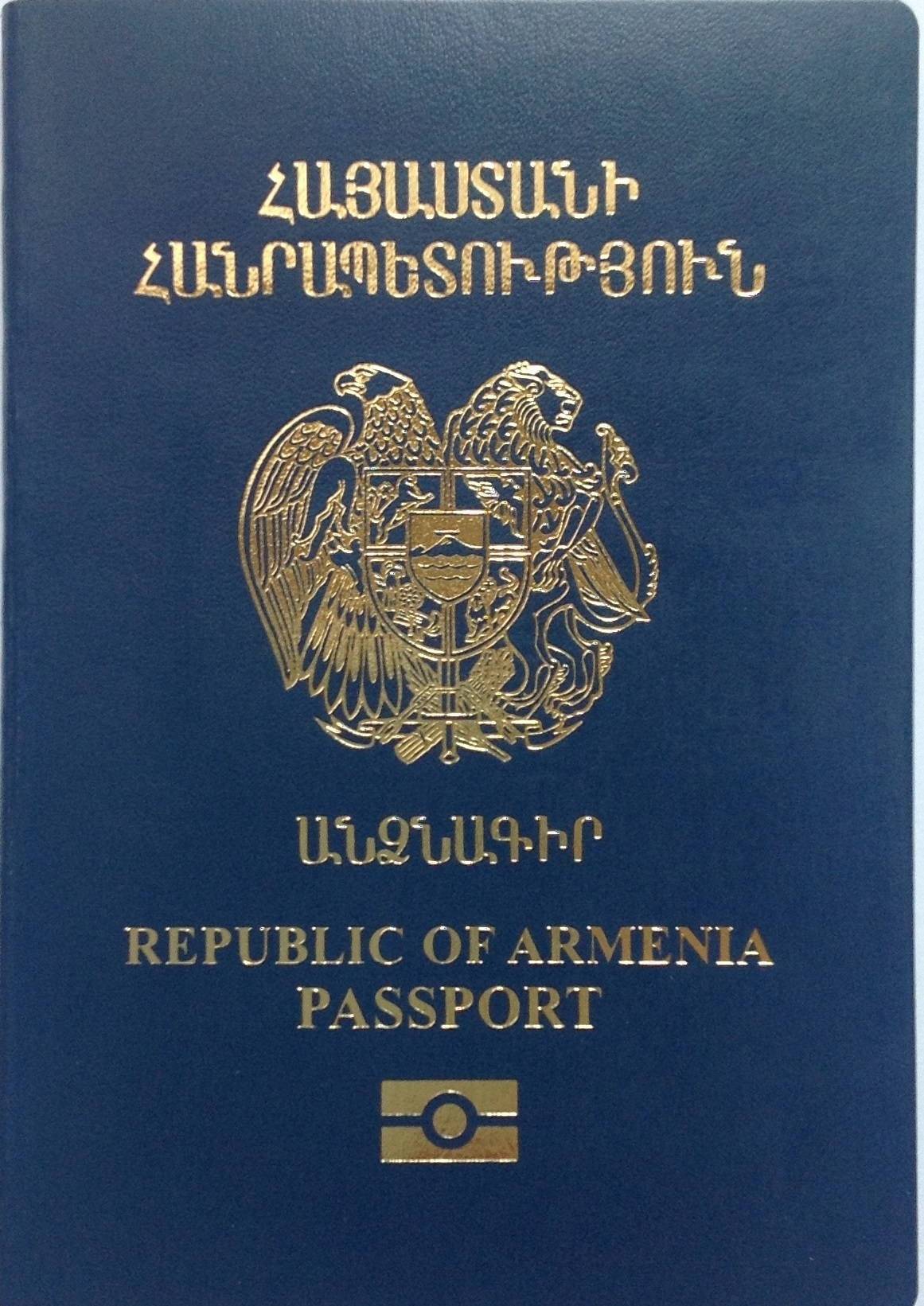
Arménie
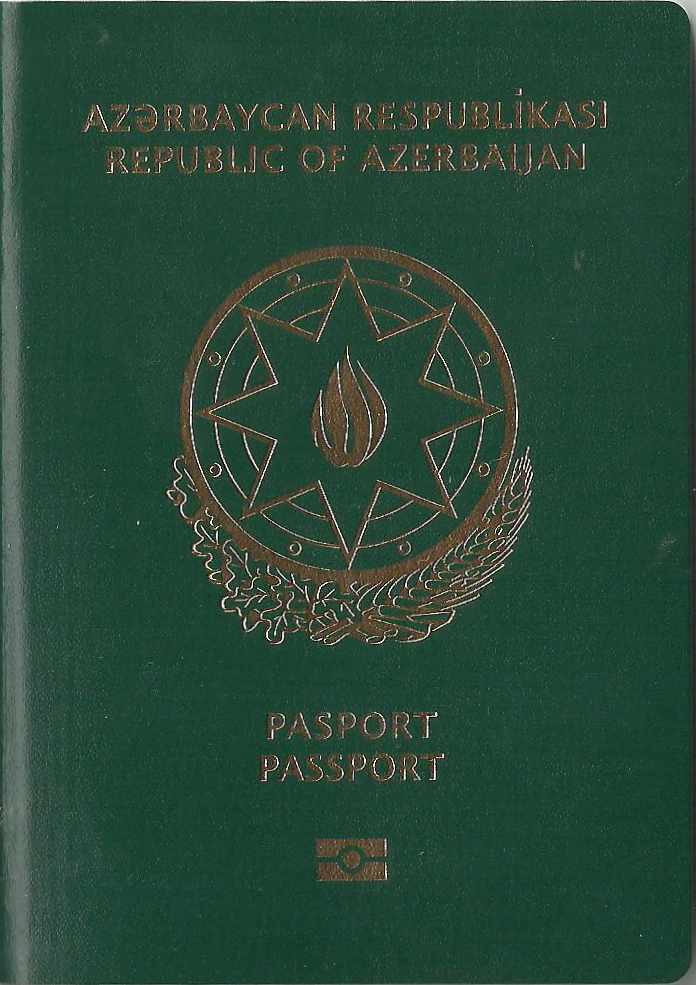
Azerbaïdjan
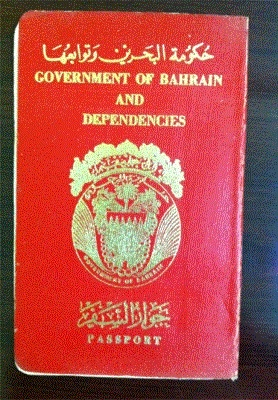
Bahreïn
Bangladesh
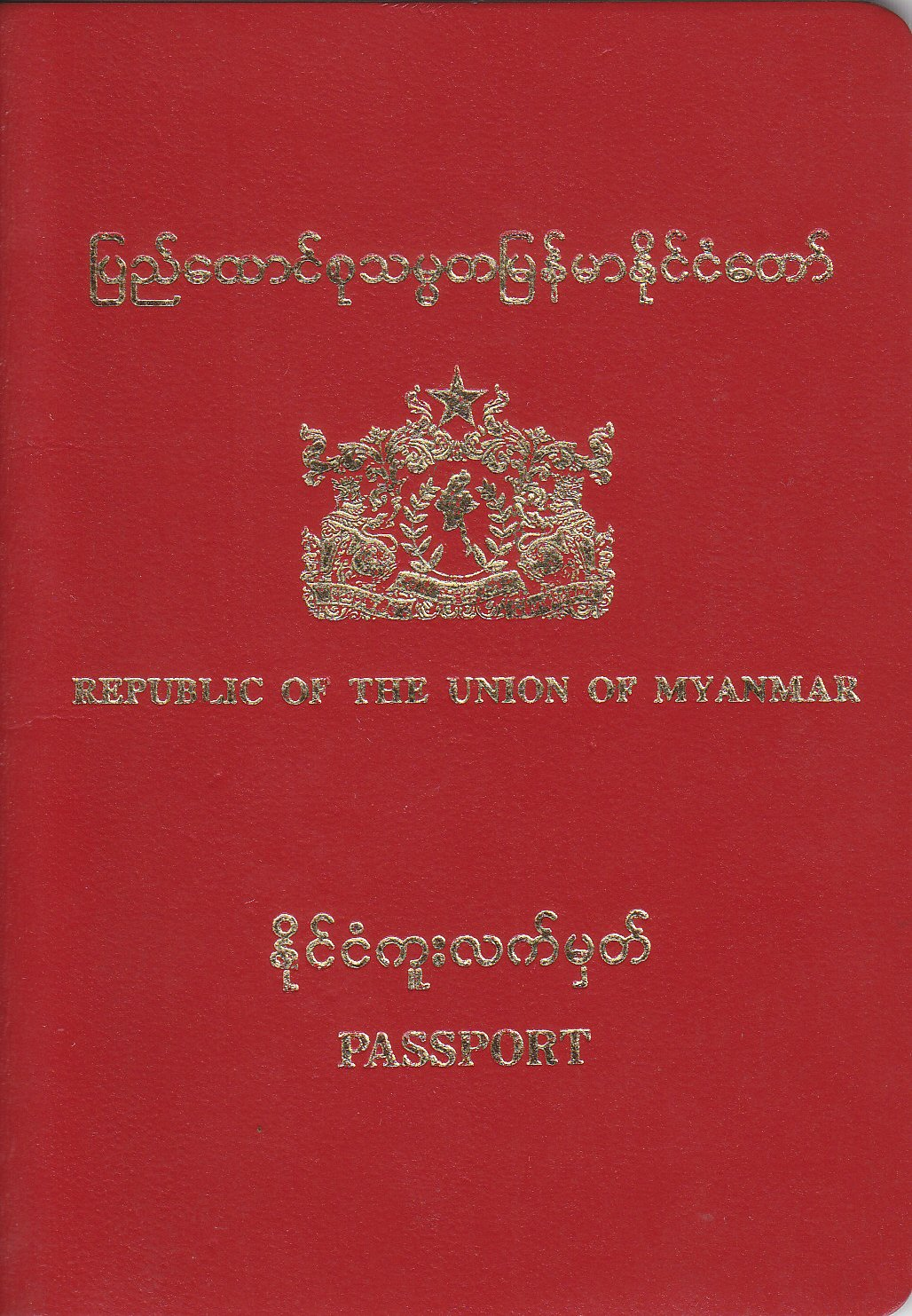
Birmanie
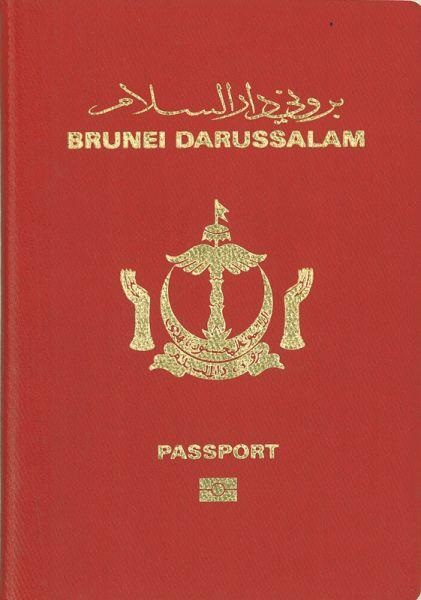
Brunei
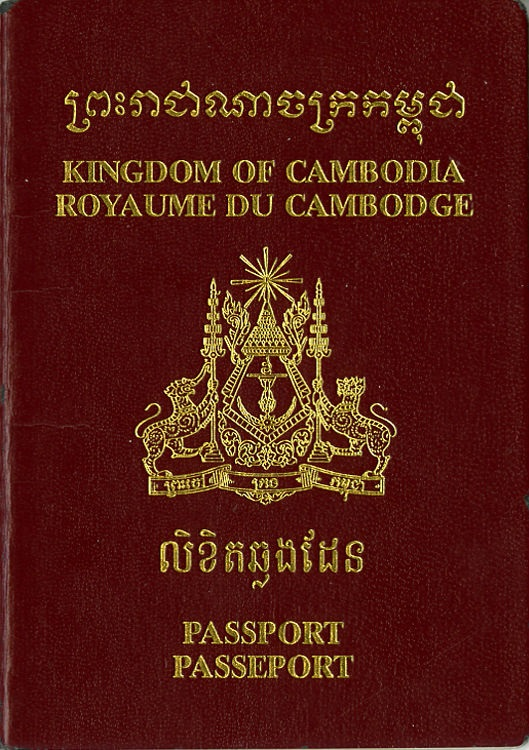
Cambodge
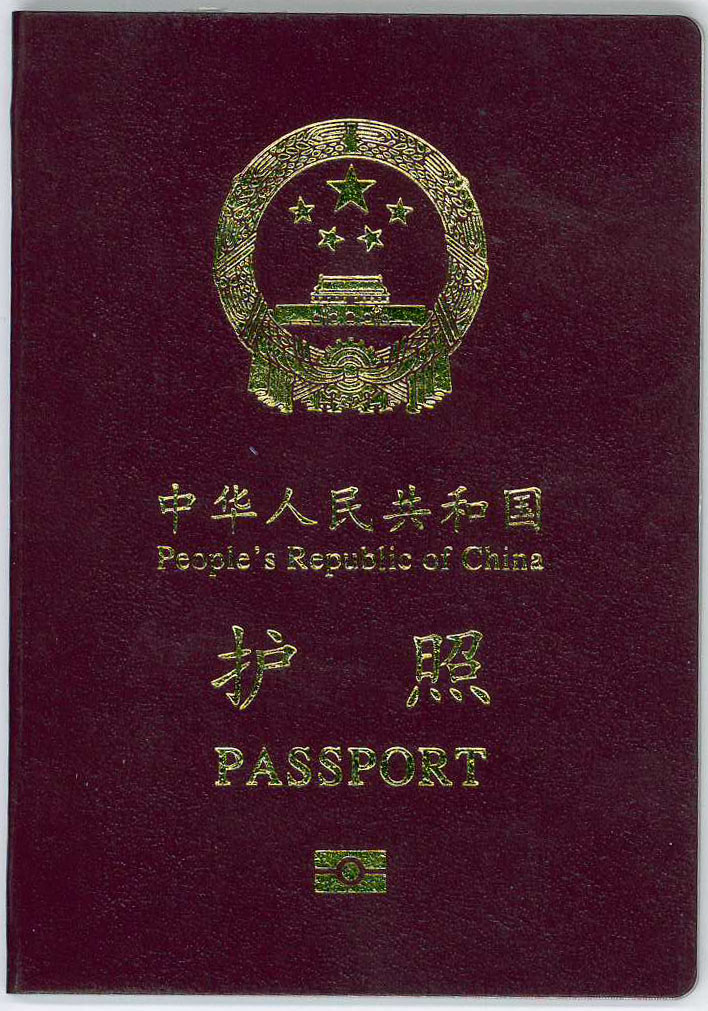
Chine
Corée du Nord
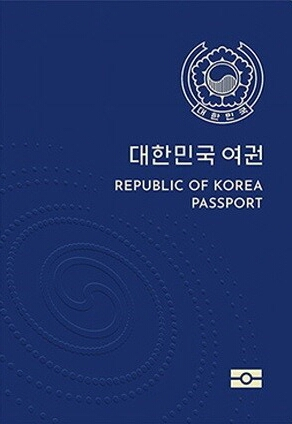
Corée du Sud
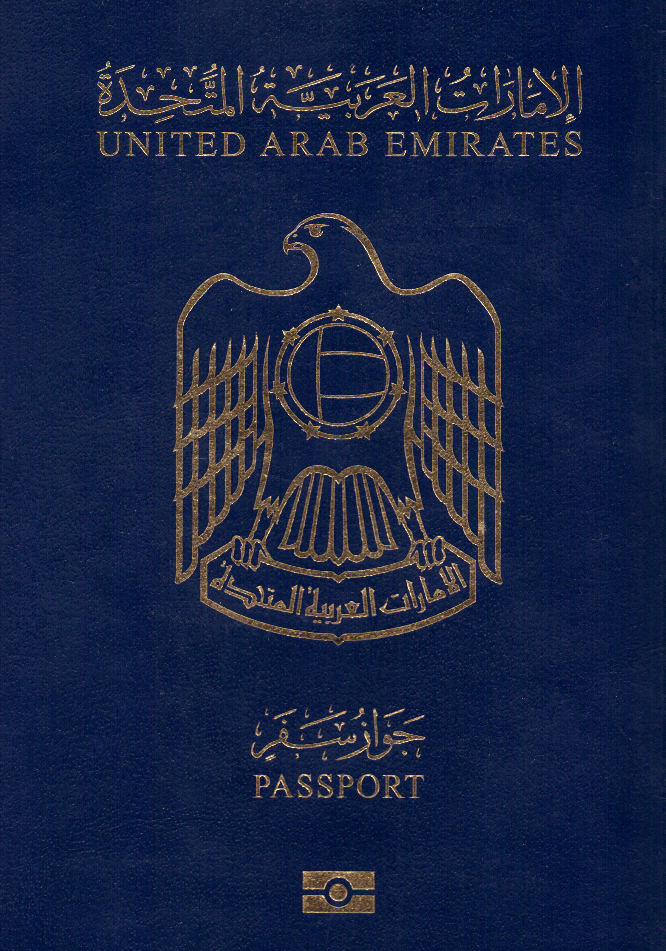
Émirats arabes unis
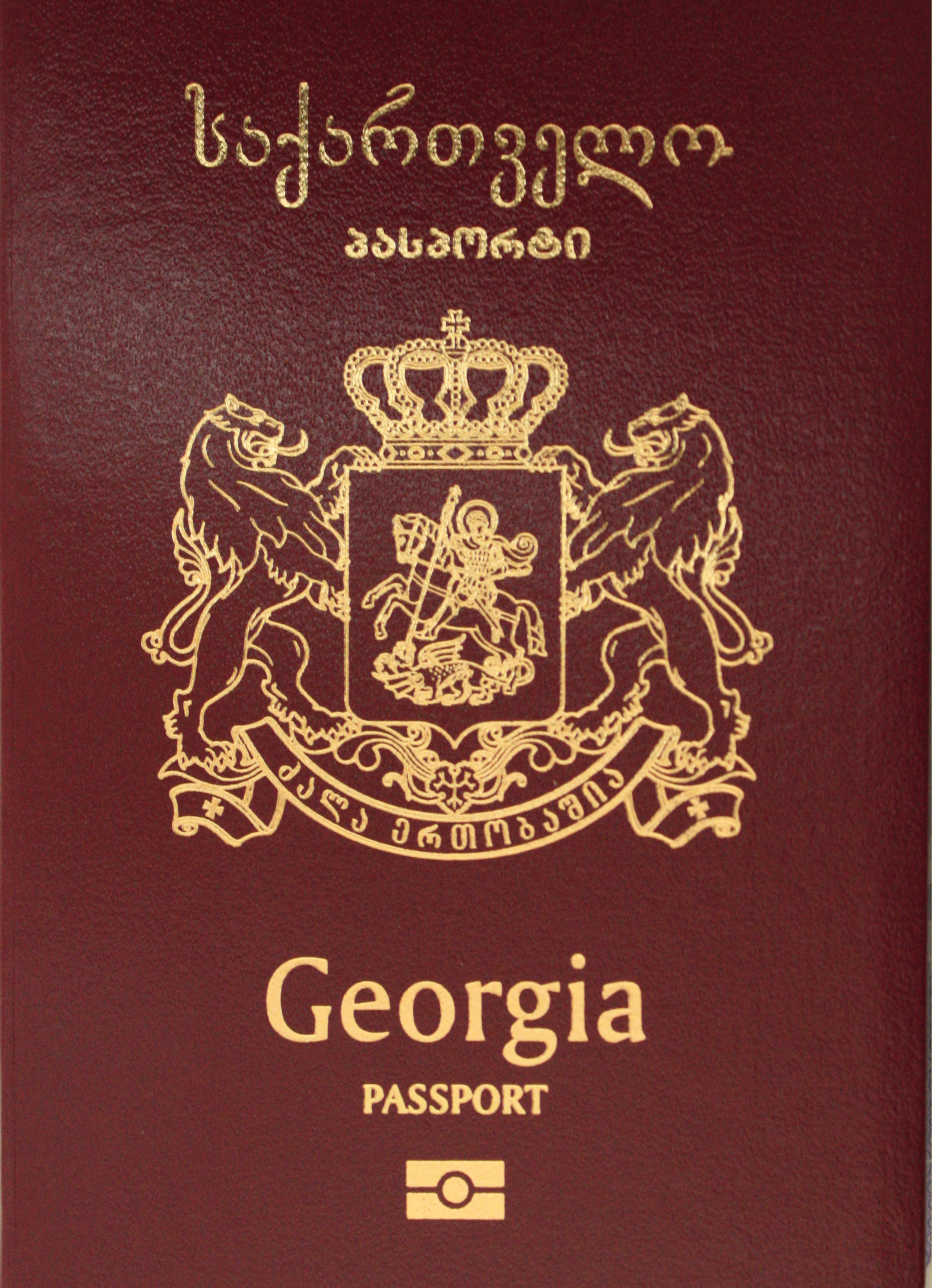
Géorgie
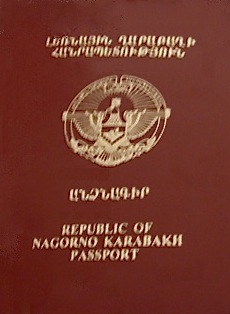
Haut-Karabagh
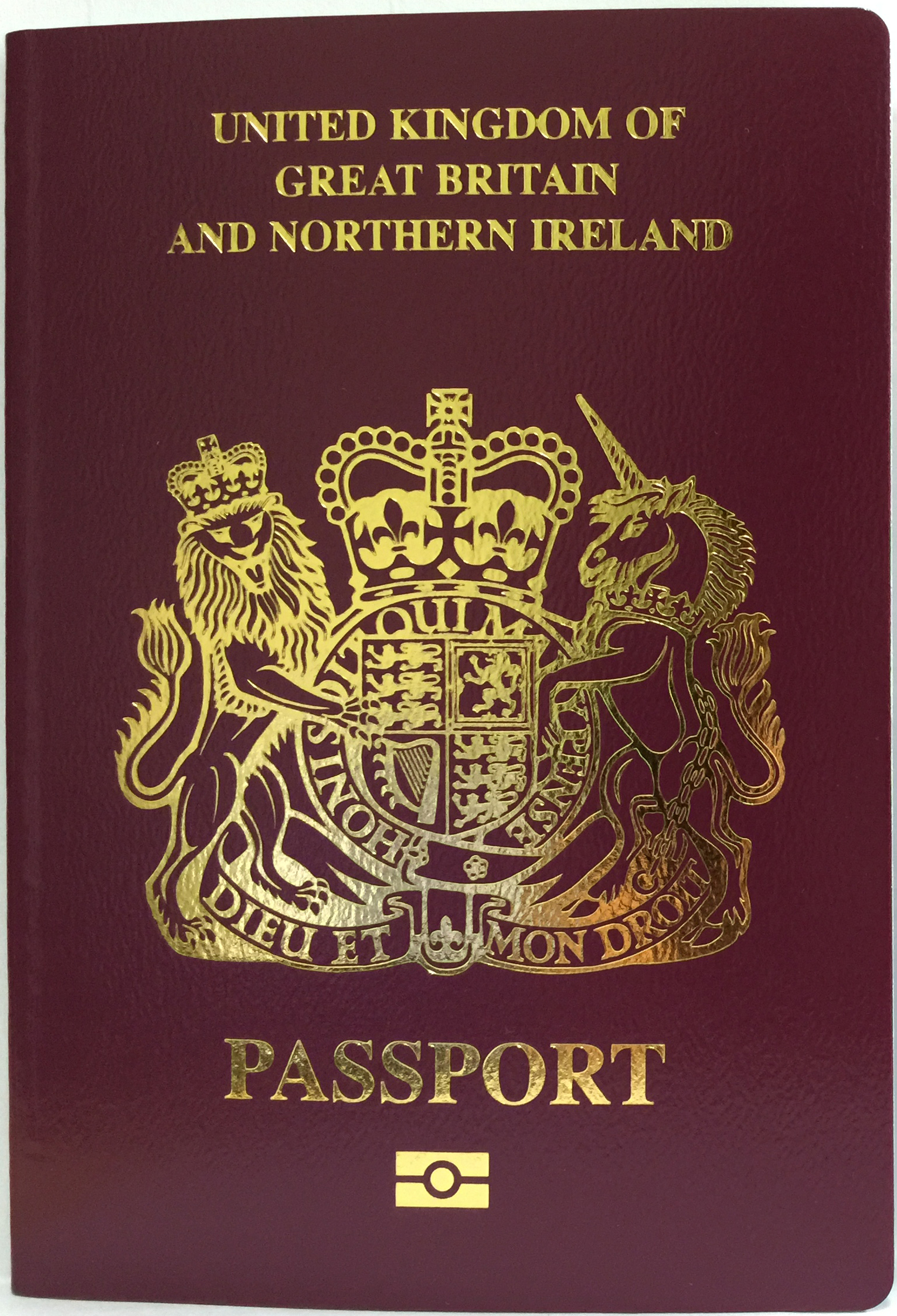
Hong Kong - BNO
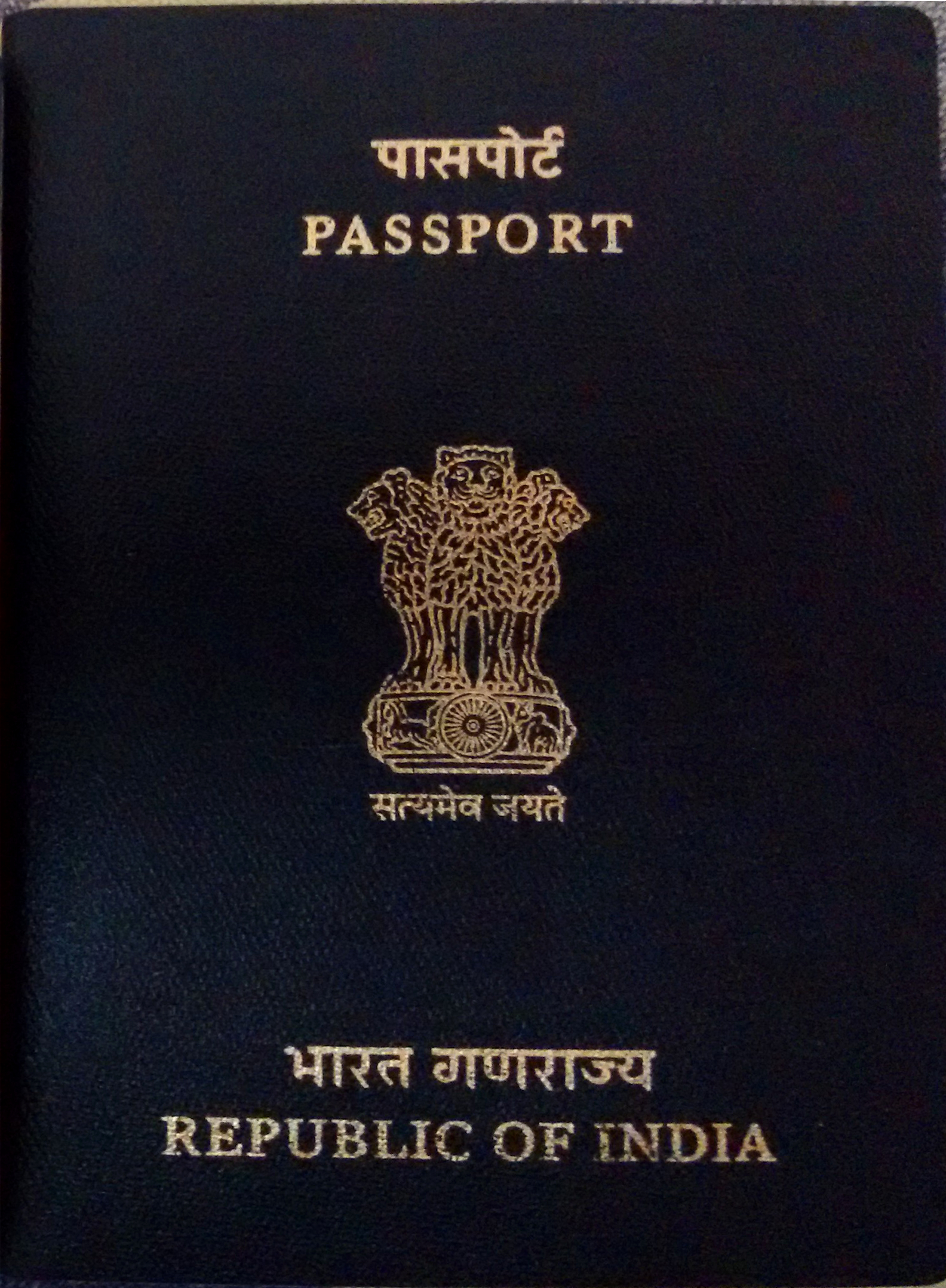
Inde
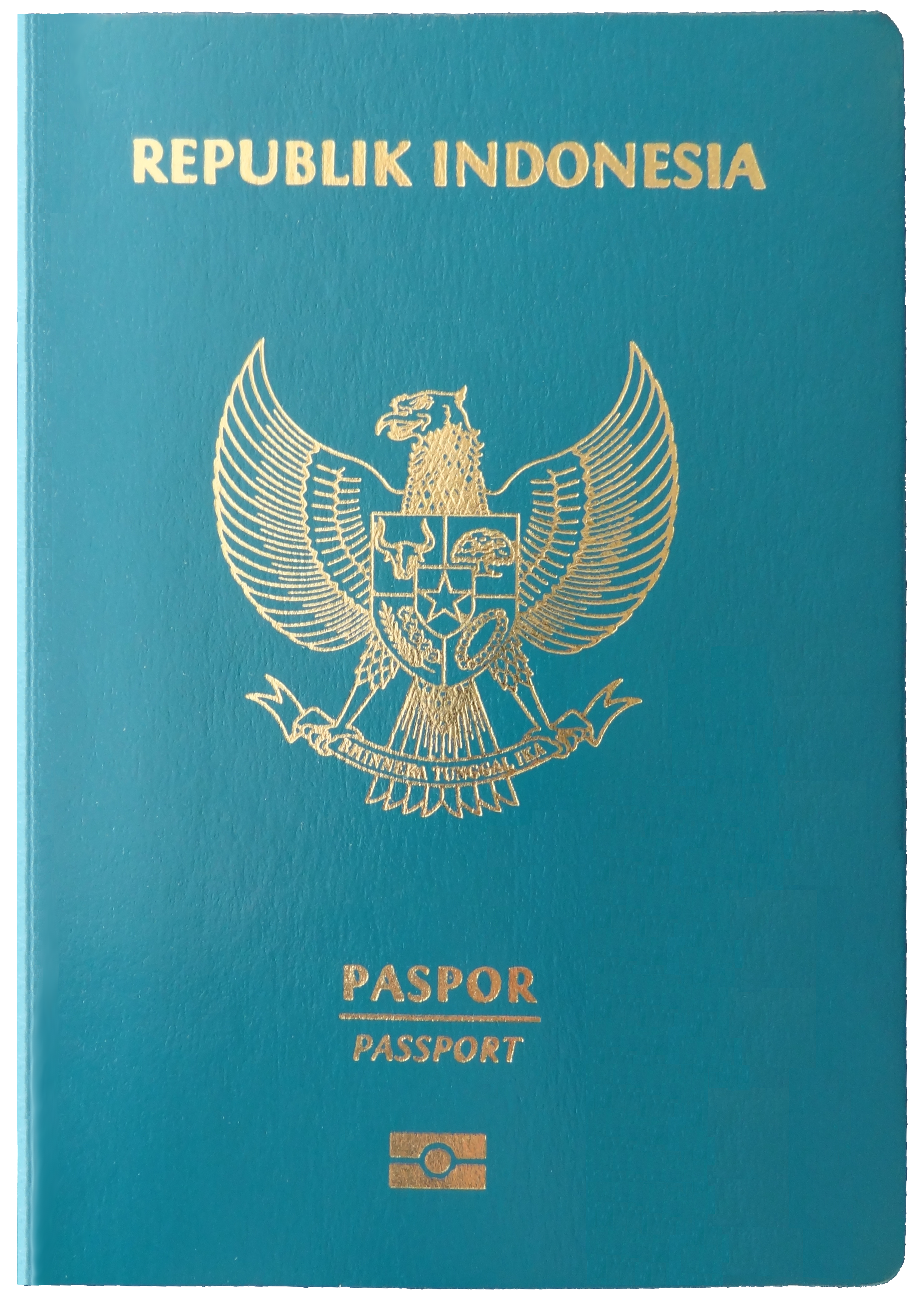
Indonésie
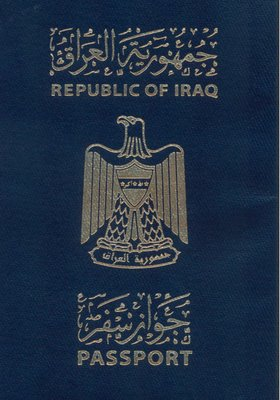
Irak
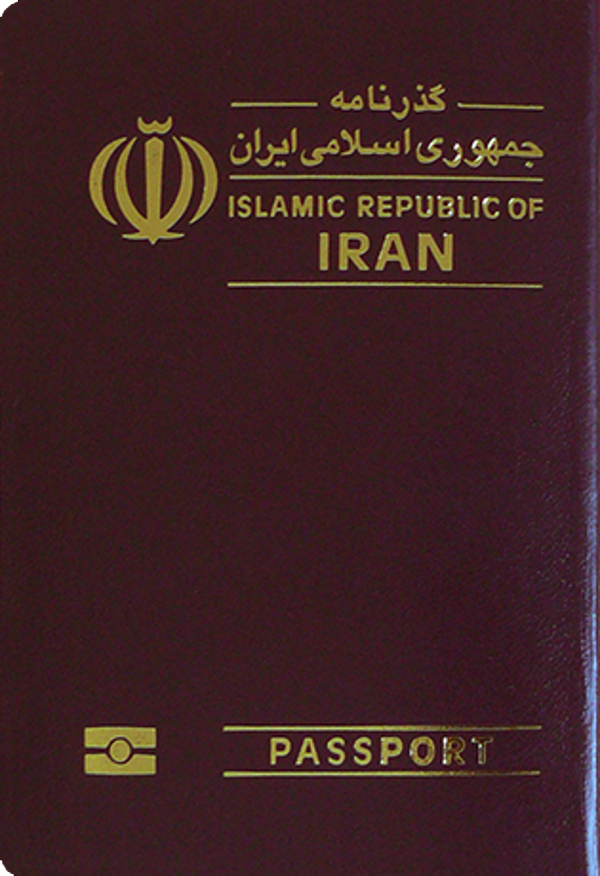
Iran
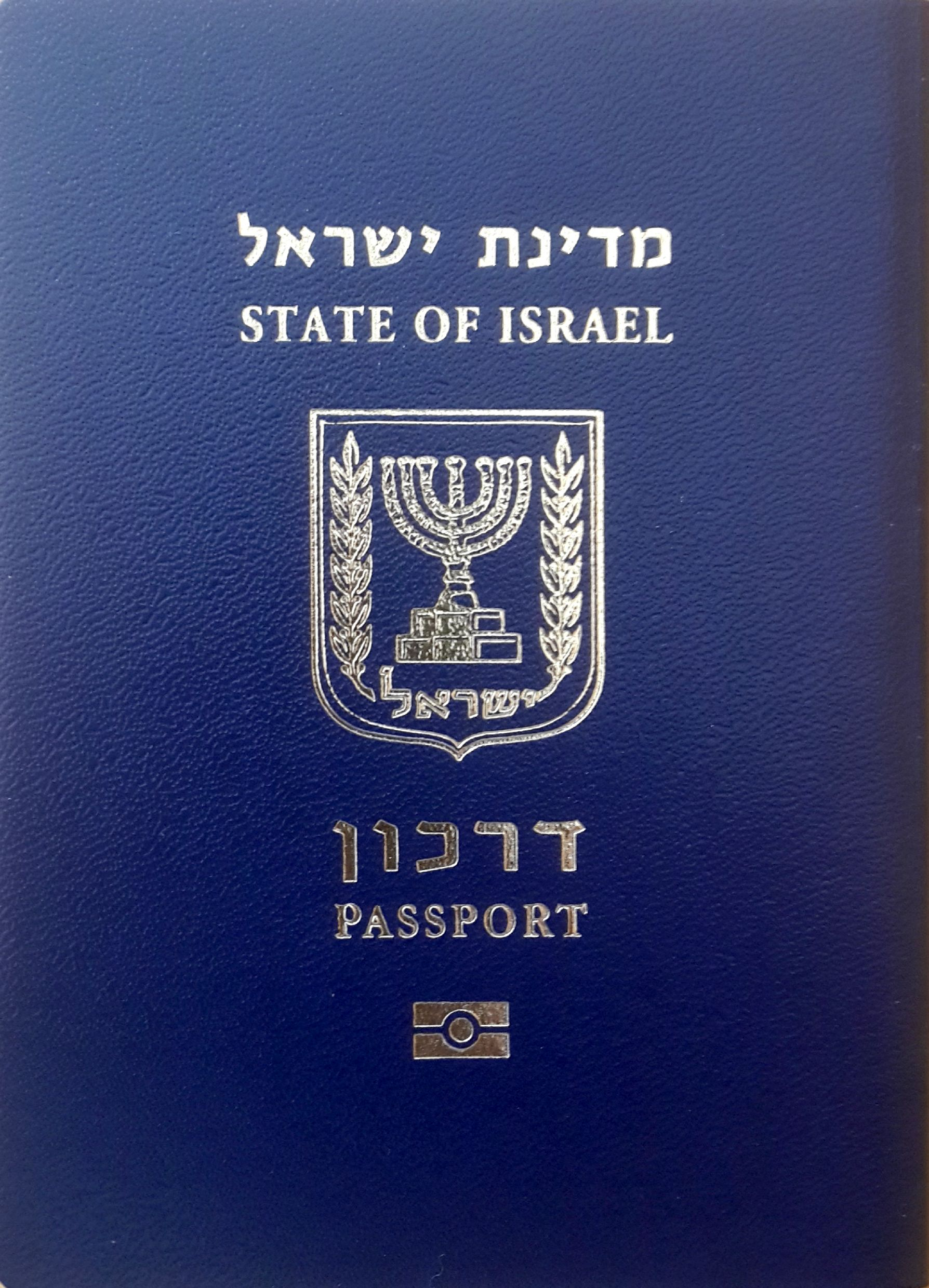
Israël
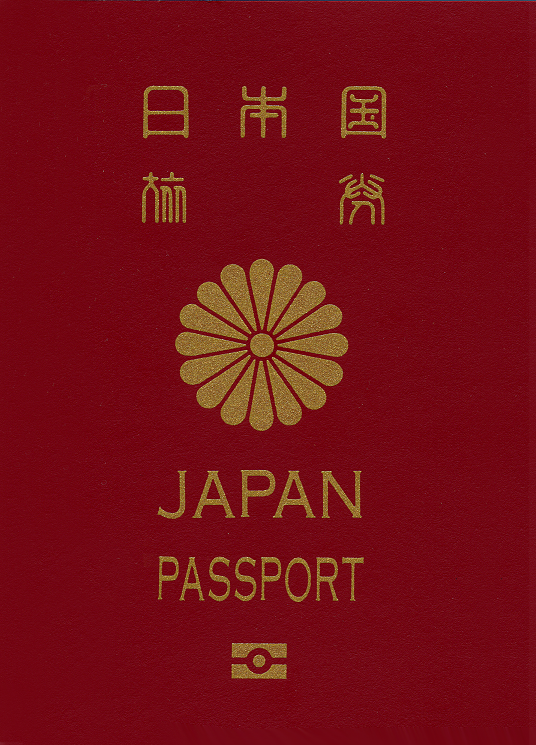
Japon
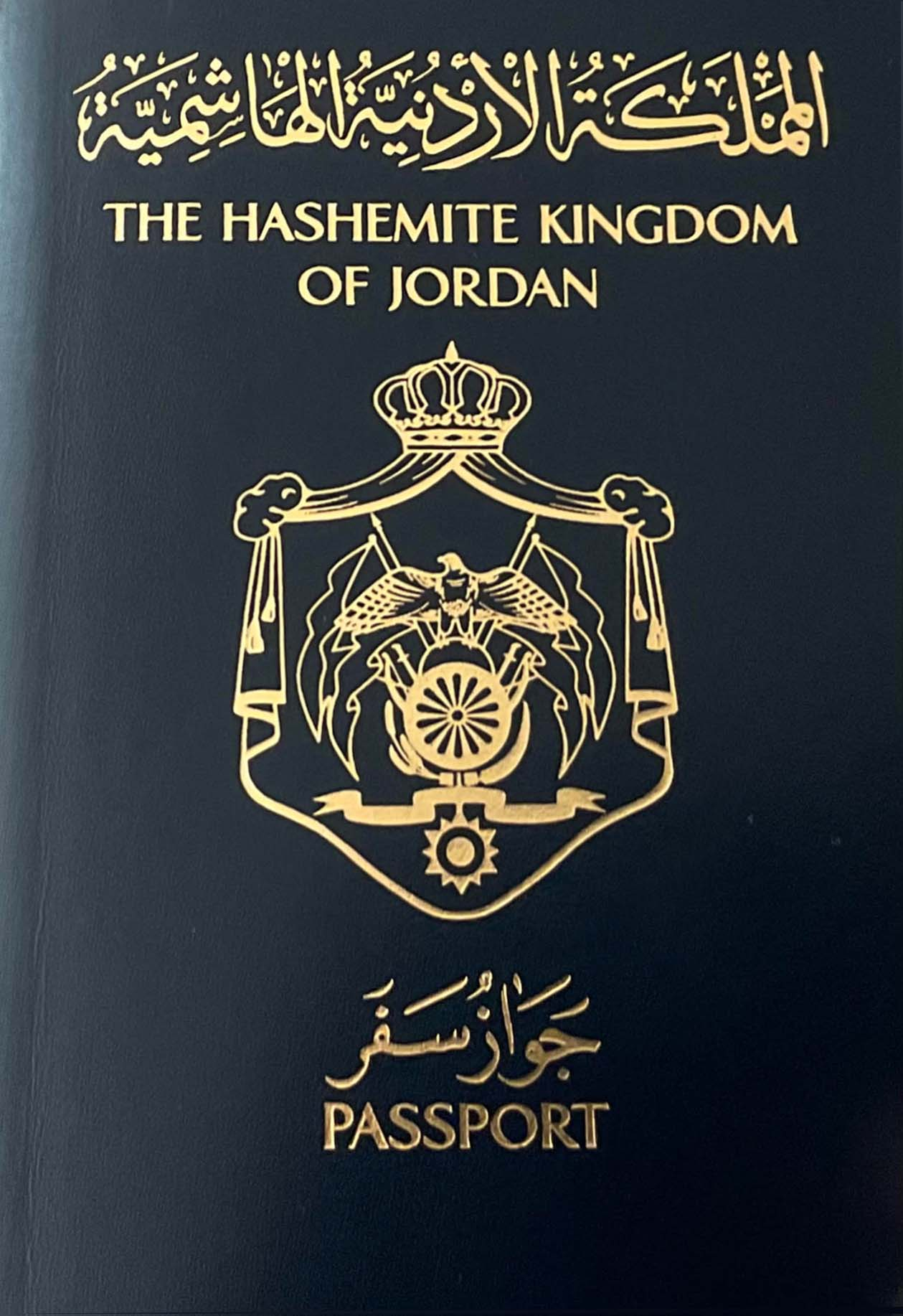
Jordanie
Kazakhstan
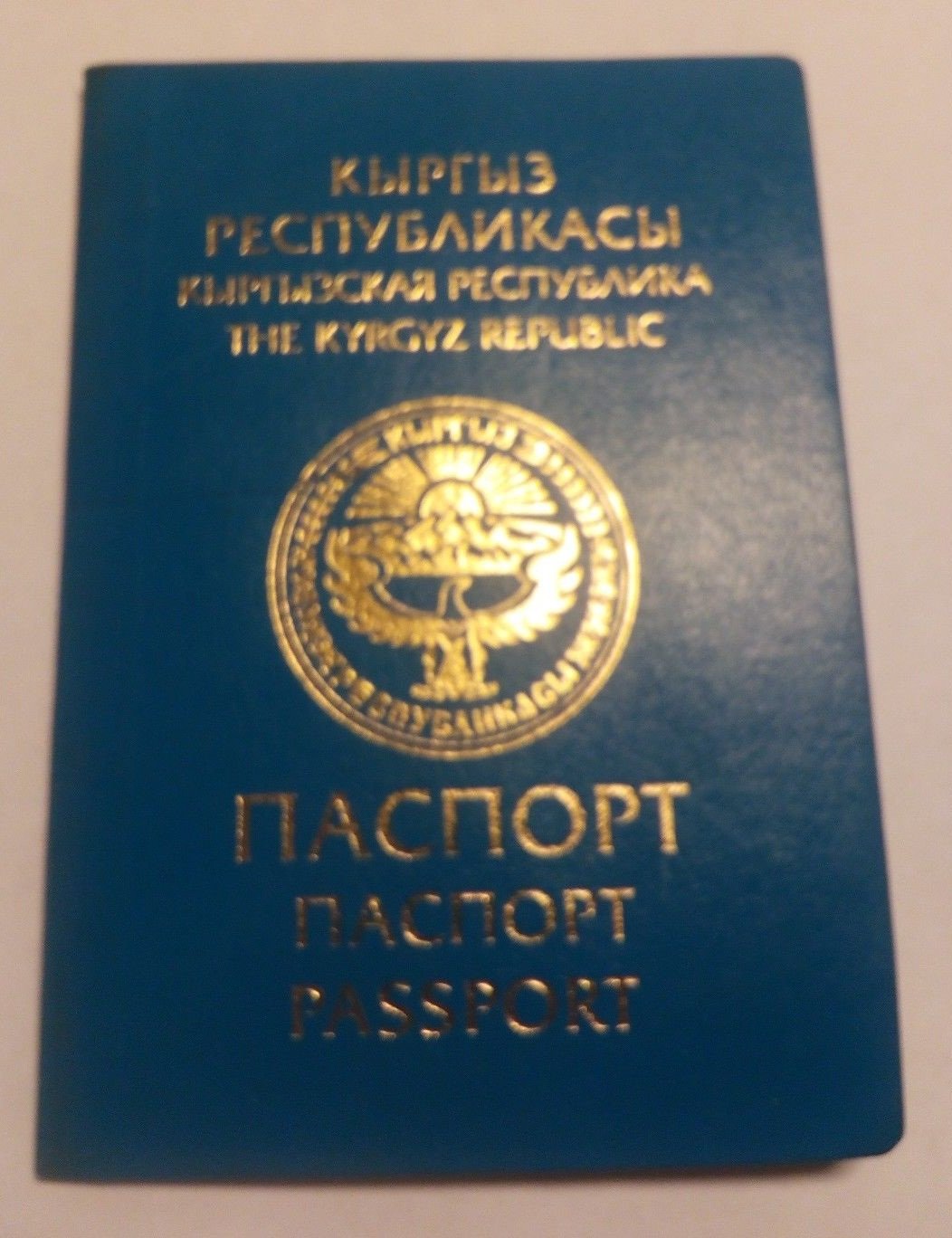
Kirghizistan
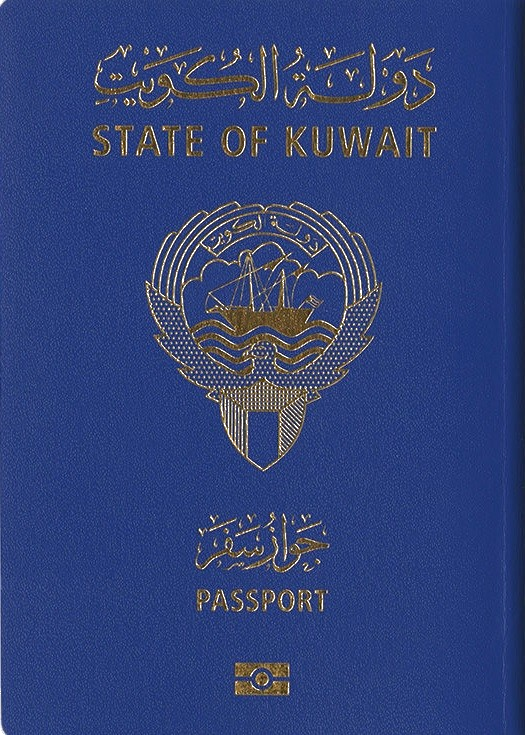
Koweït
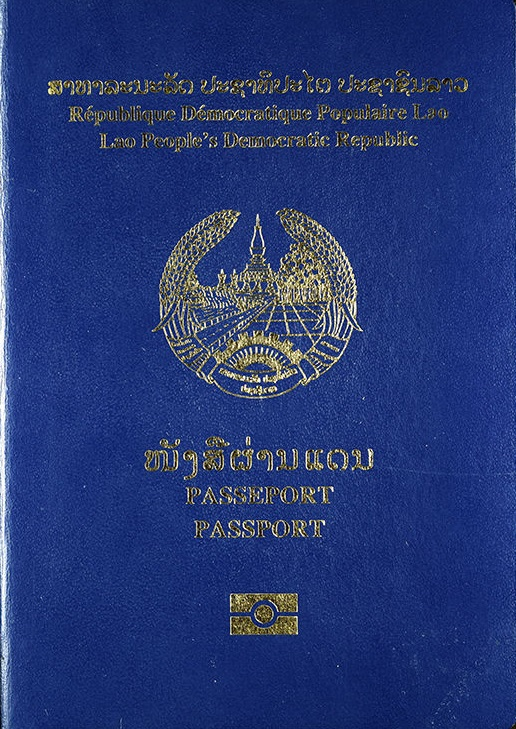
Laos
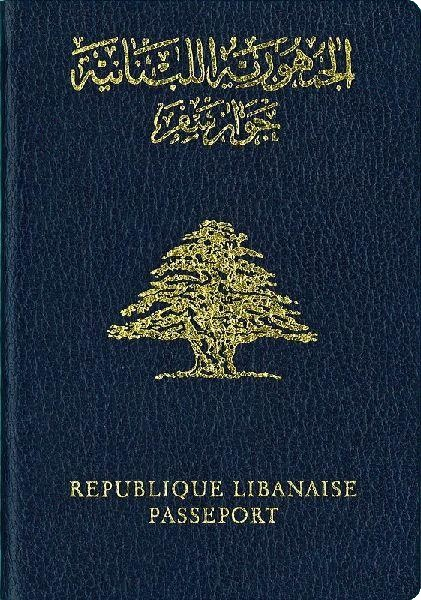
Liban
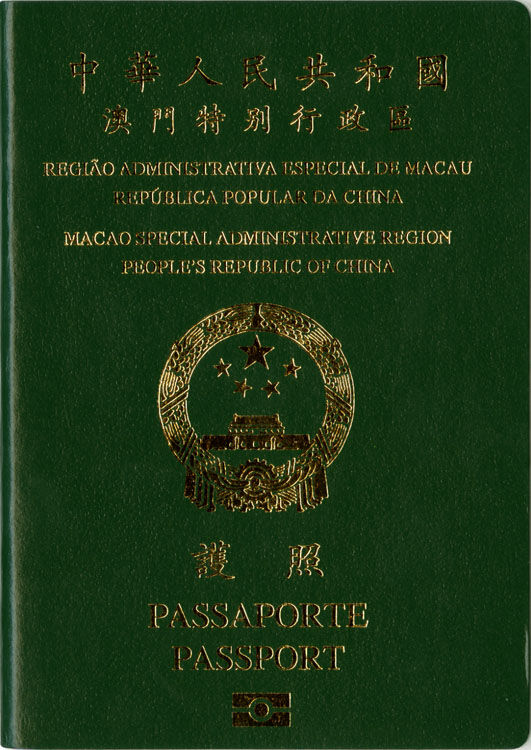
Macao SAR
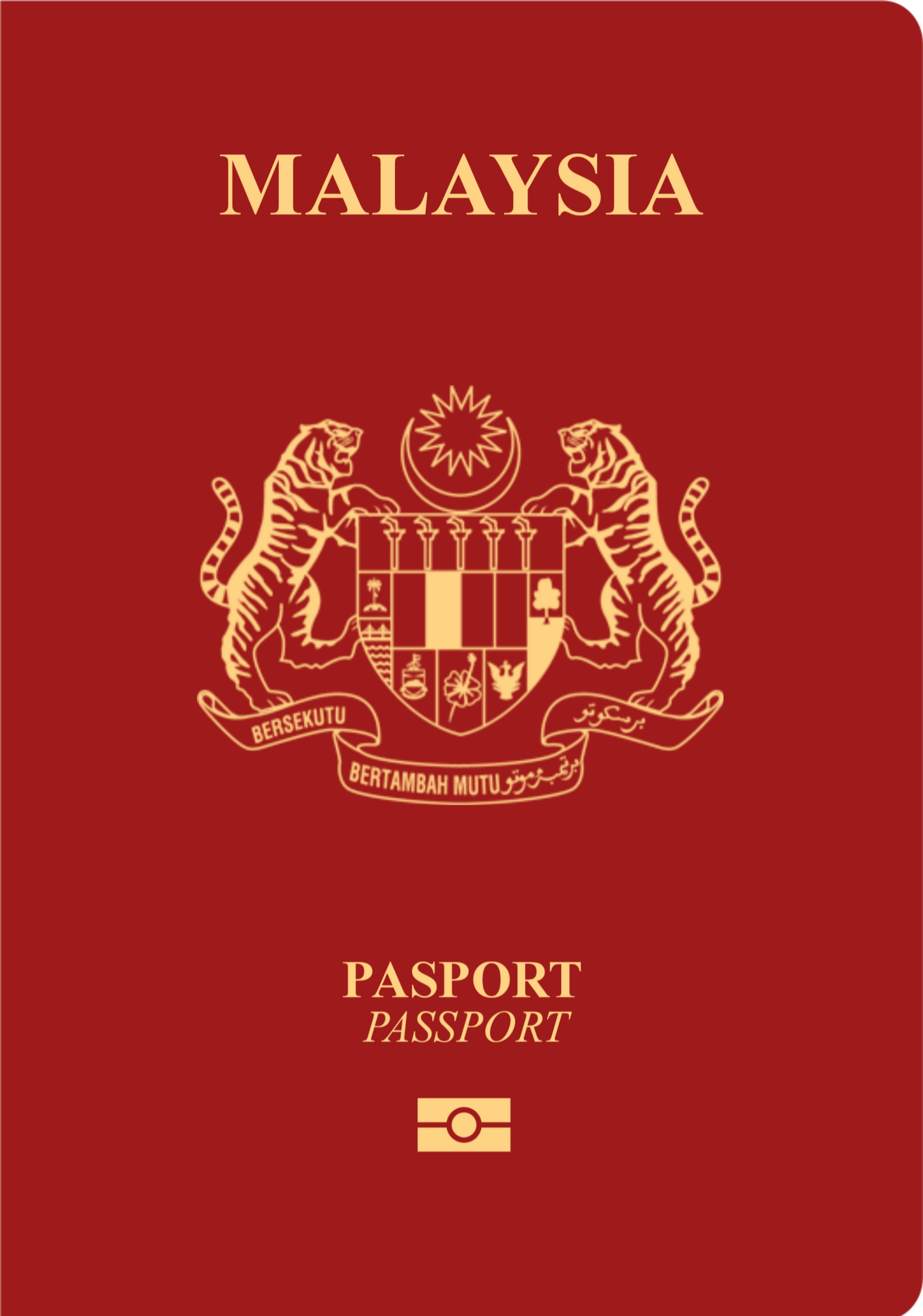
Malaisie
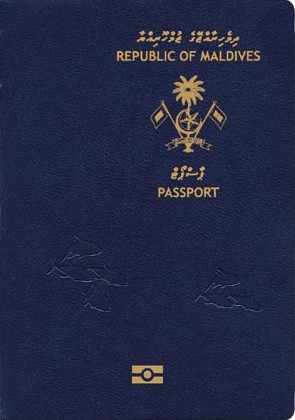
Maldives
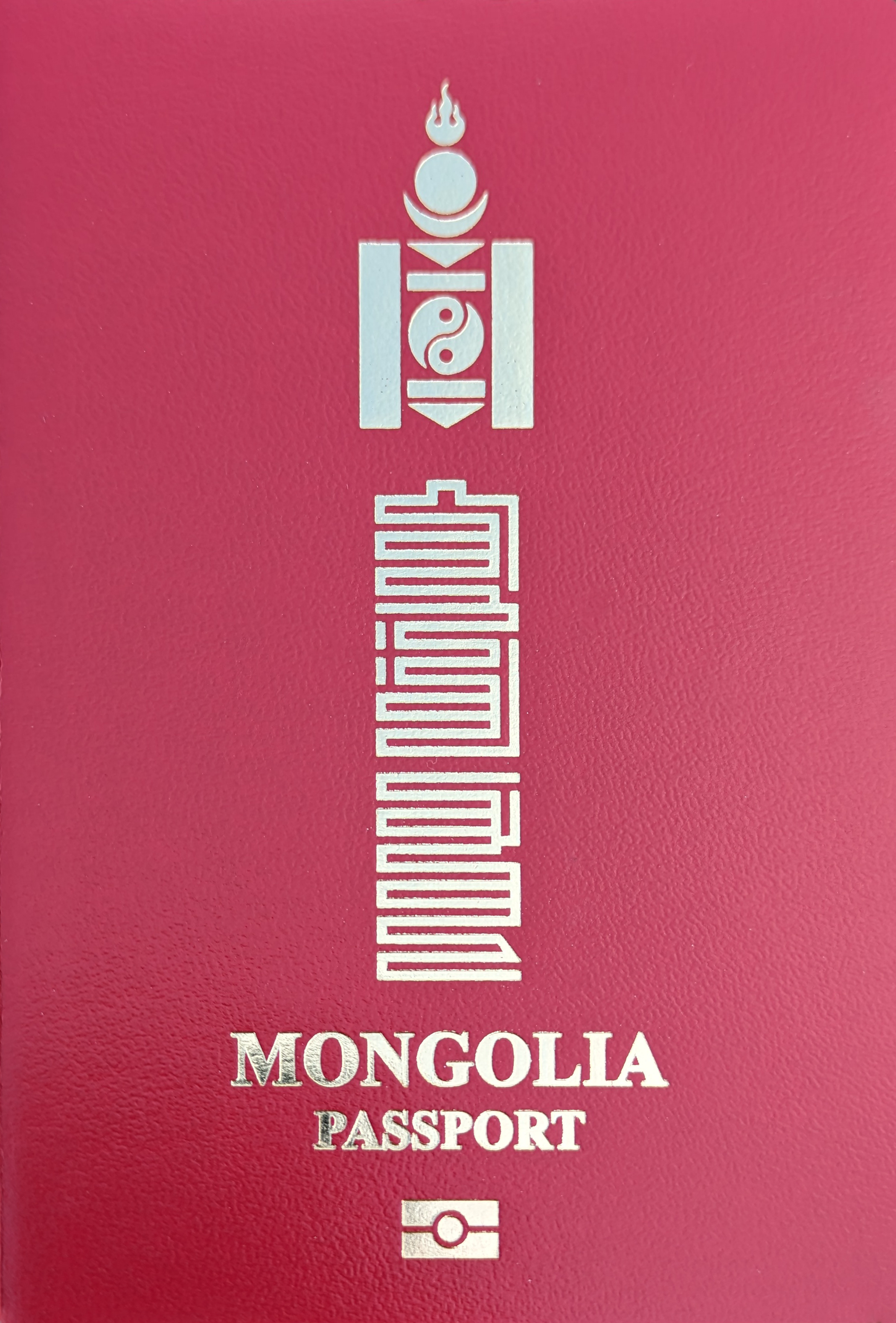
Mongolie
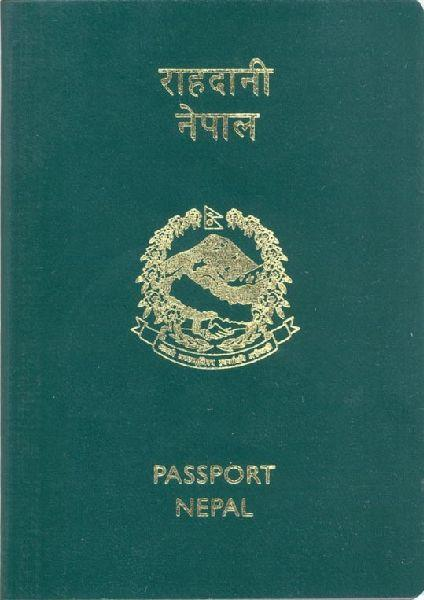
Népal
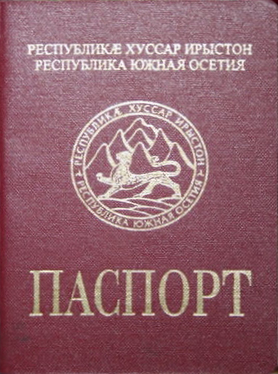
Ossétie du Sud-Alanie
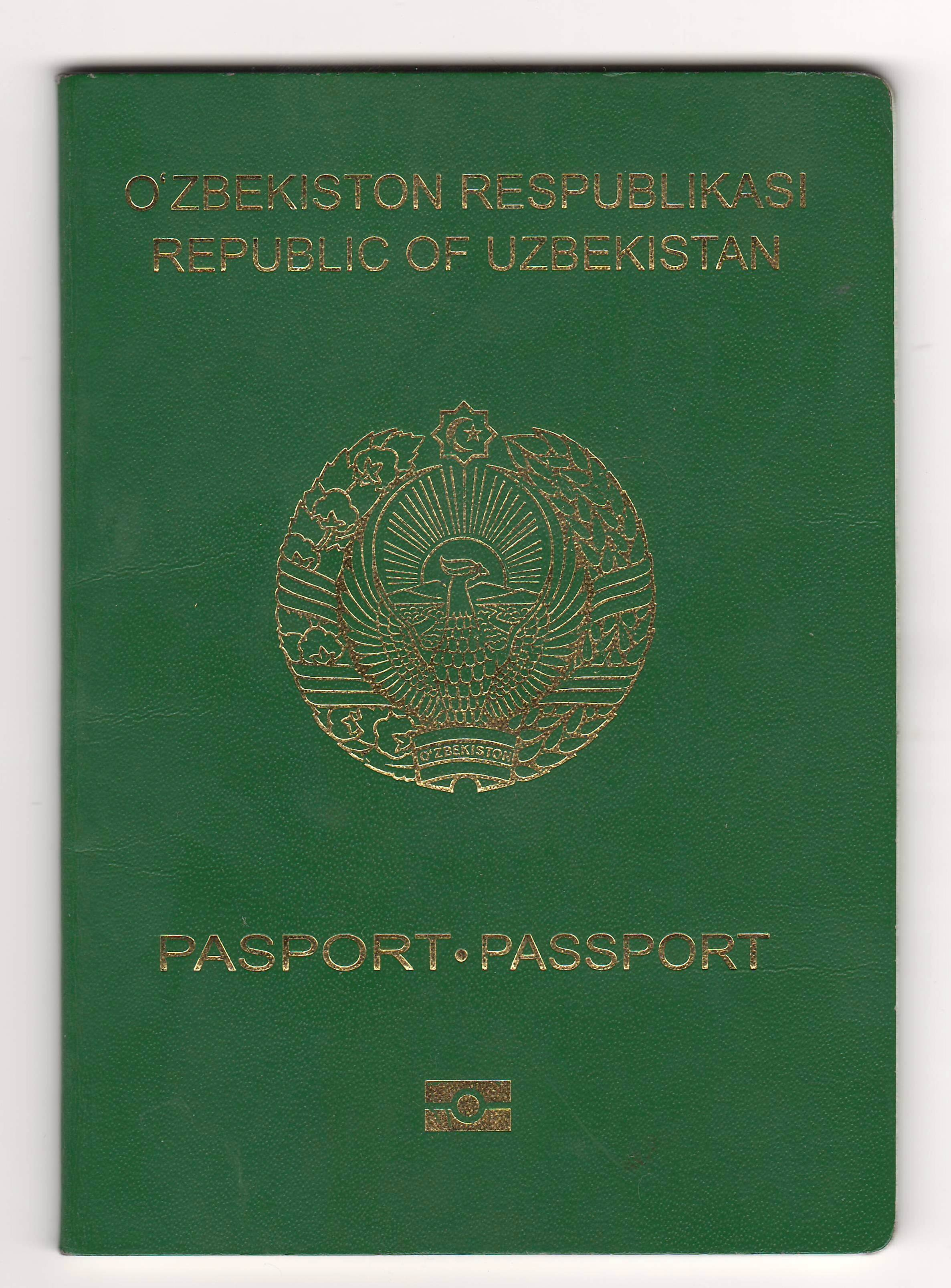
Ouzbékistan
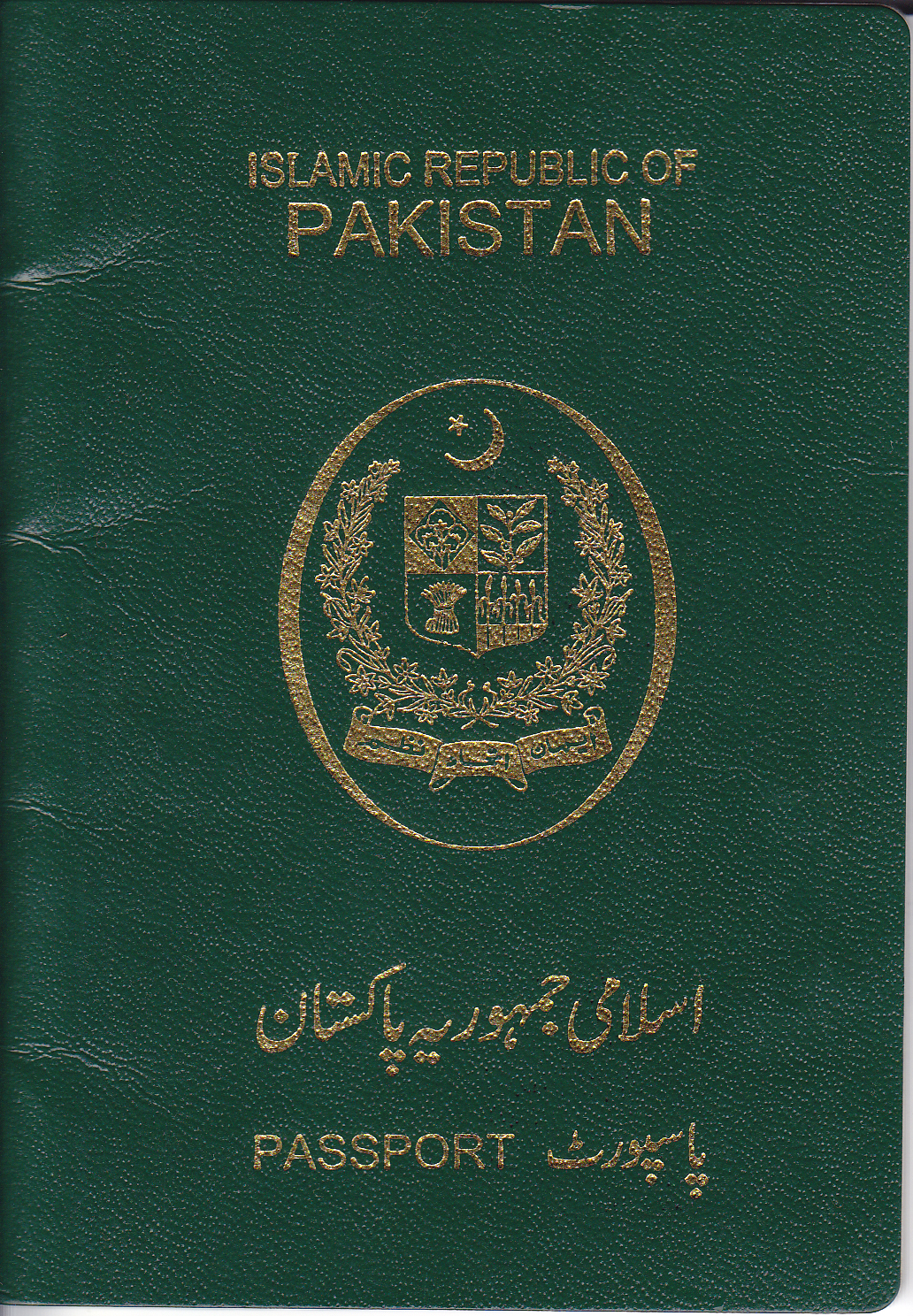
Pakistan
Philippines
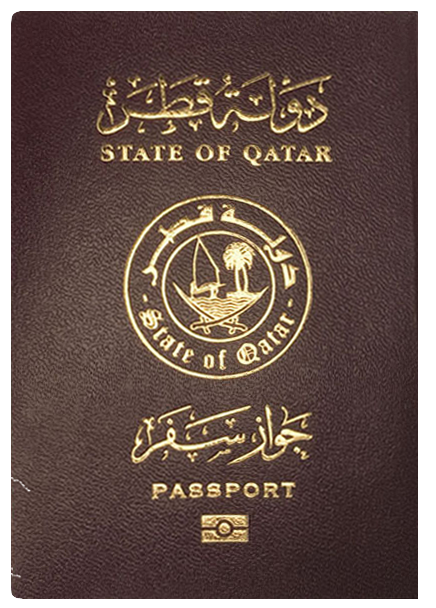
Qatar
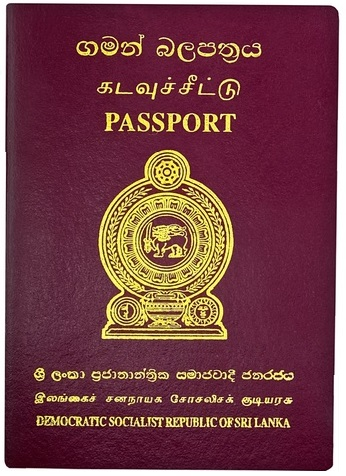
Sri Lanka
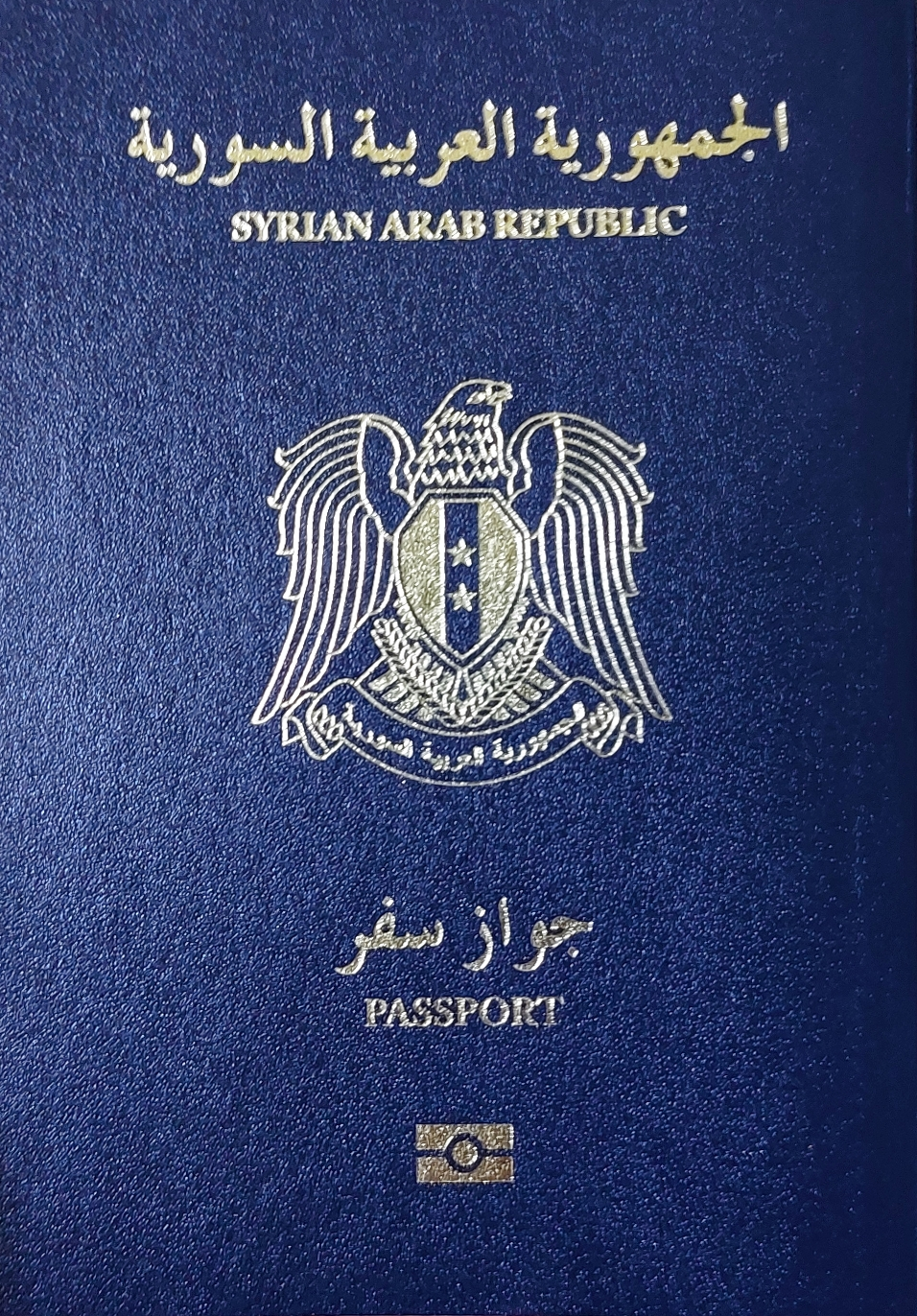
Syrie
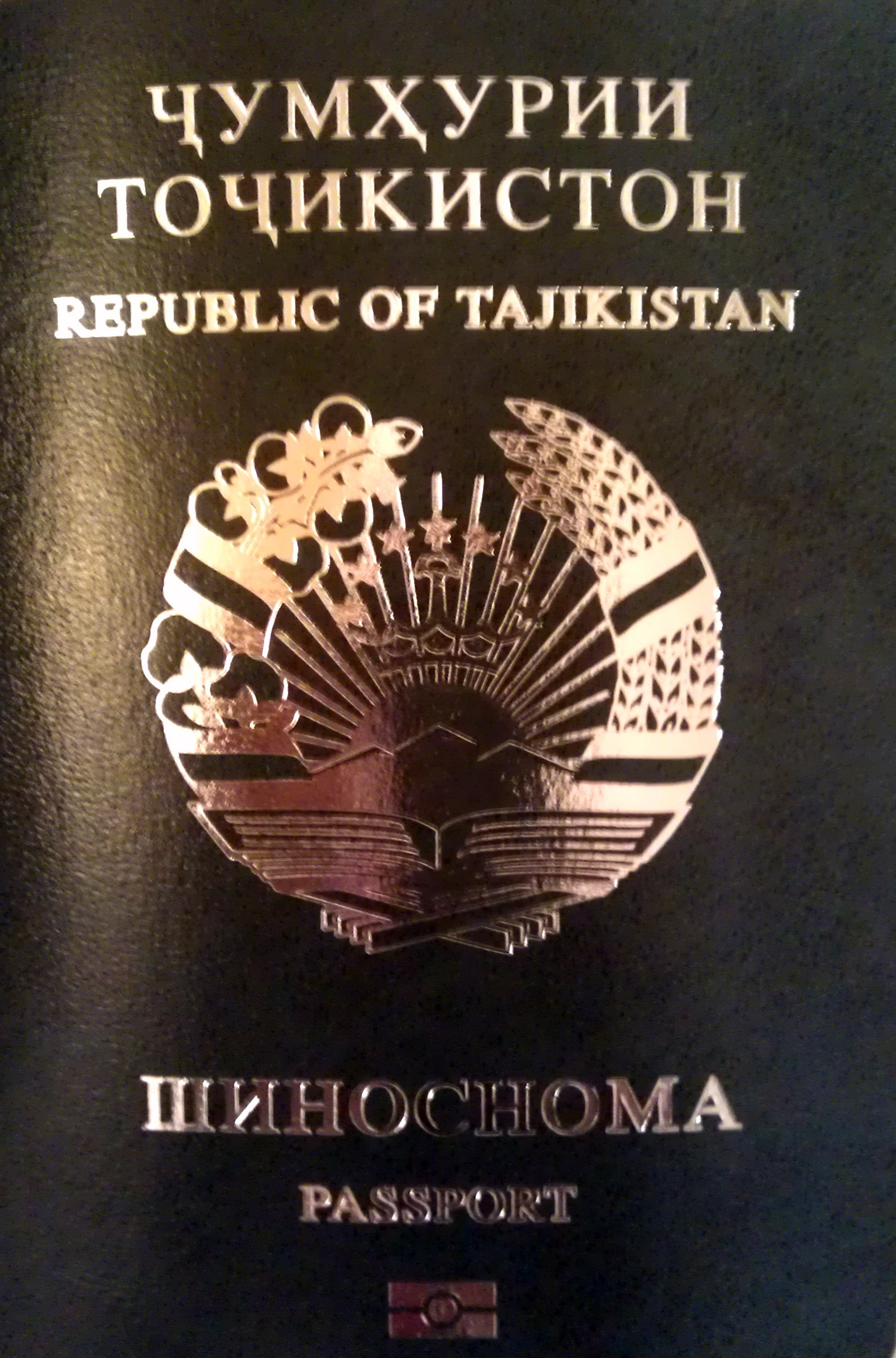
Tadjikistan
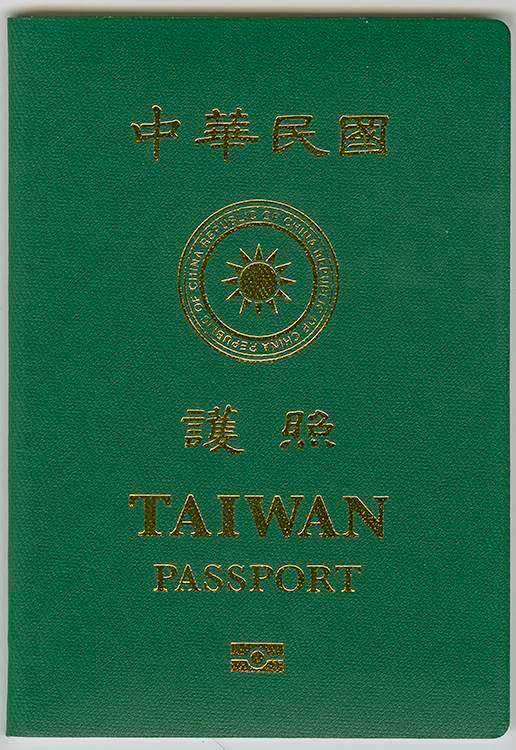
Taïwan (république de Chine)
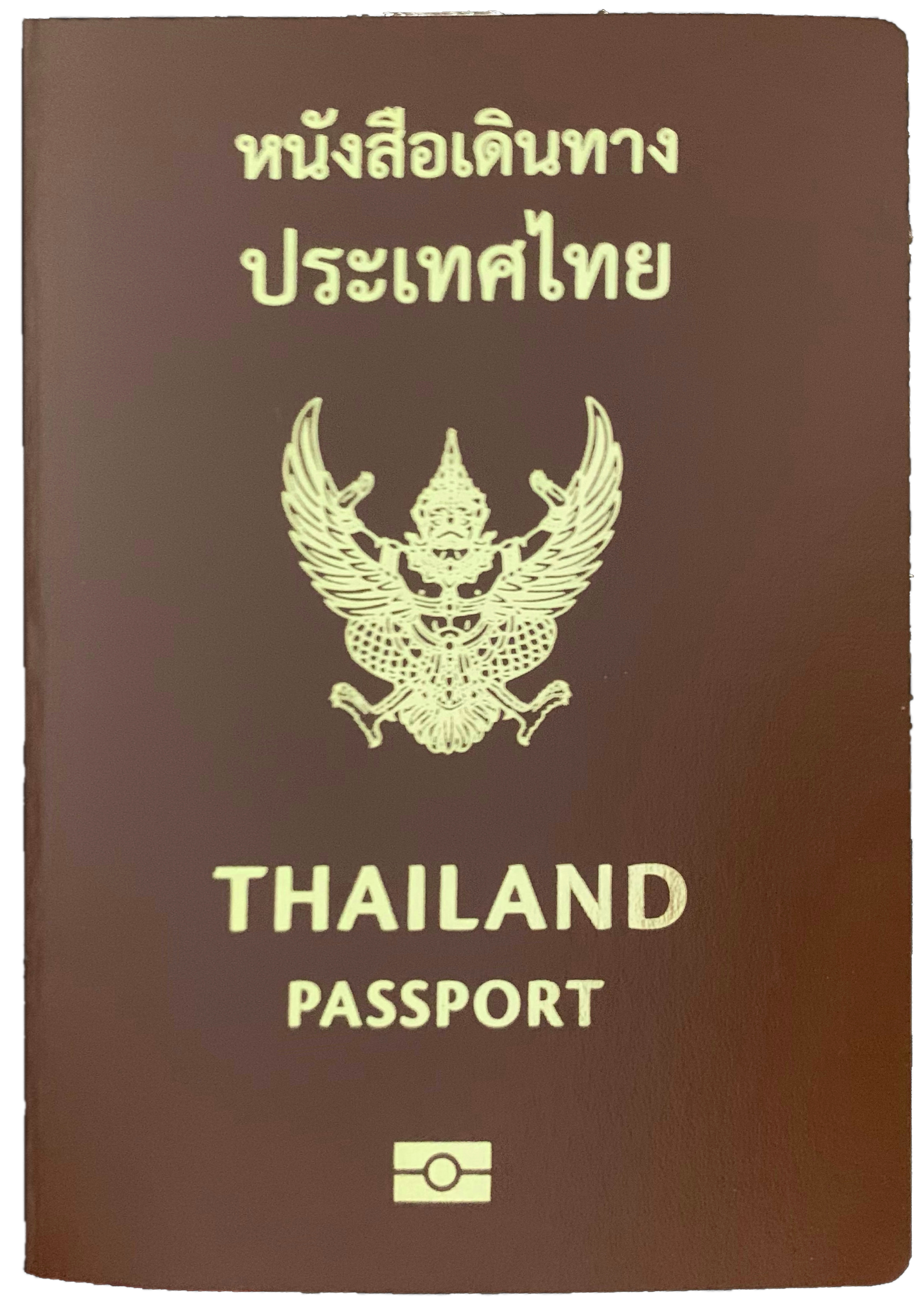
Thaïlande
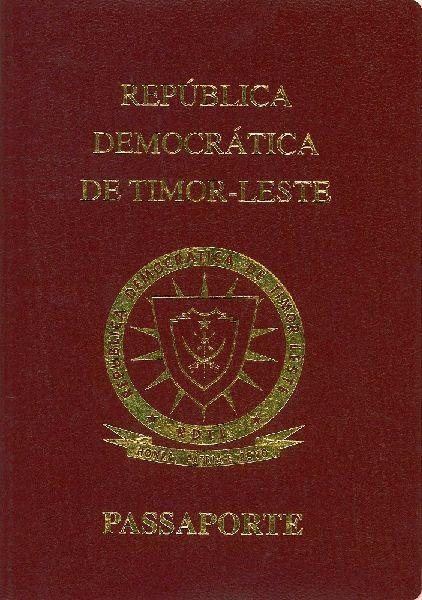
Timor oriental
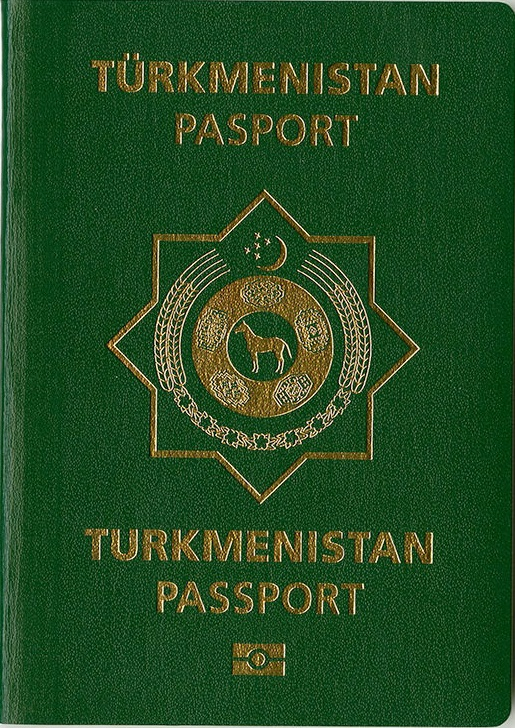
Turkménistan
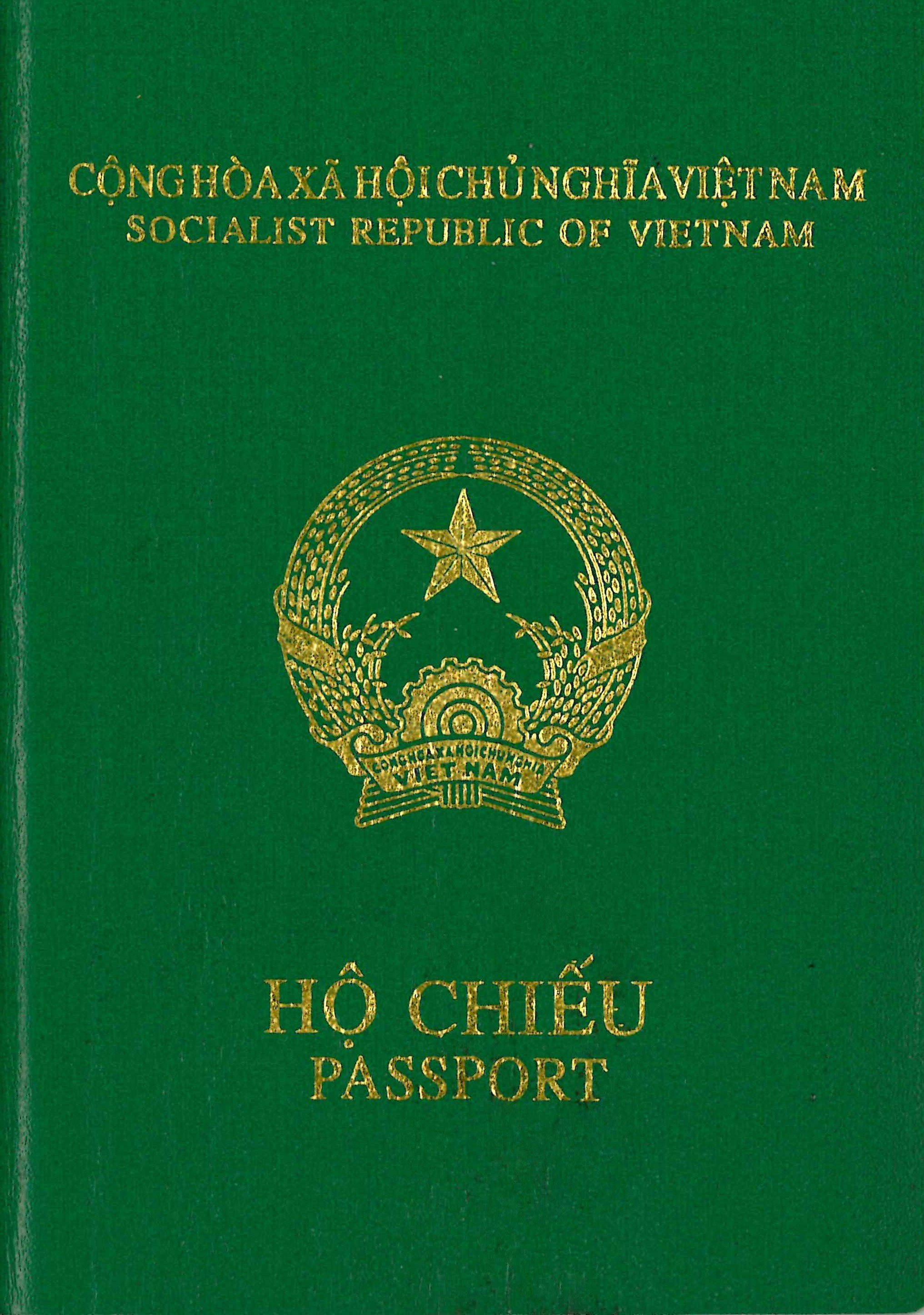
Vietnam
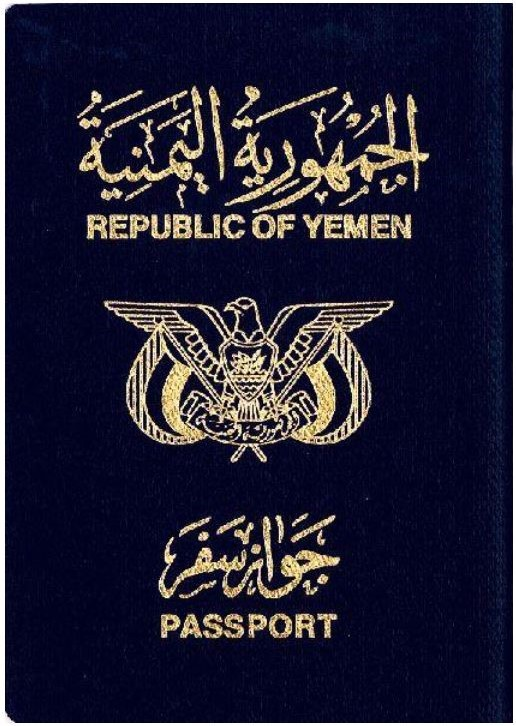
Yémen

### Europe

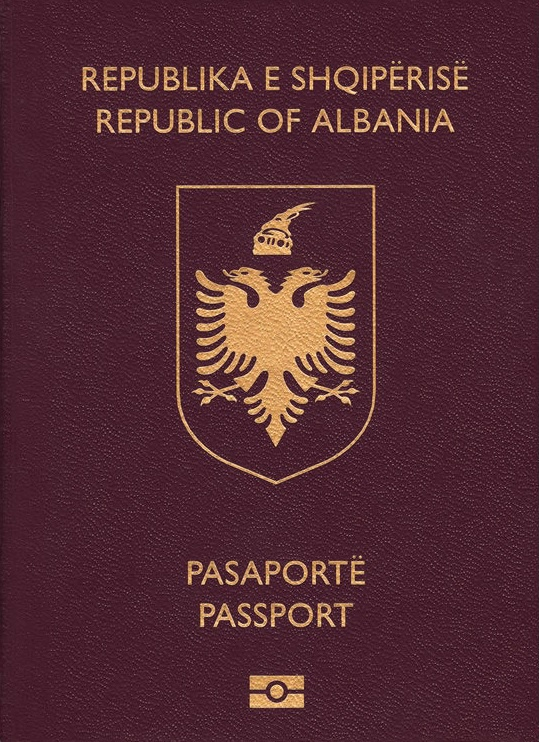
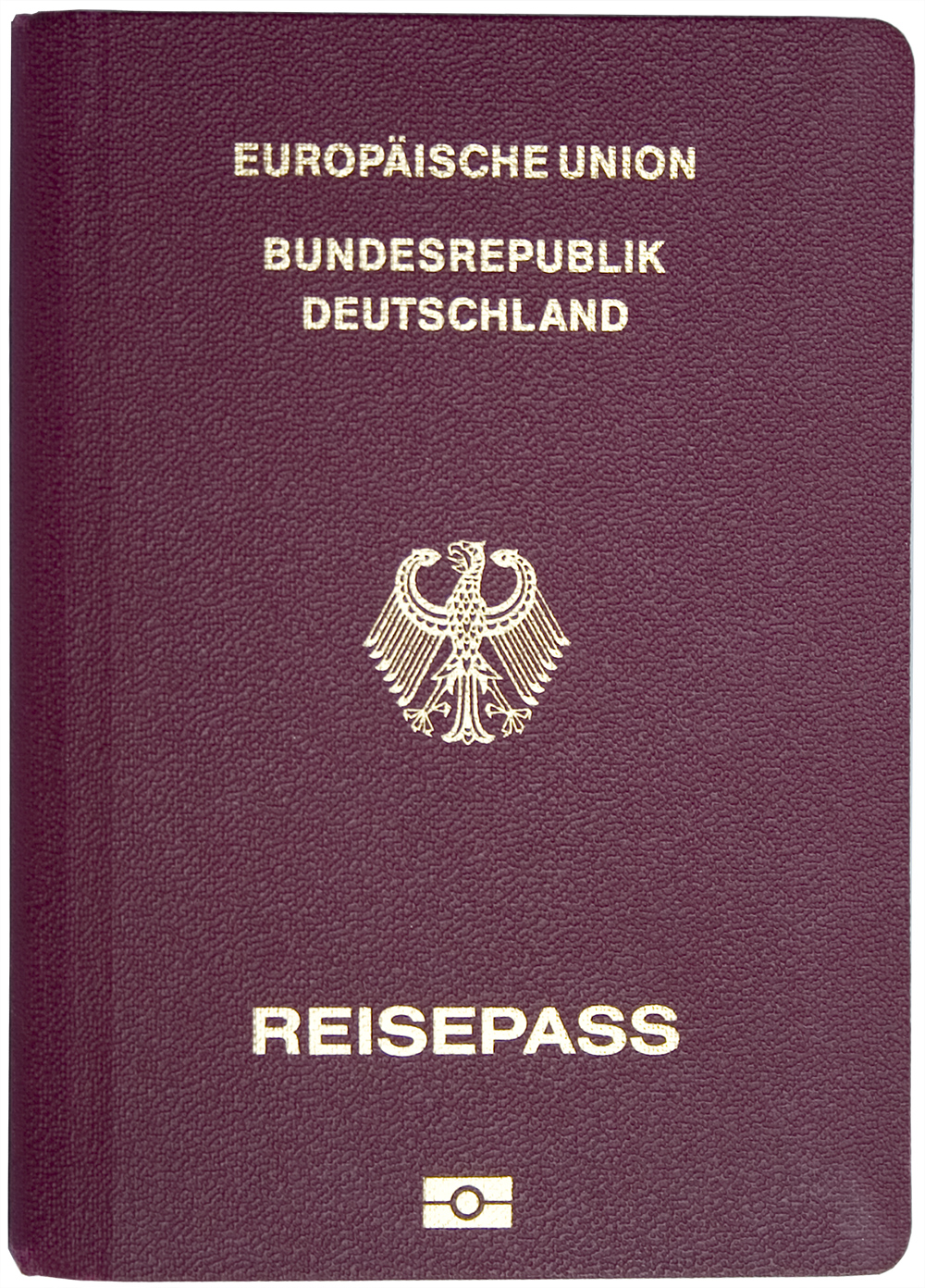
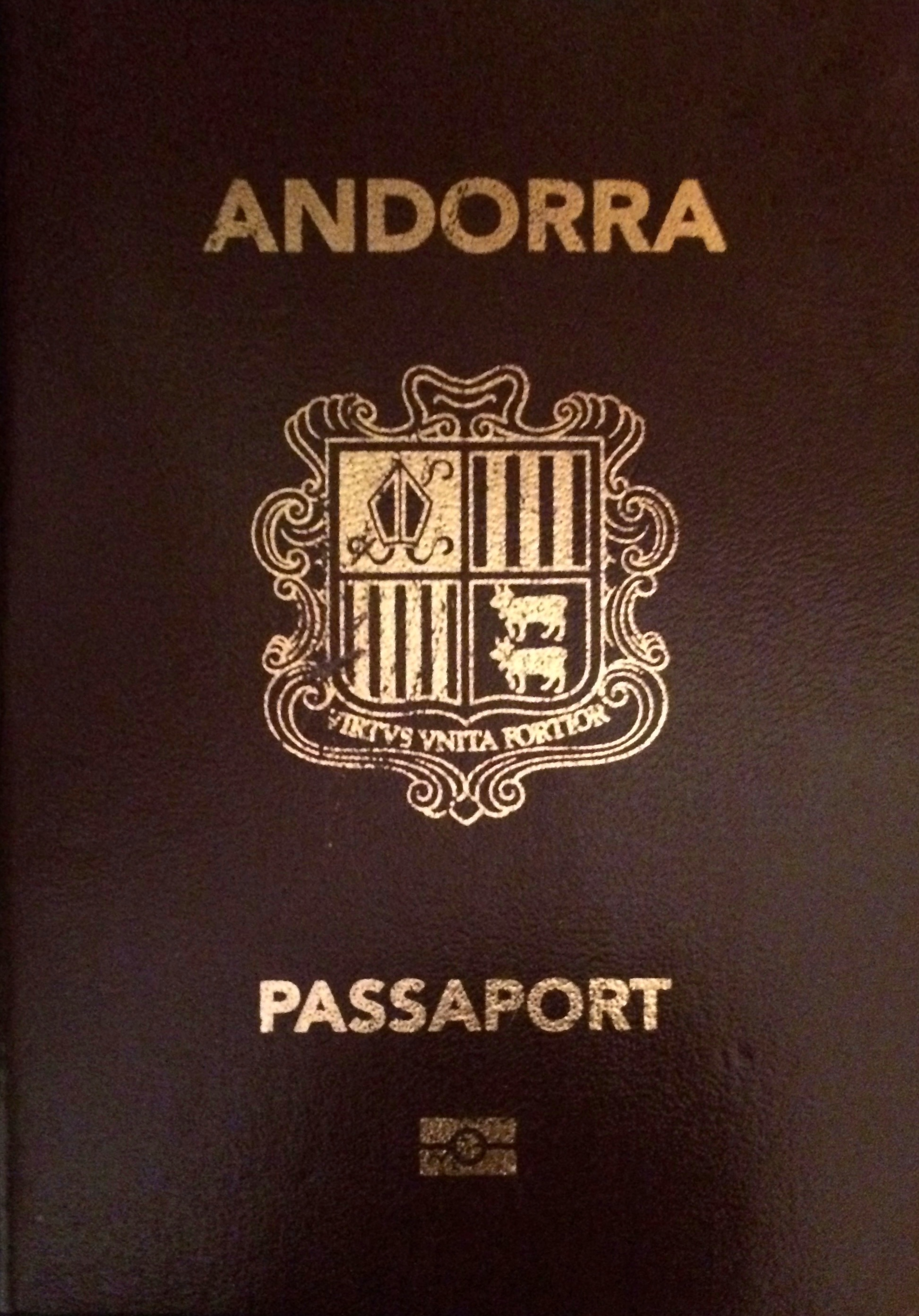
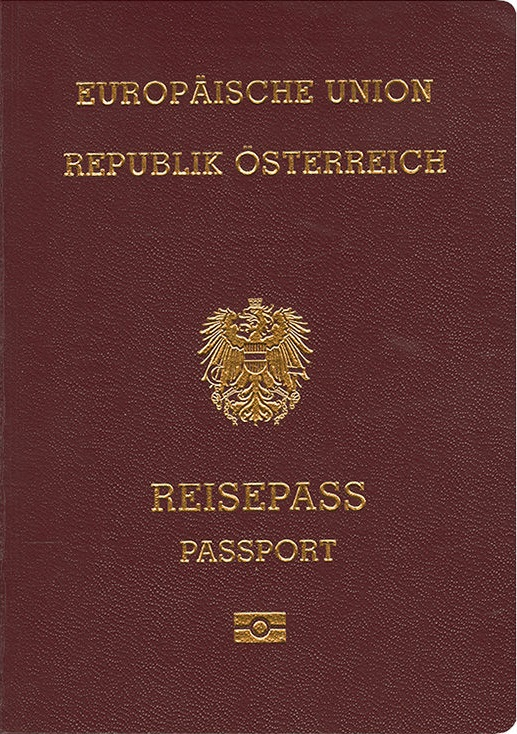
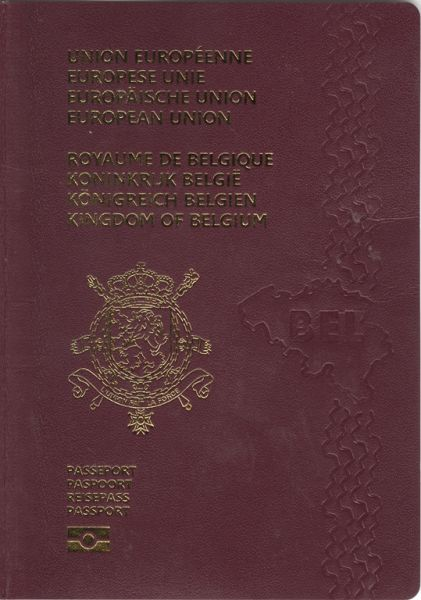
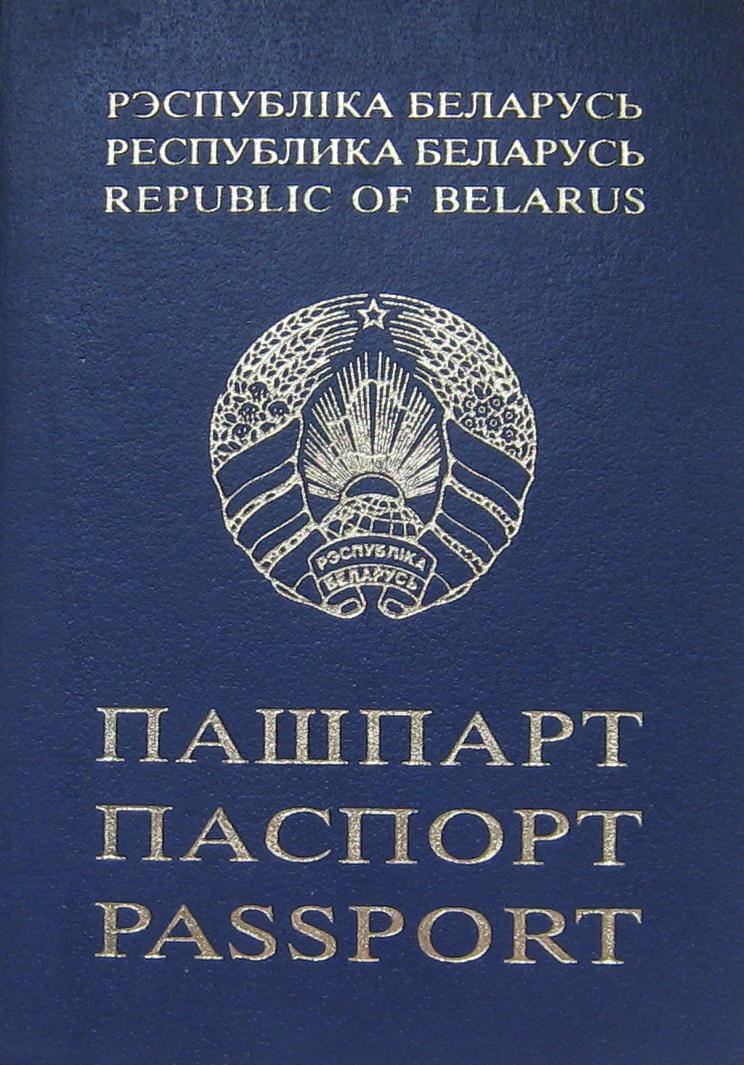
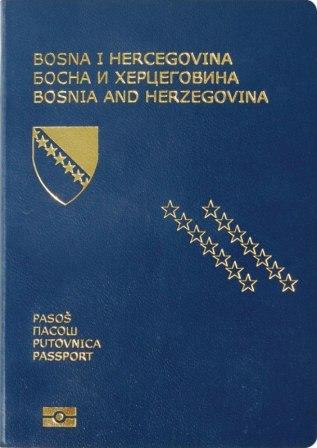
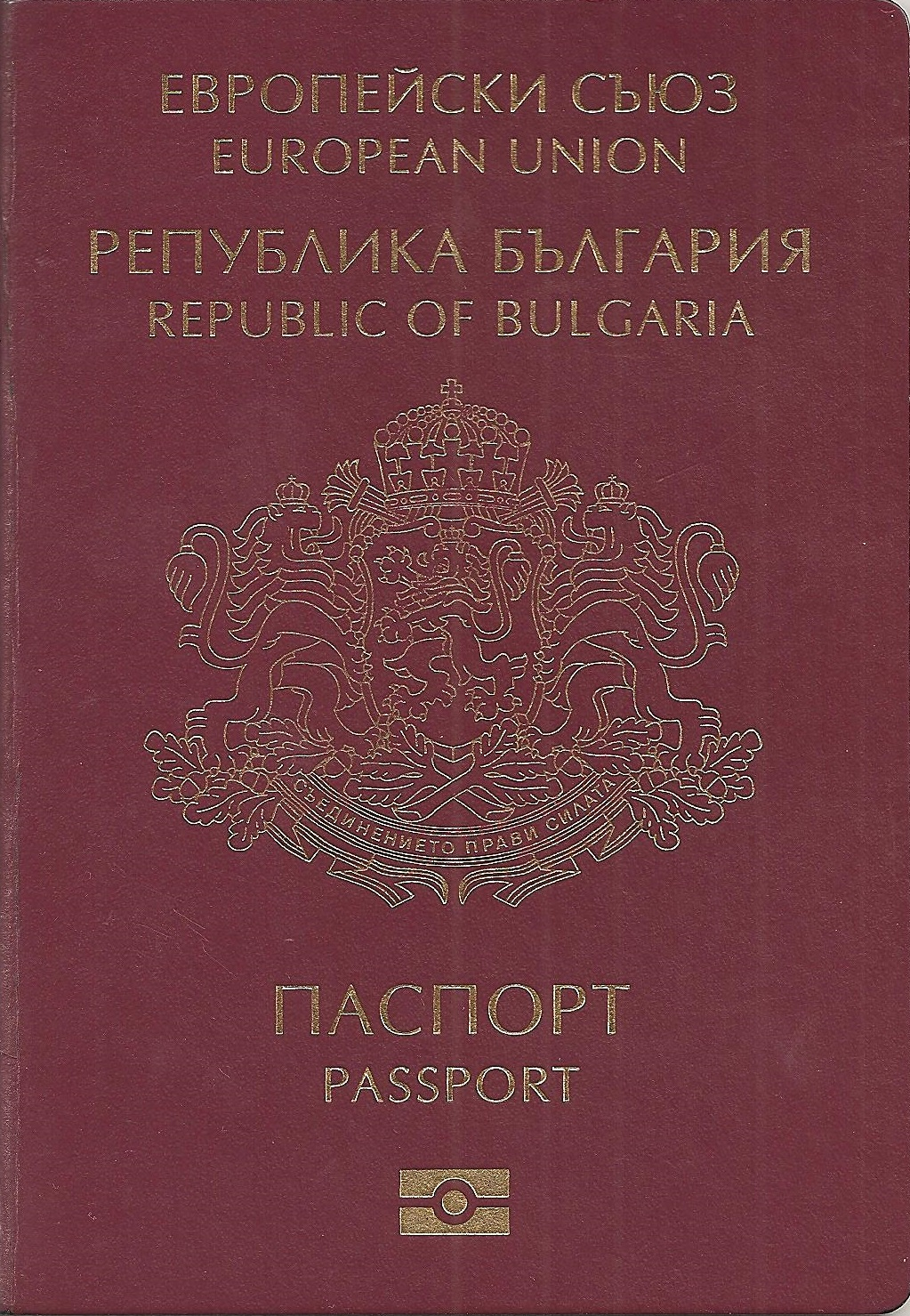
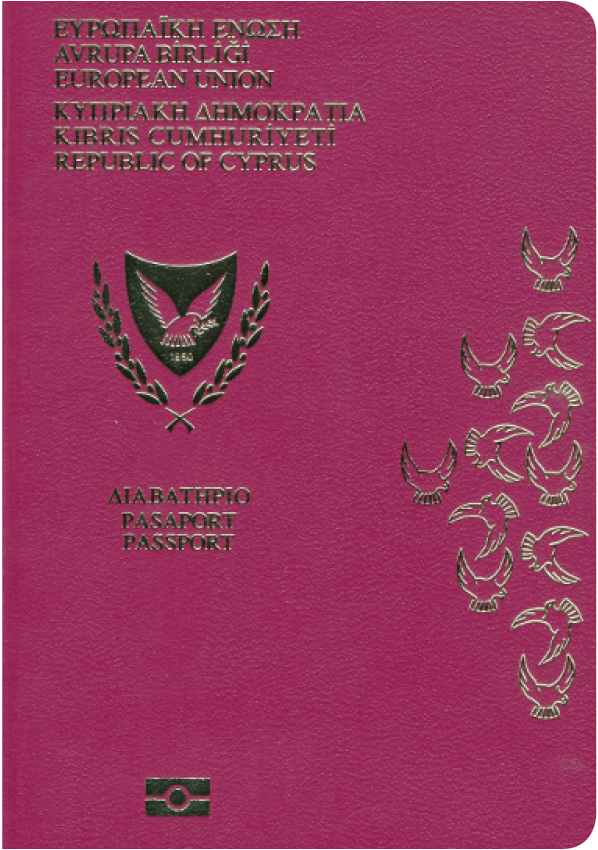
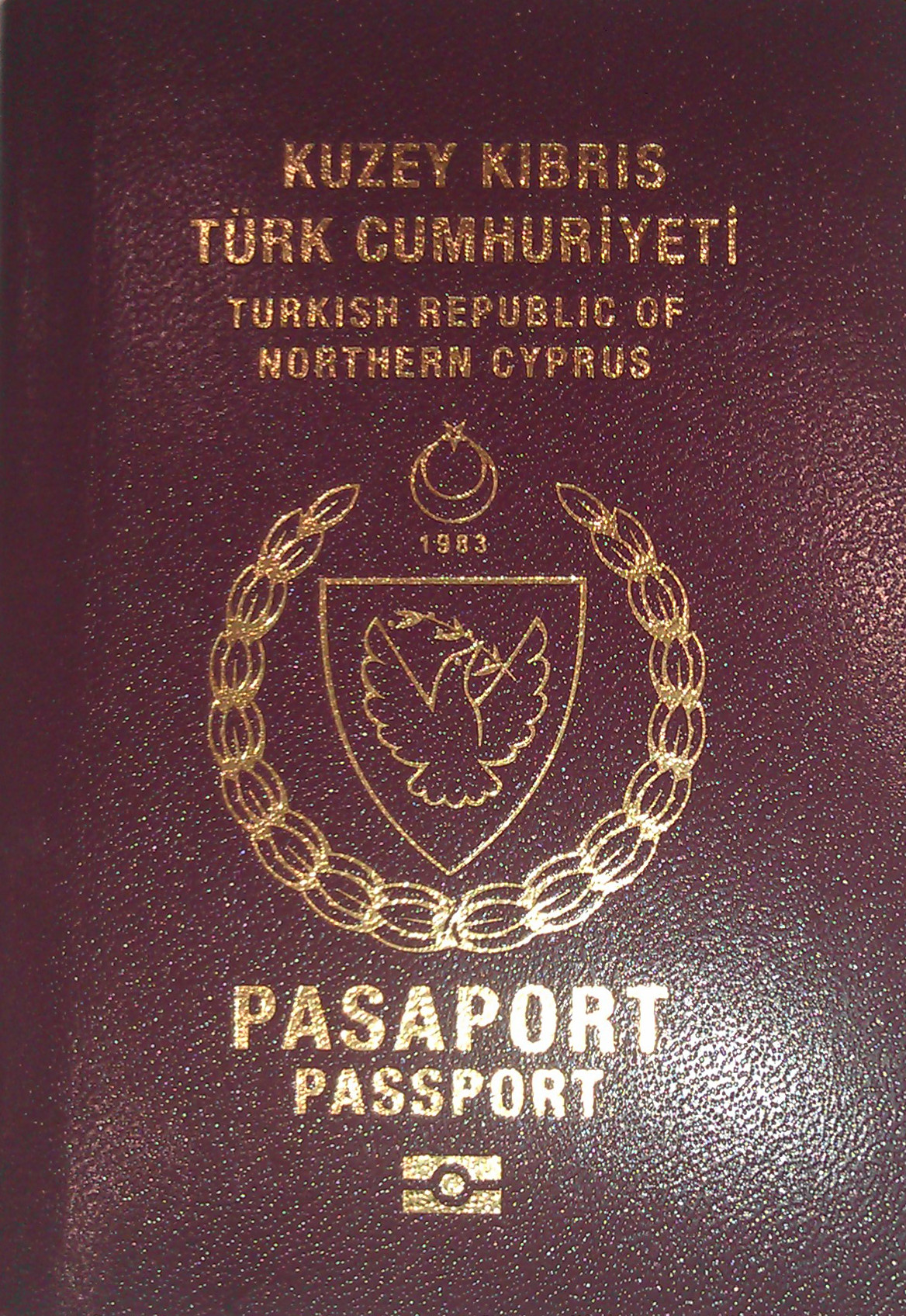
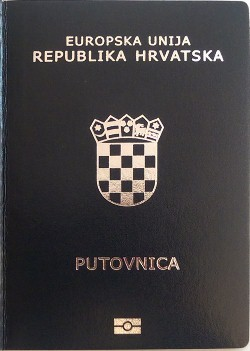
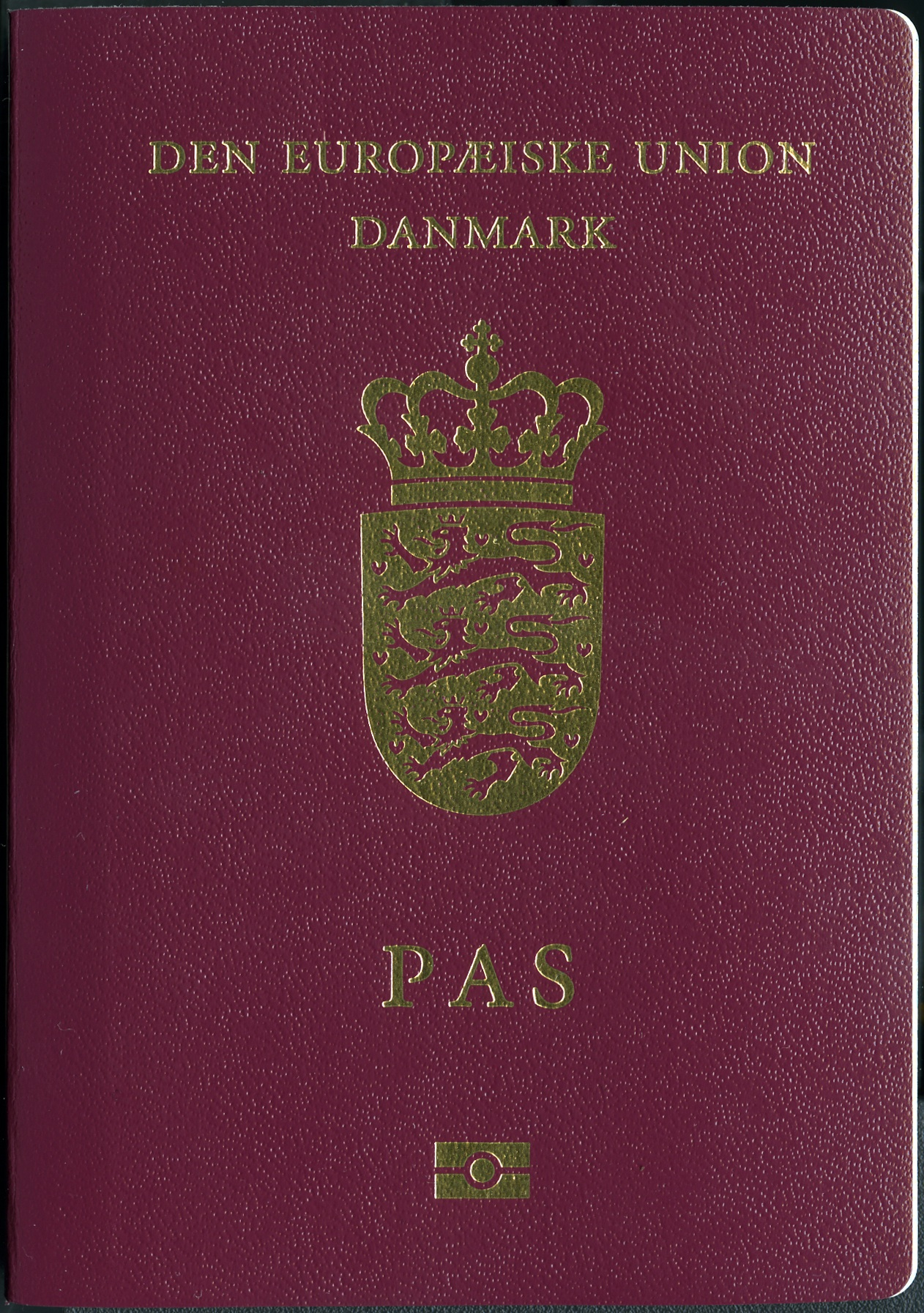
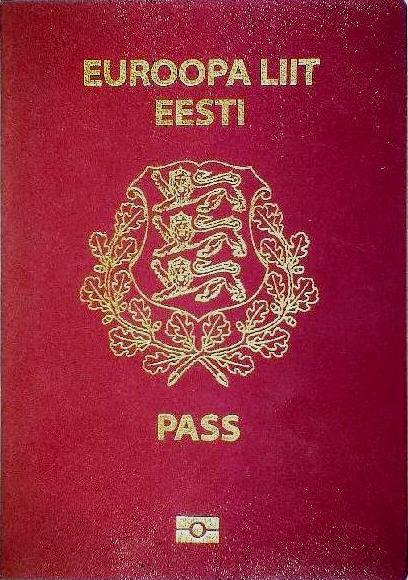
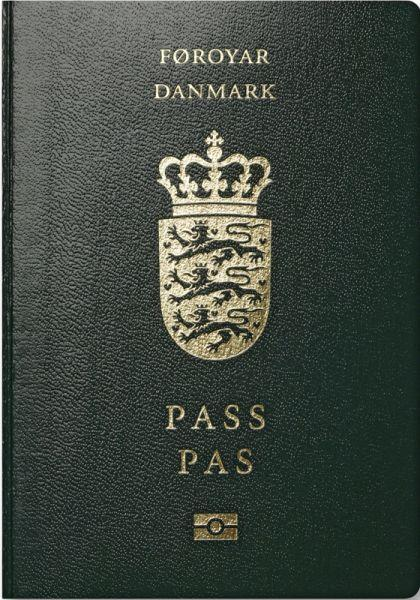
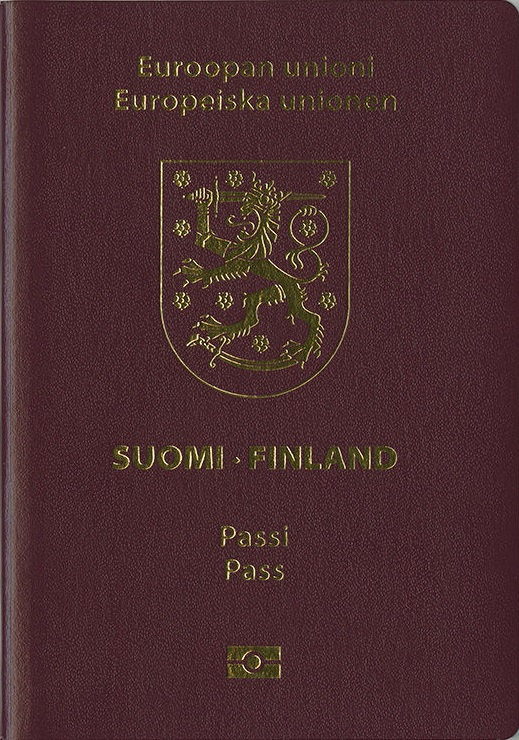
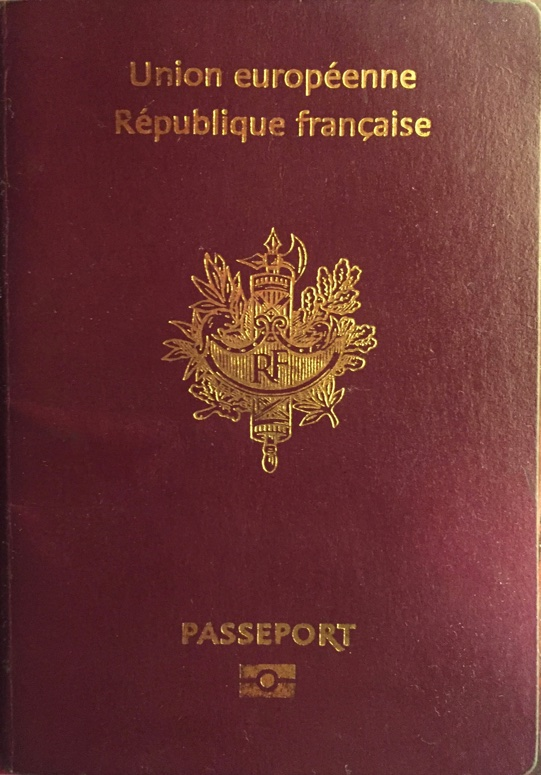
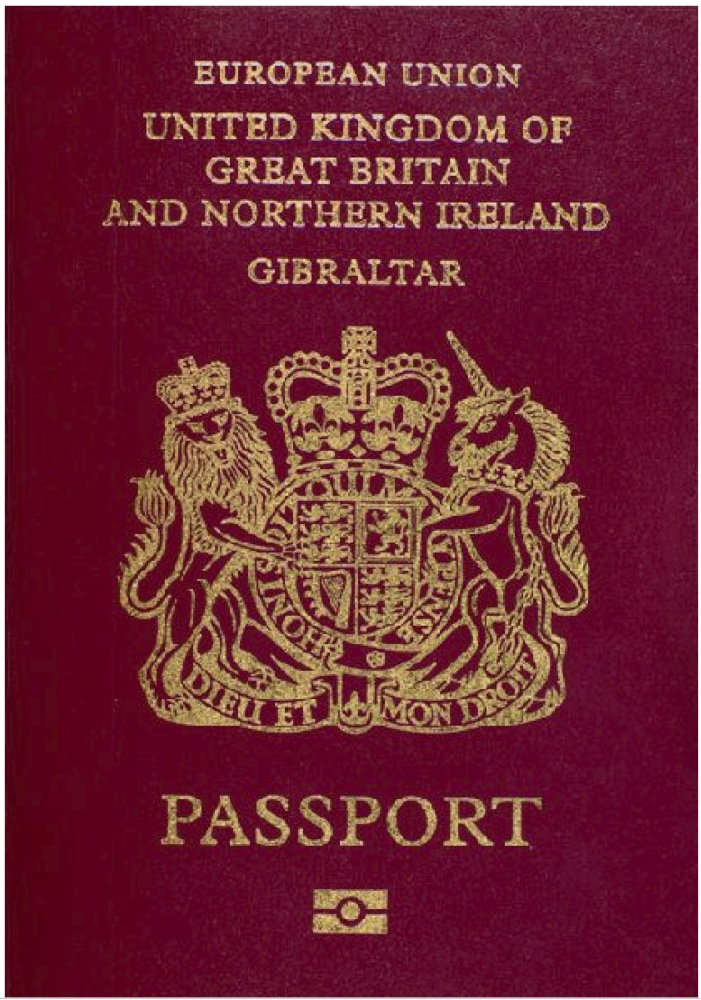
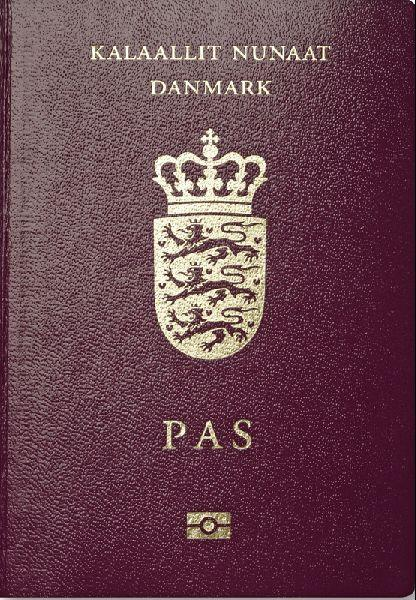
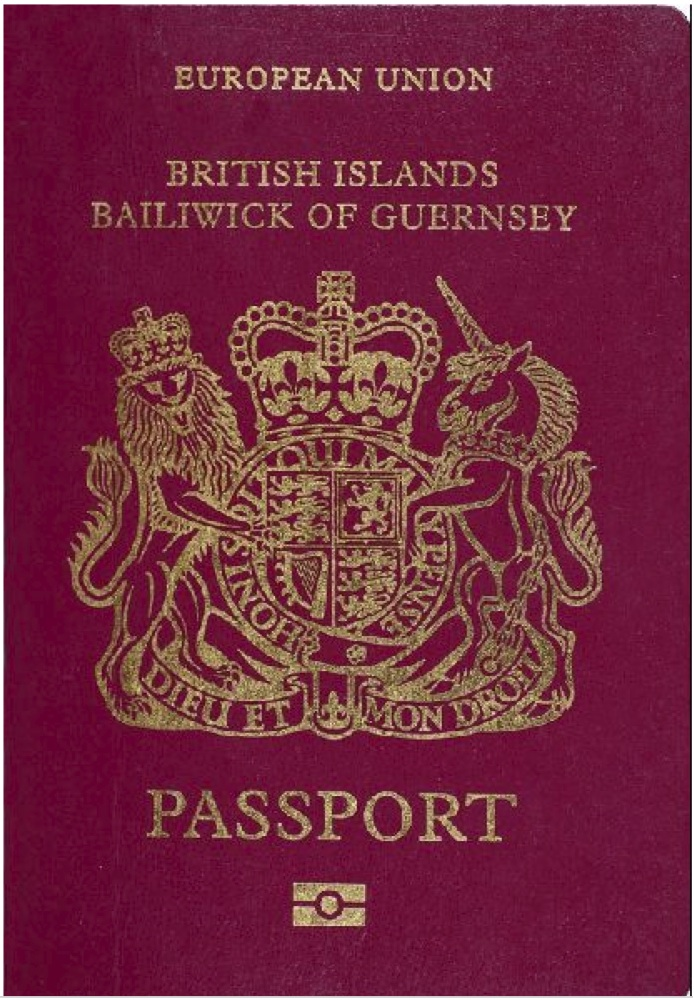
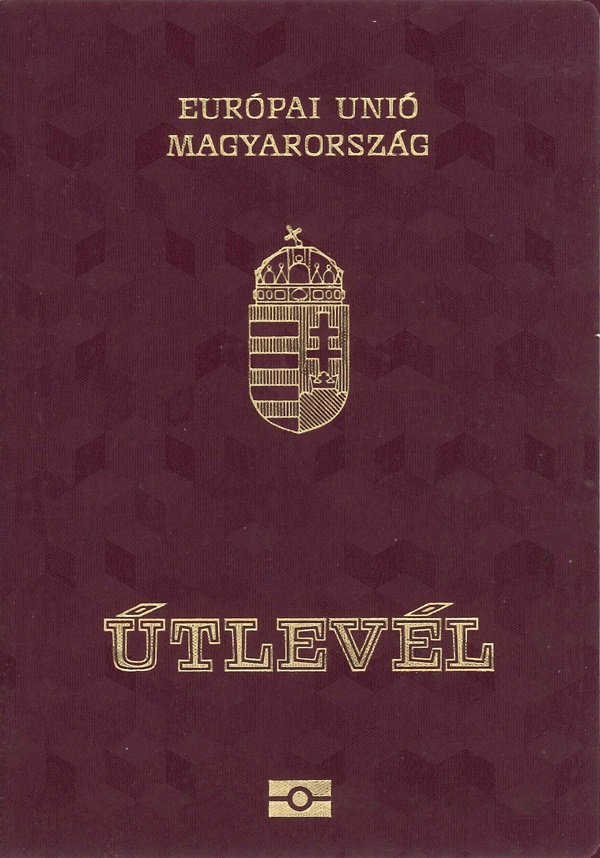
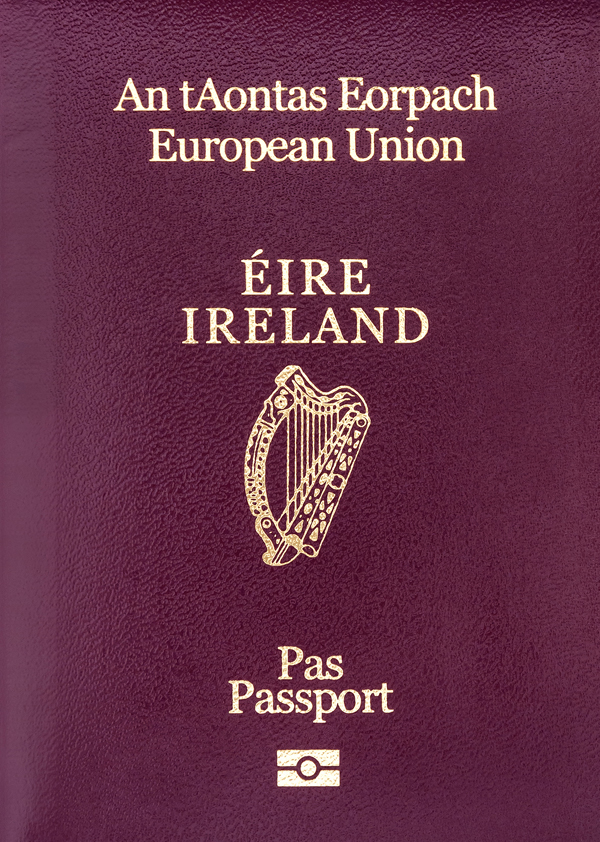
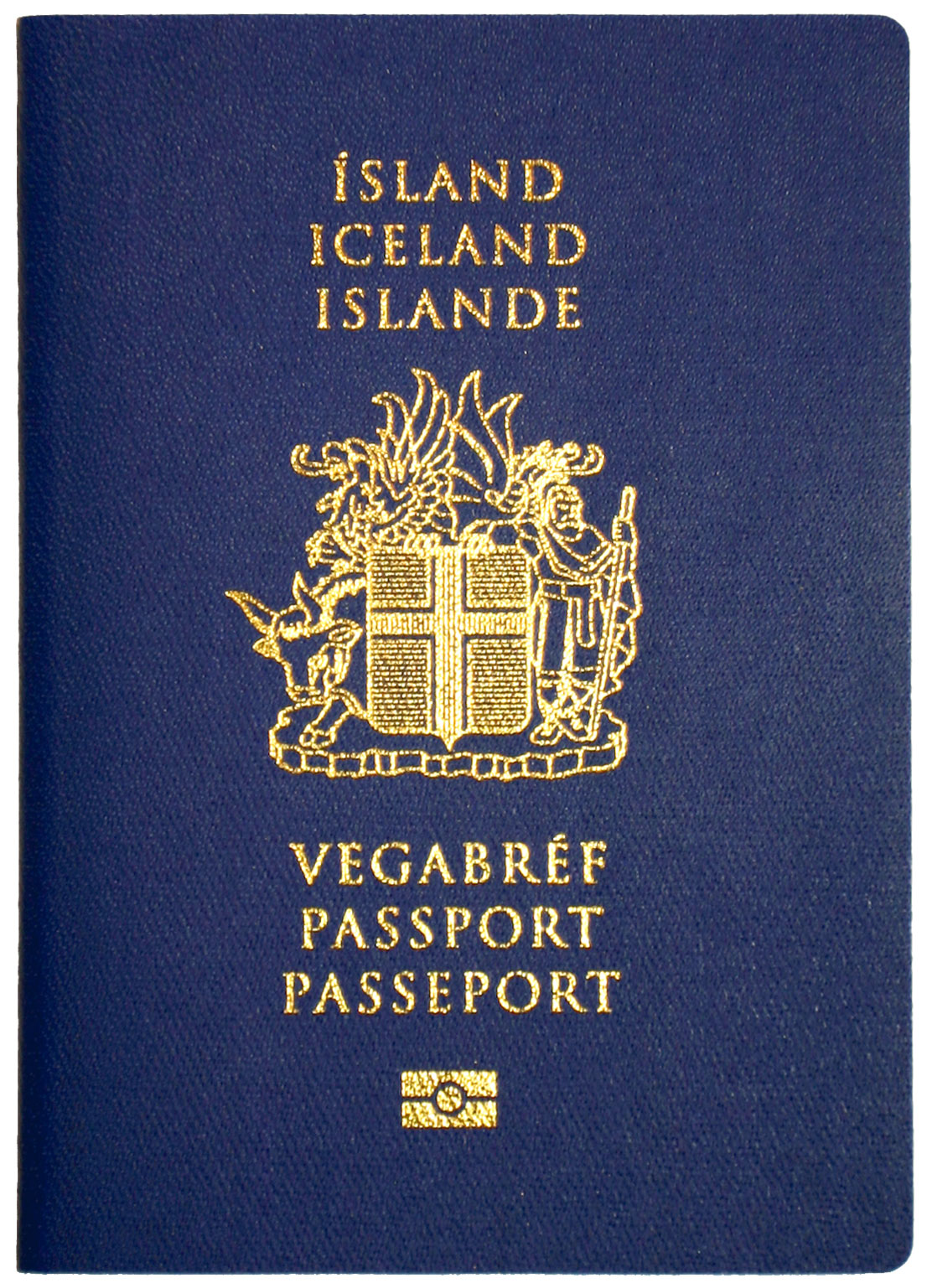
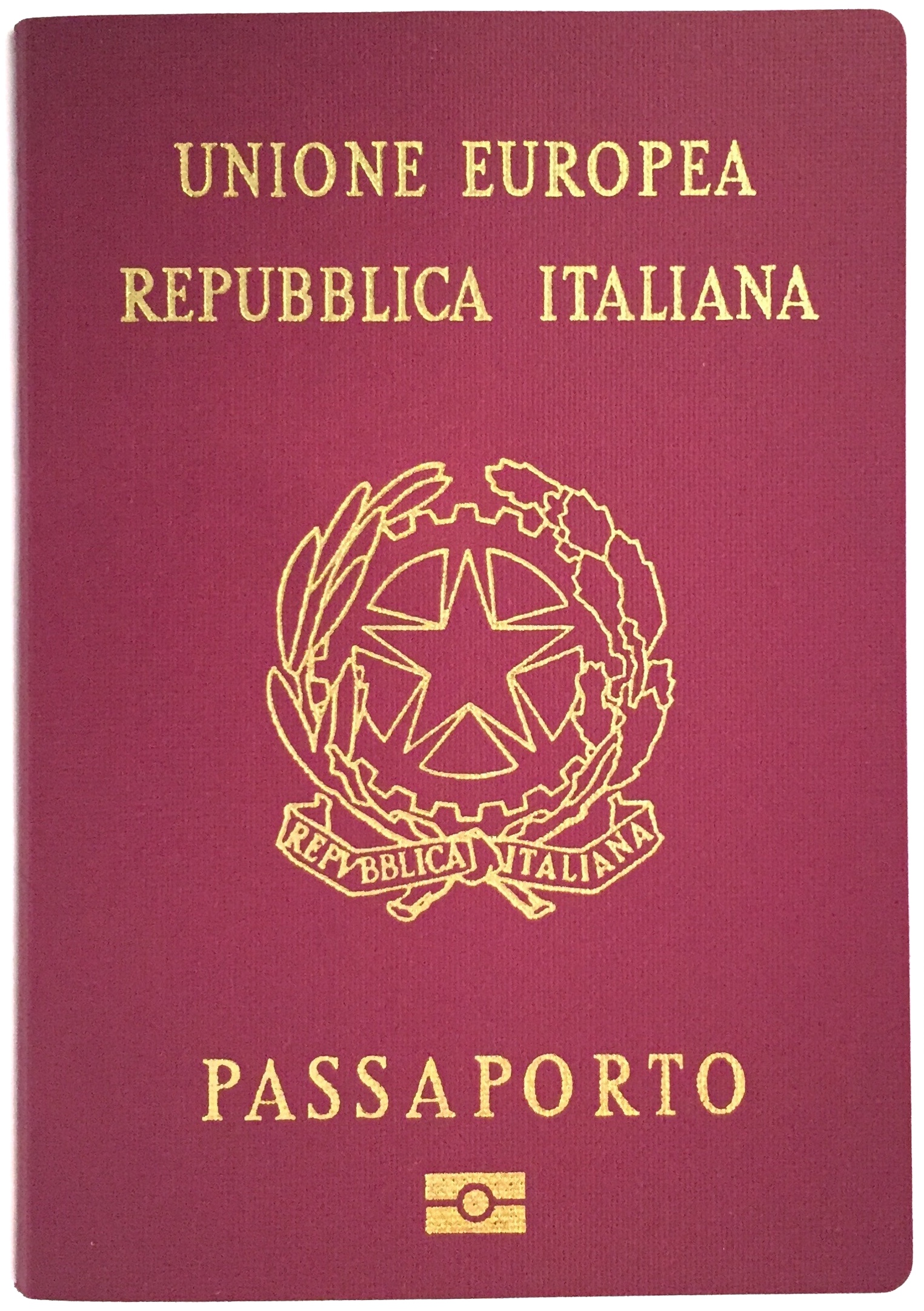
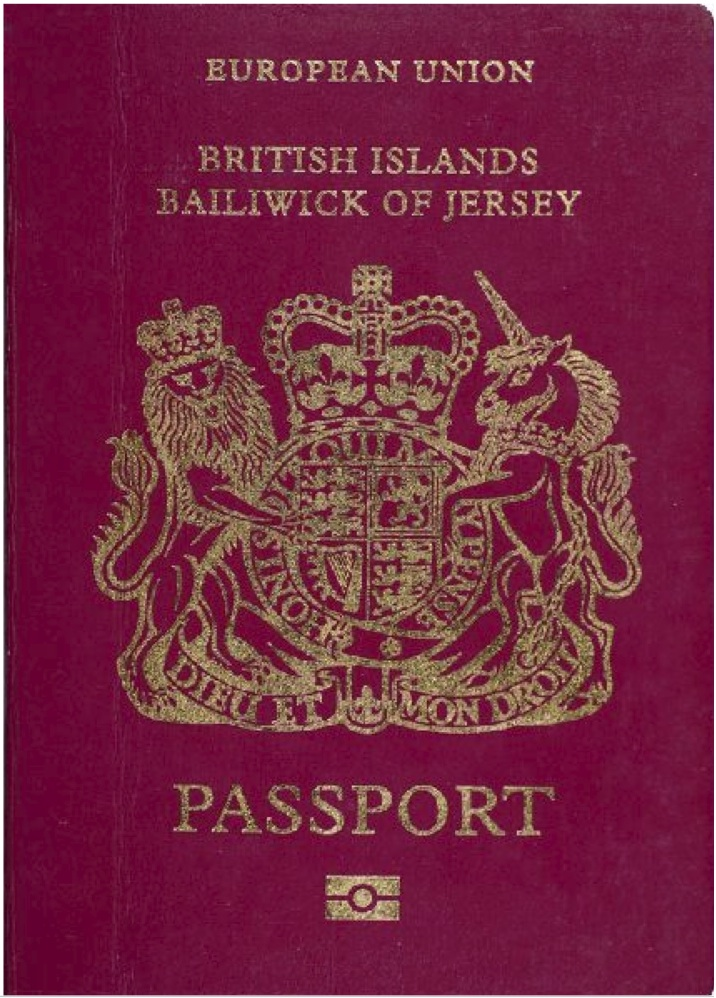
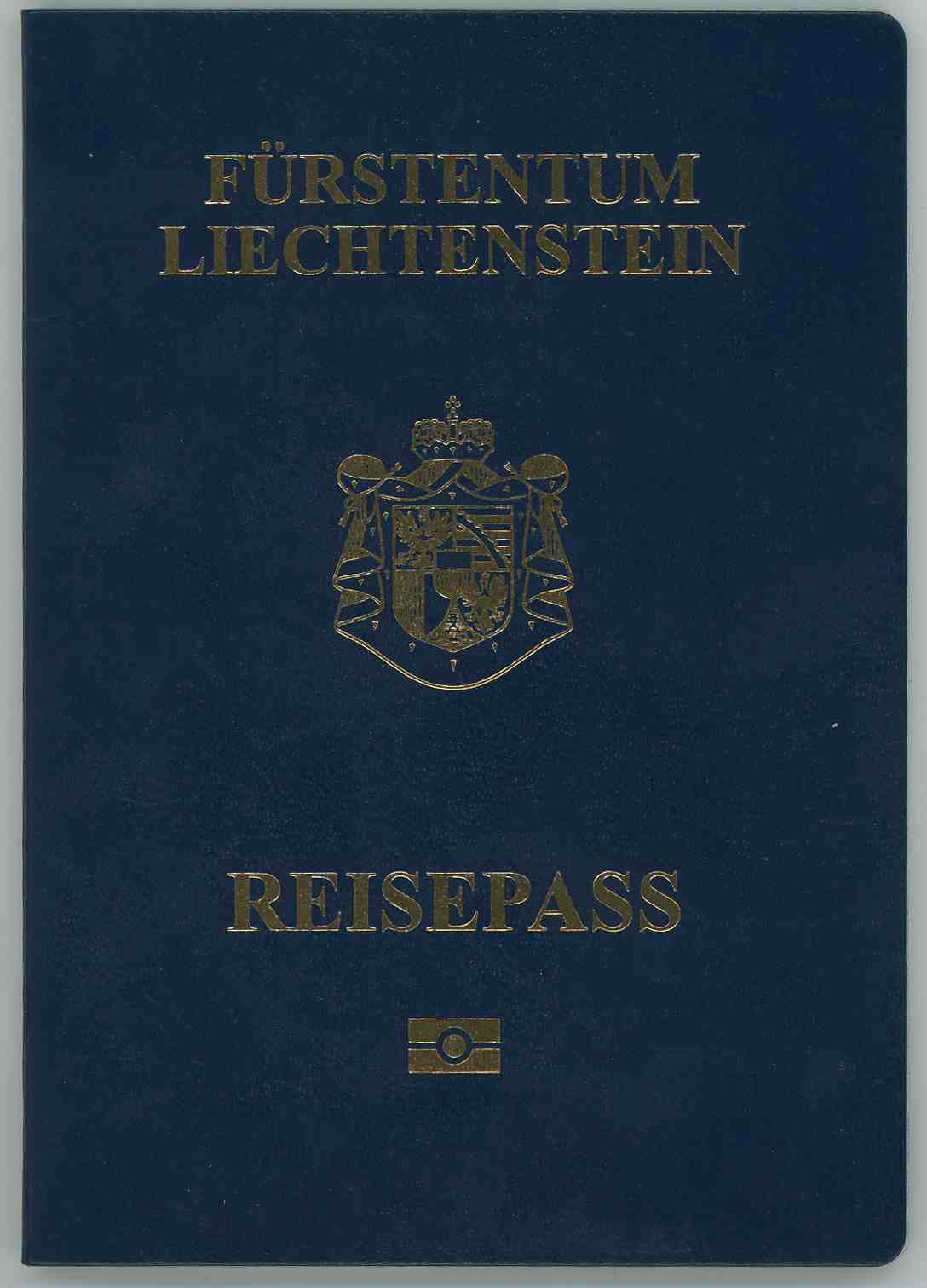
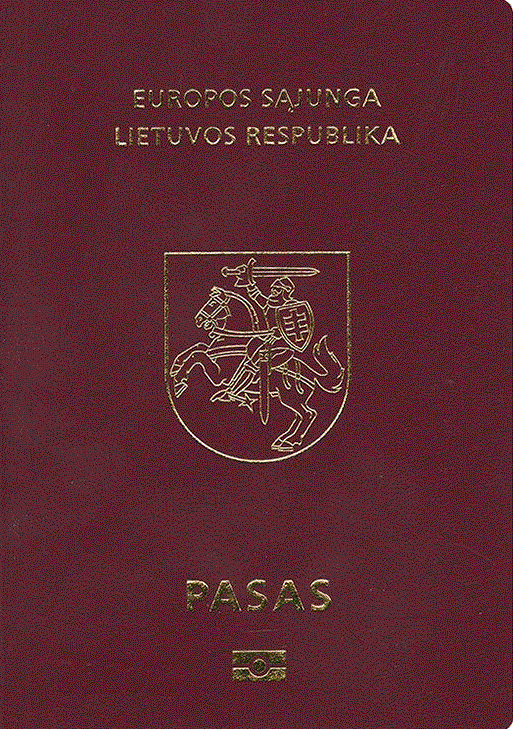
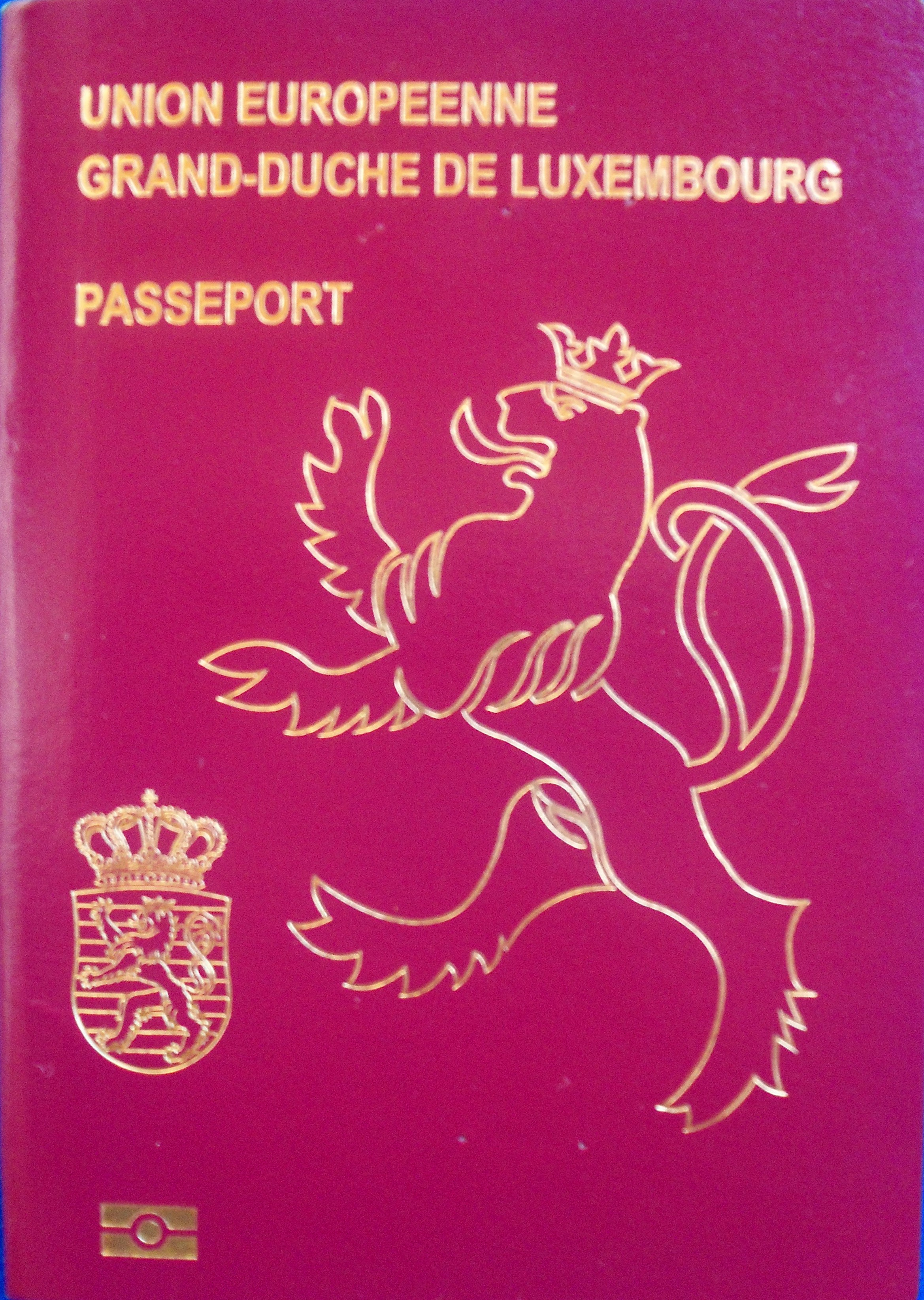
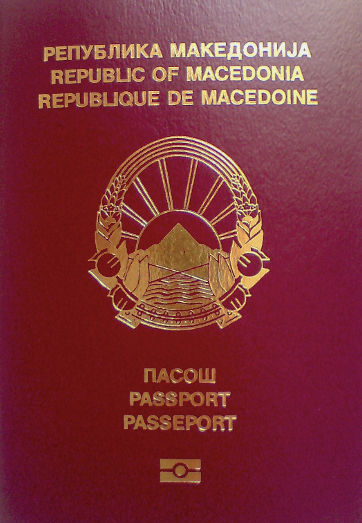
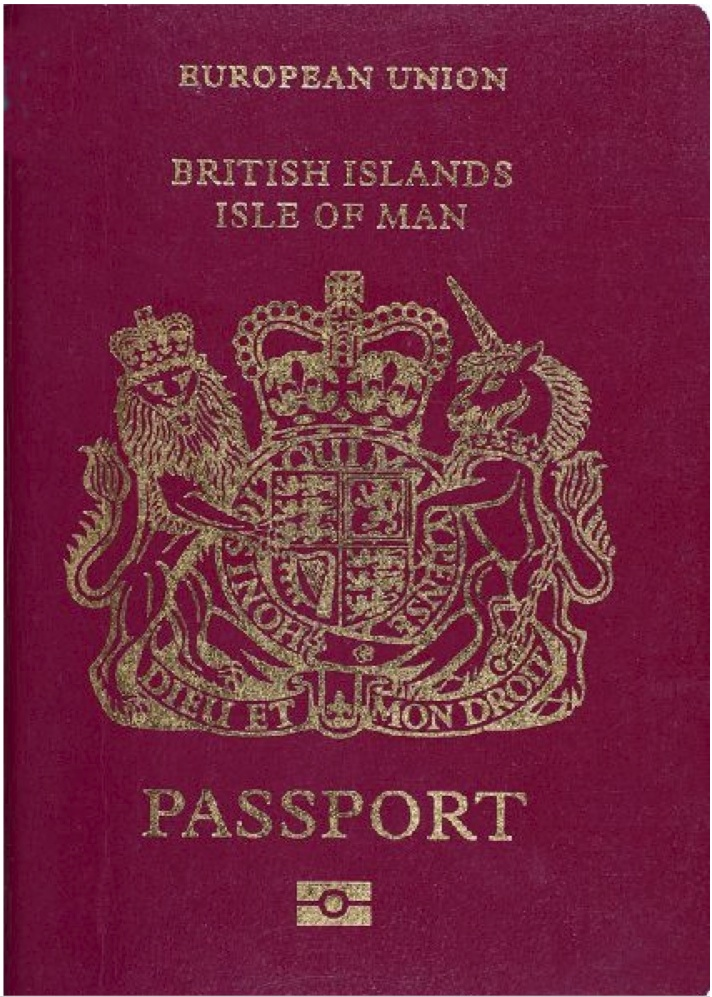
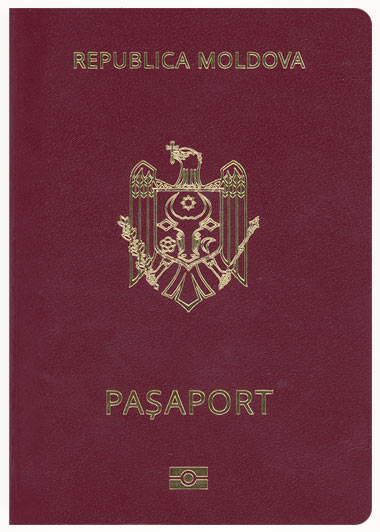
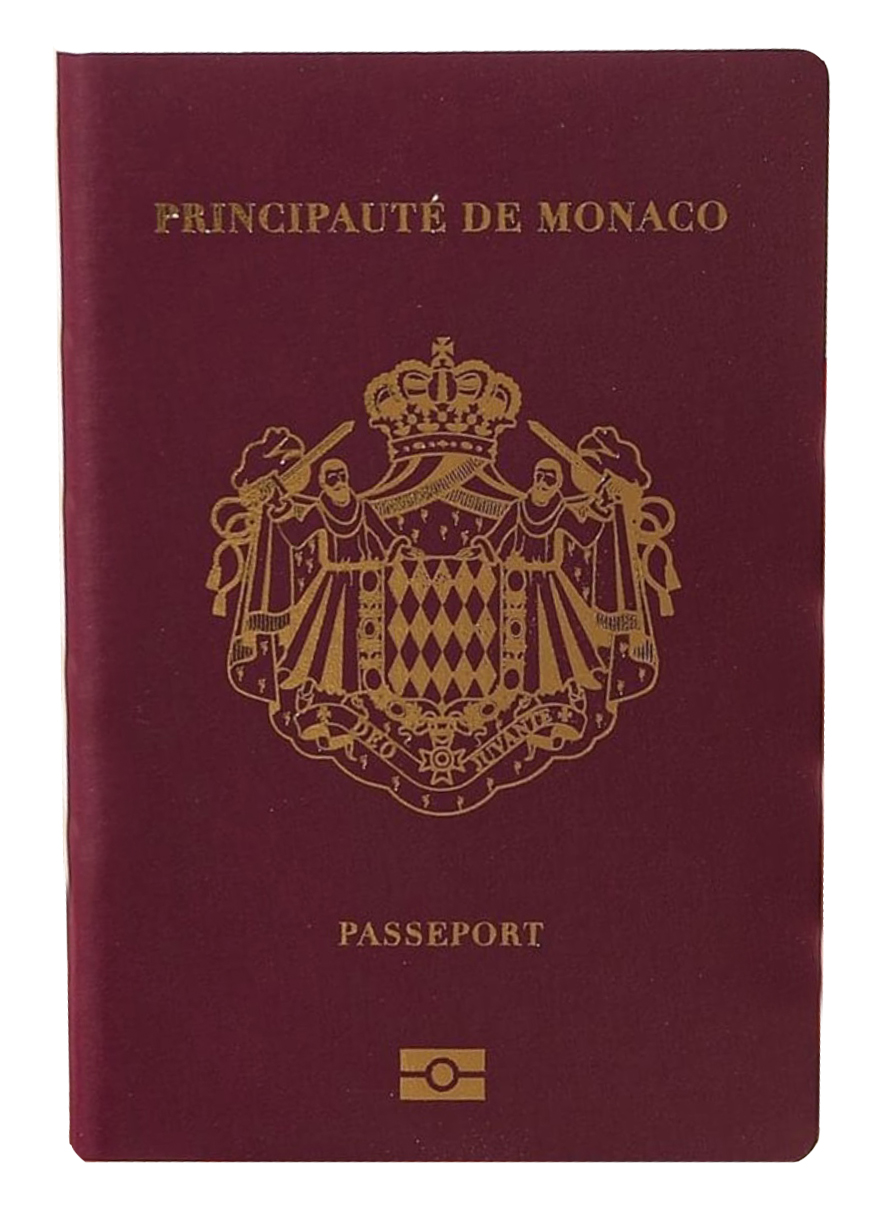
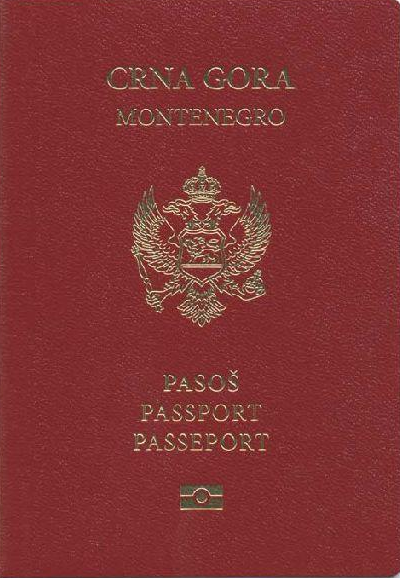
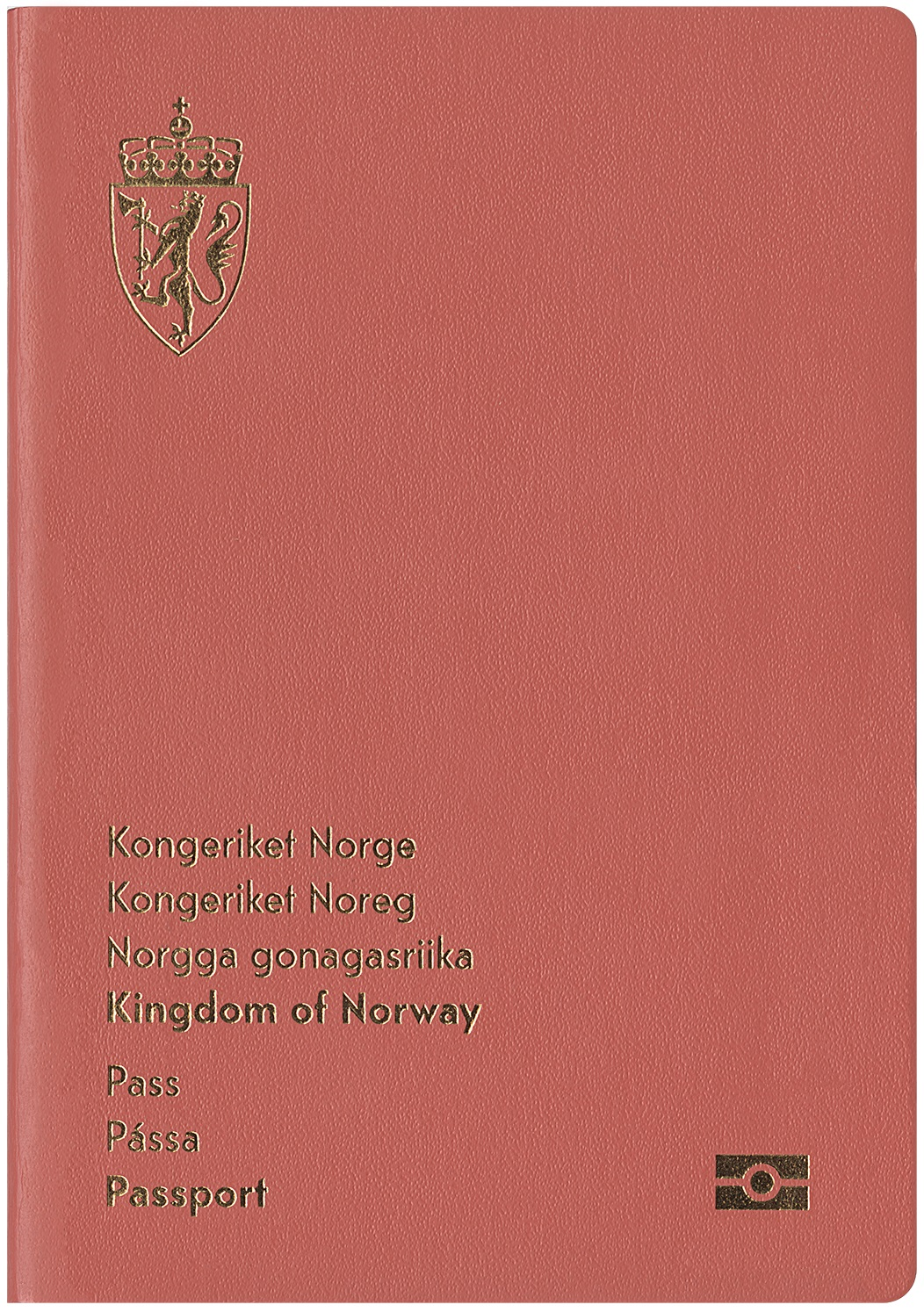
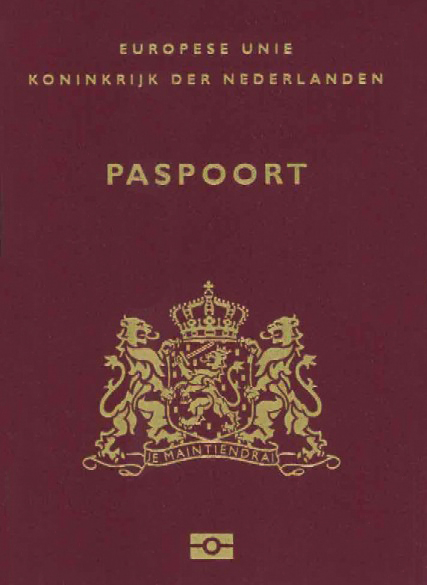
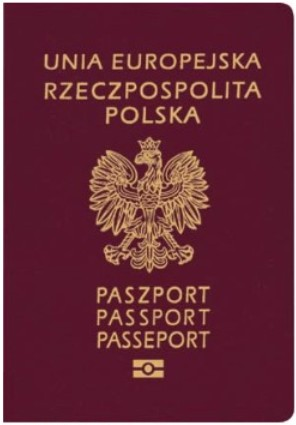
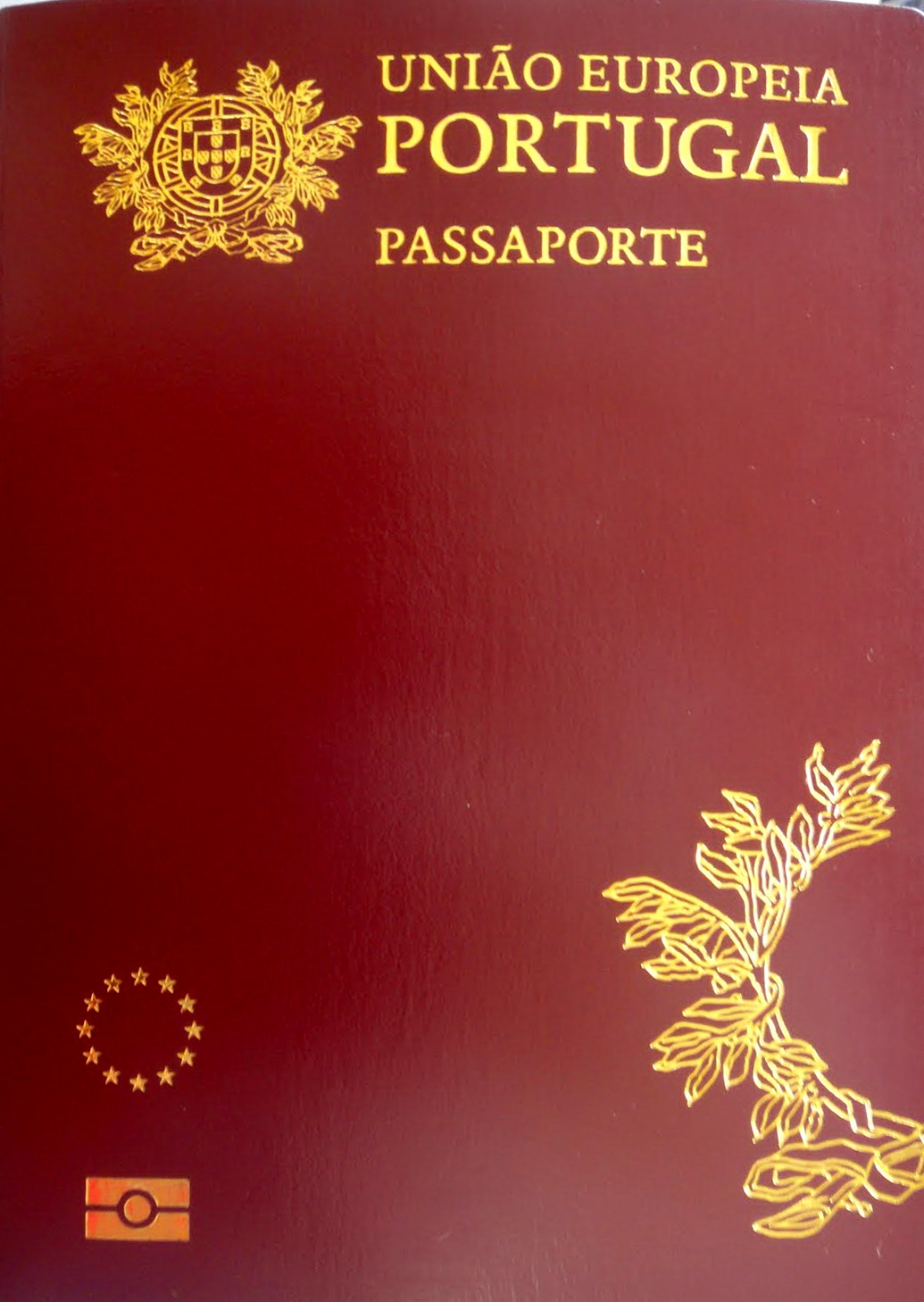
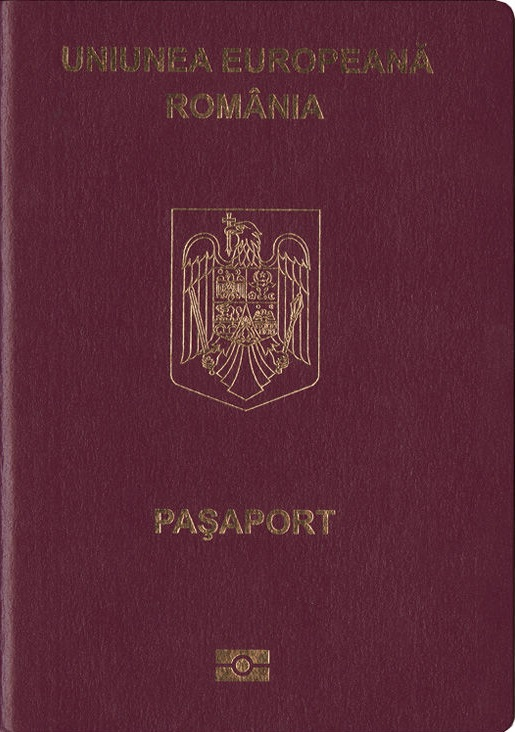
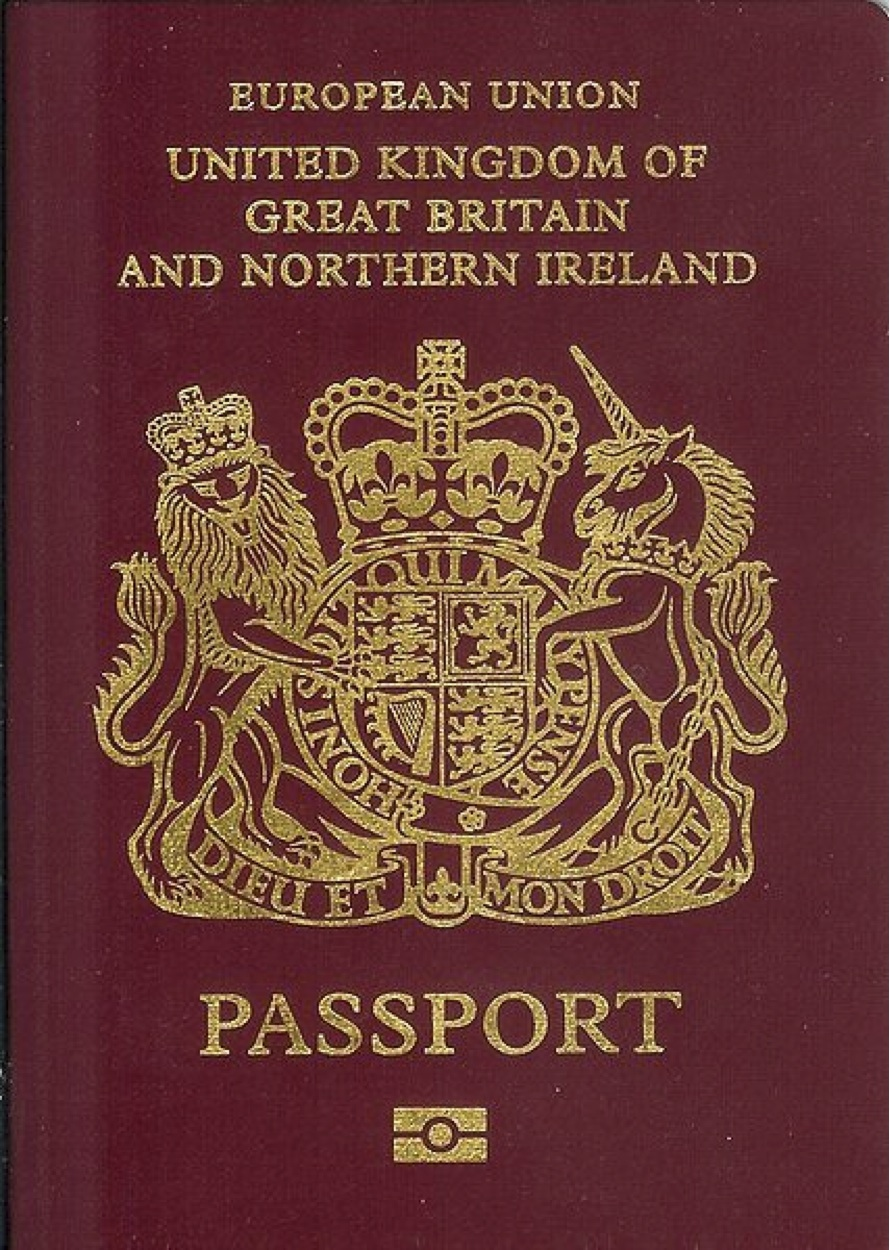
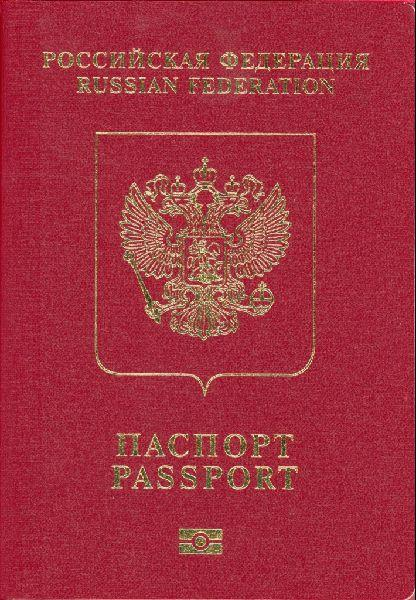
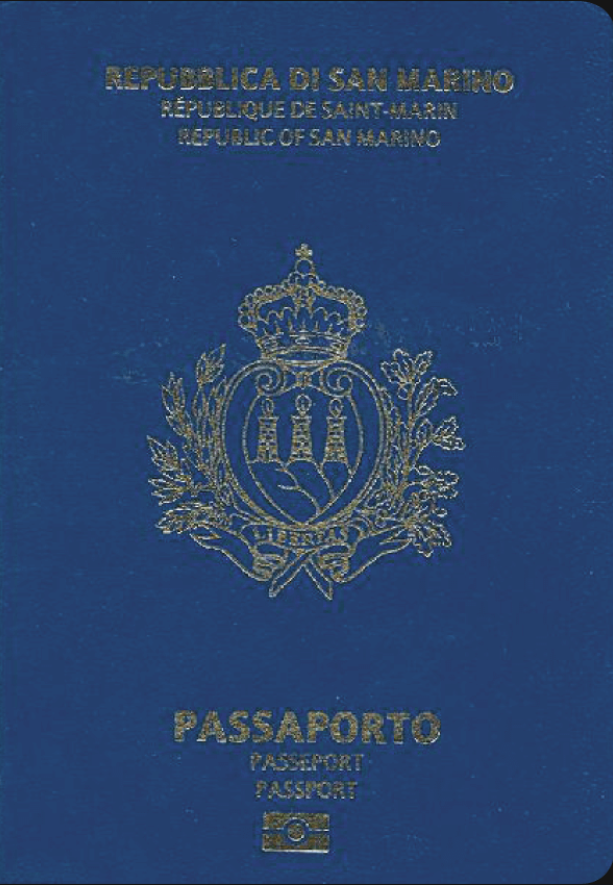
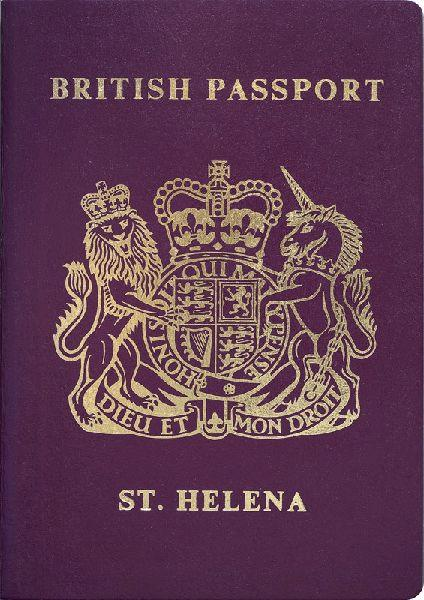
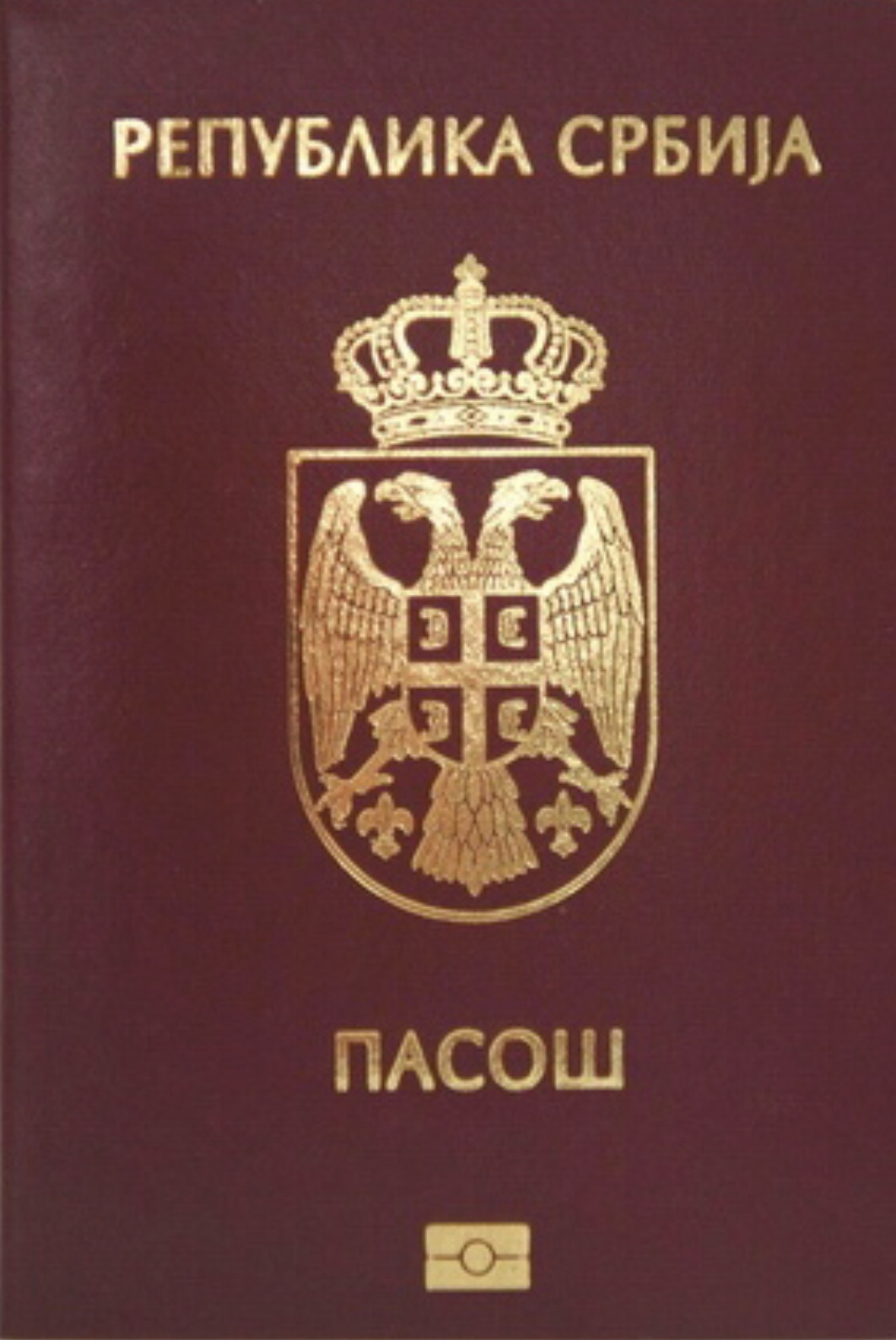
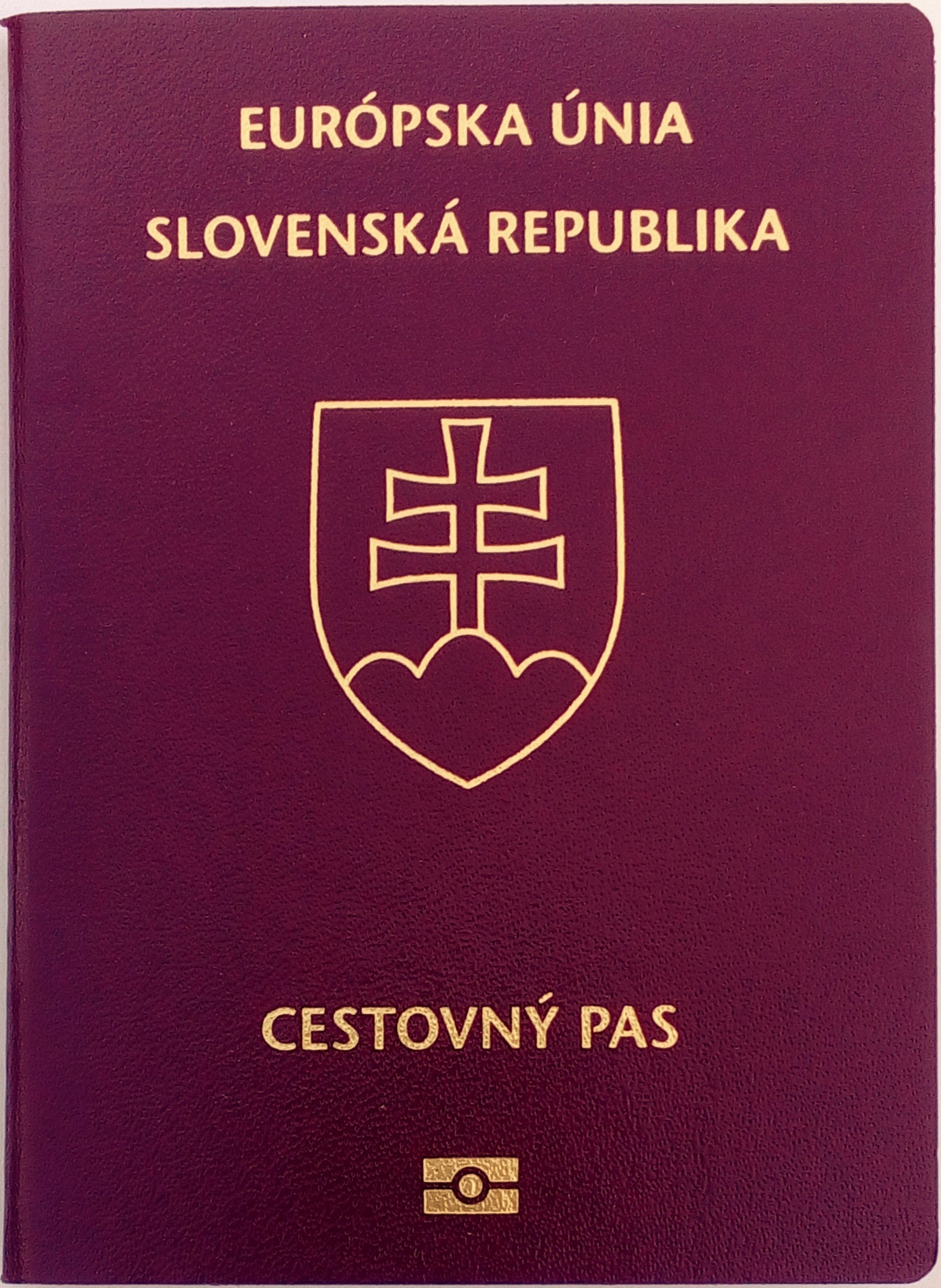
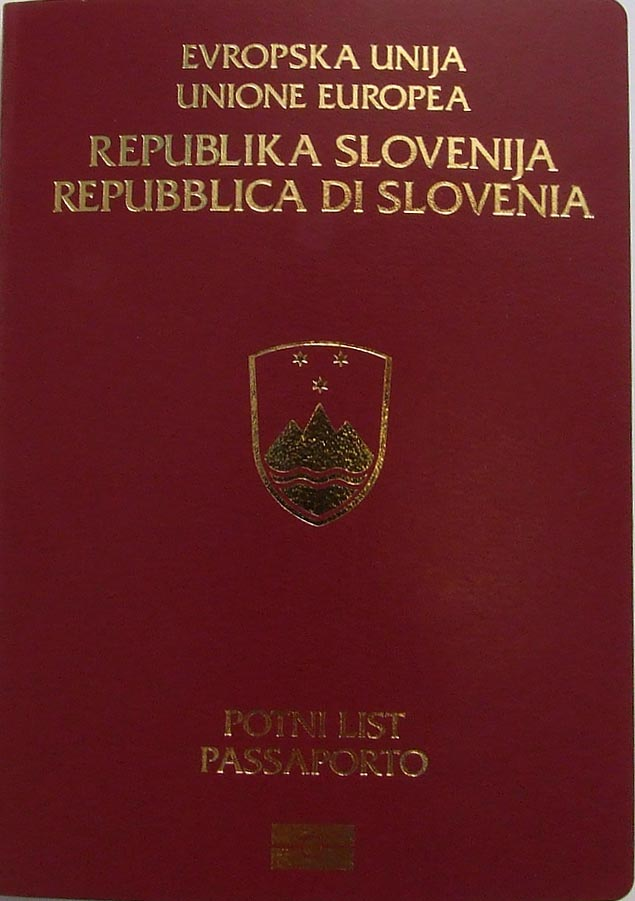
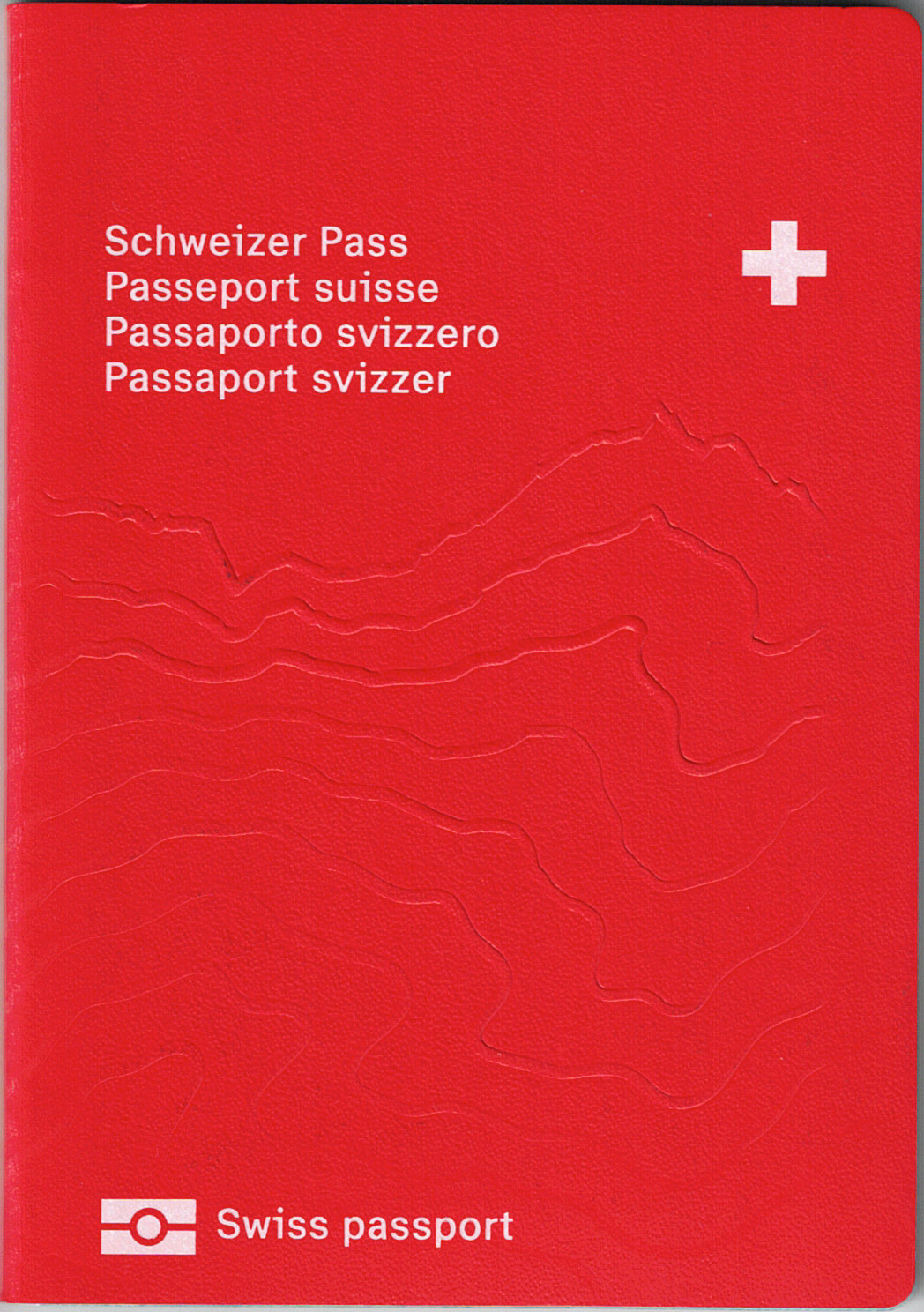
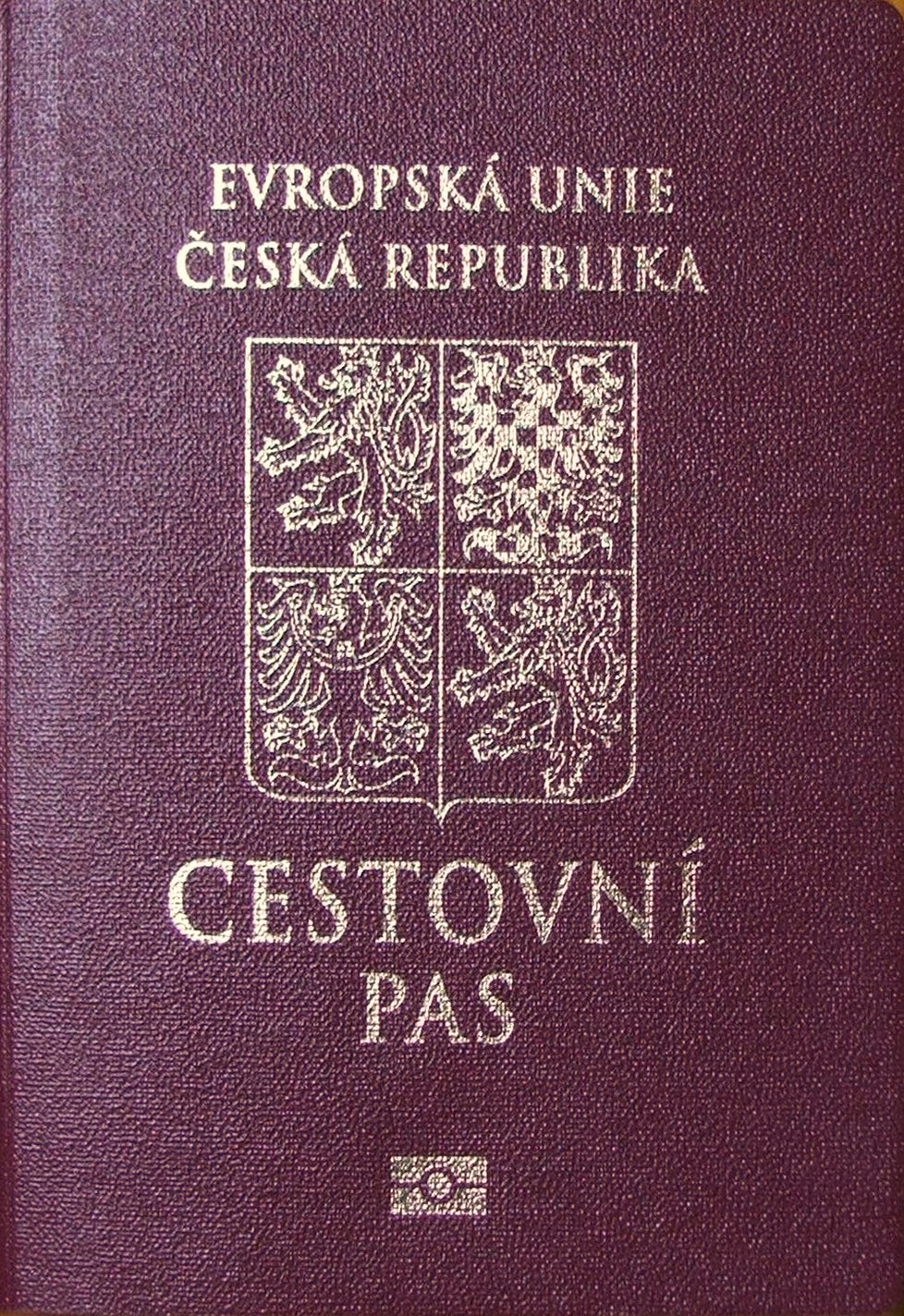
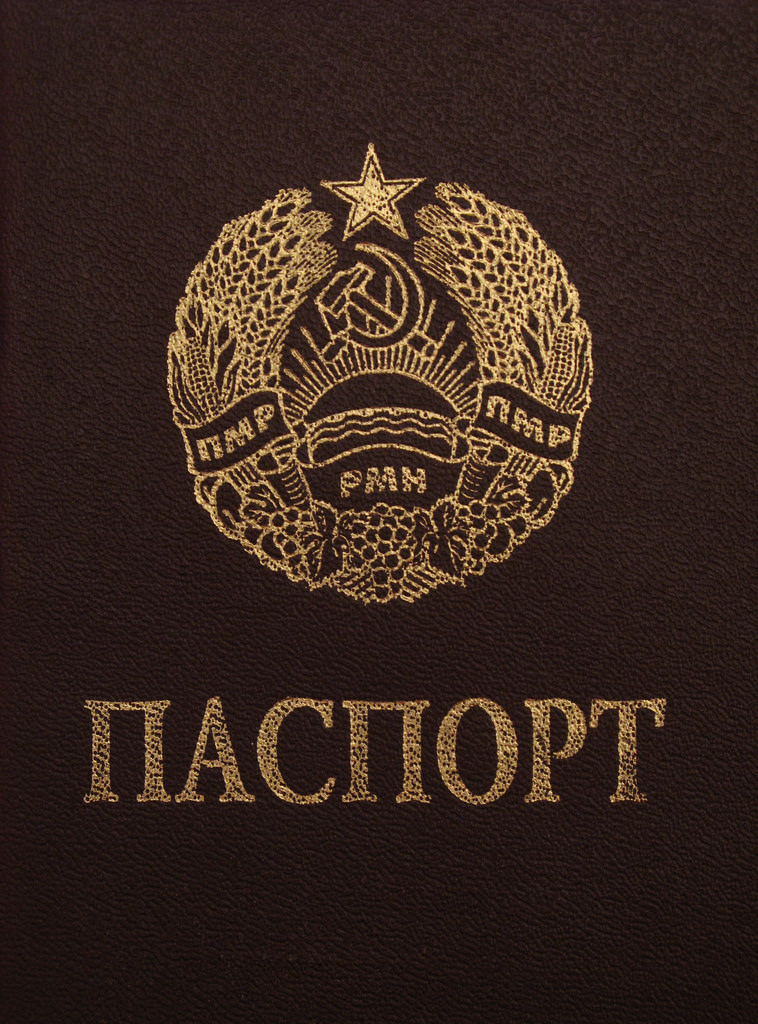
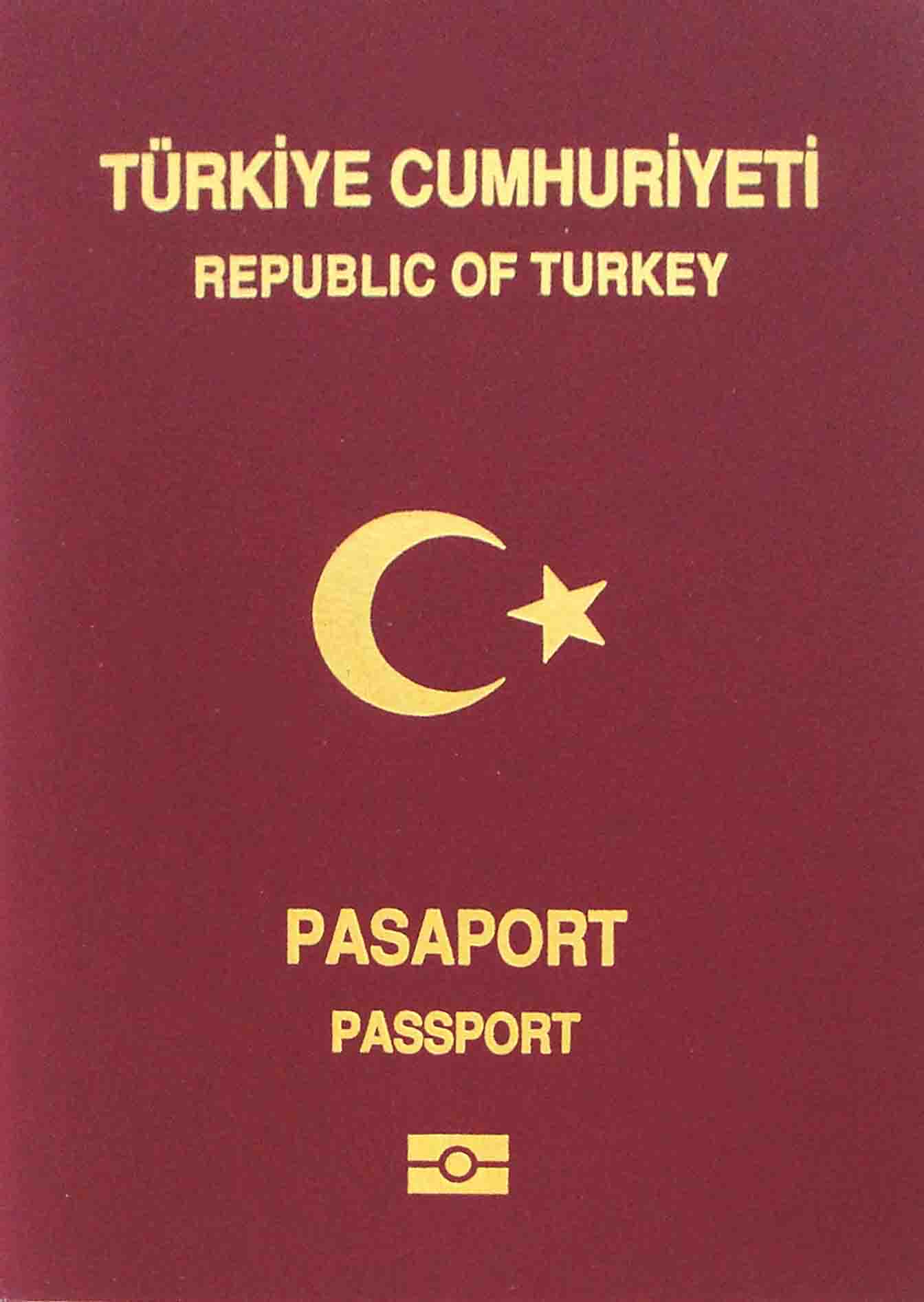
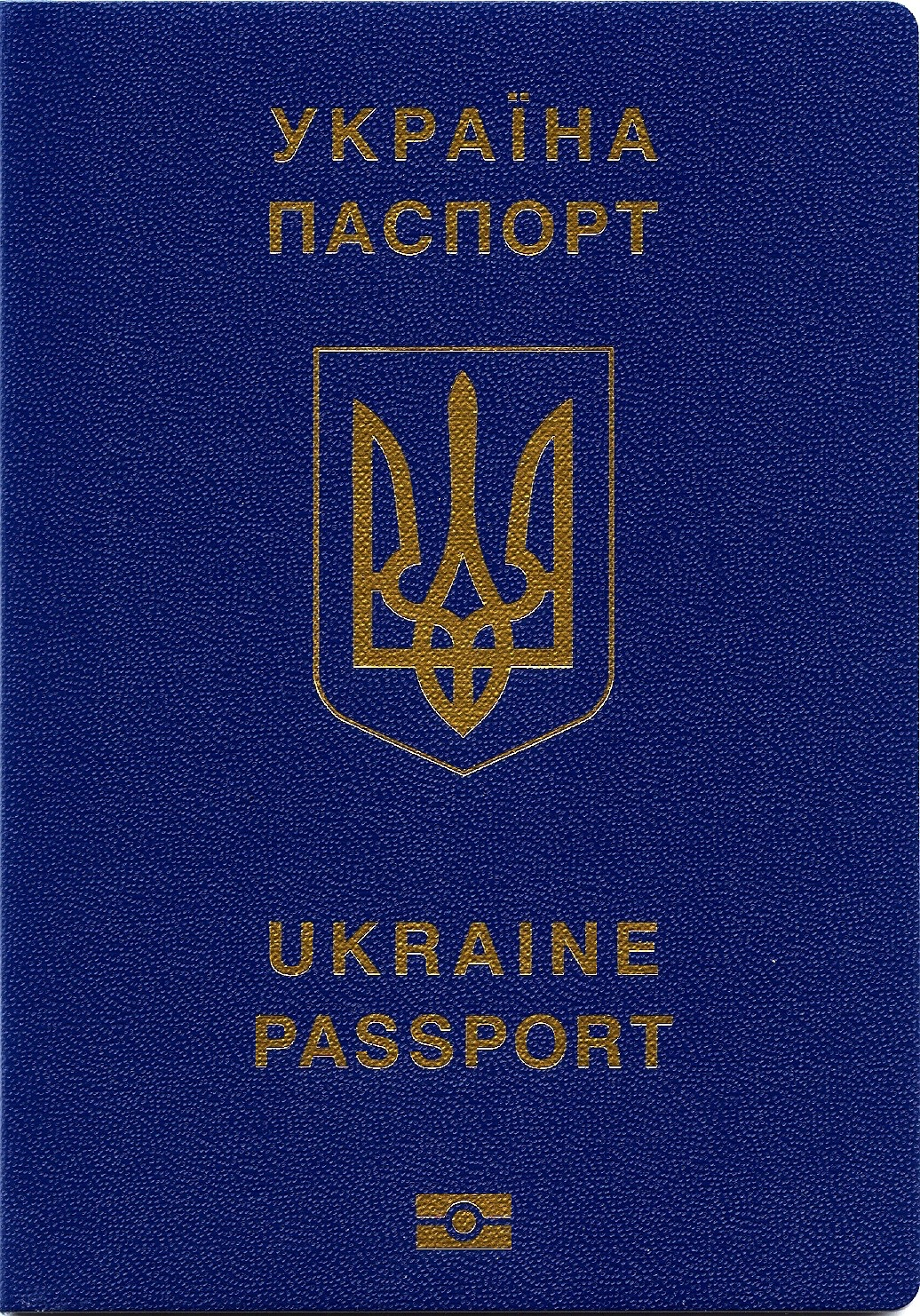
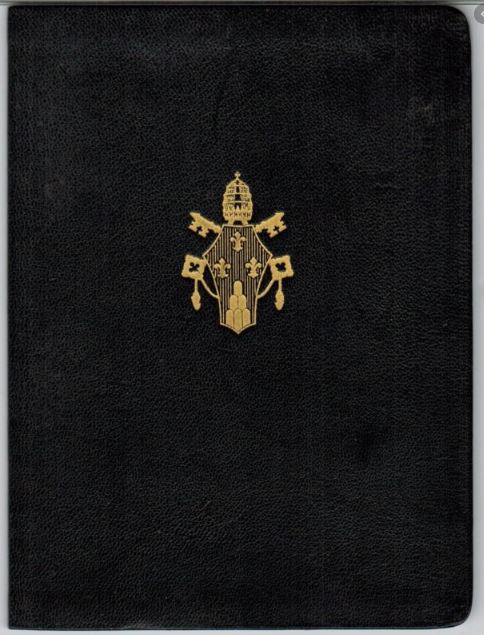

- Albanie
- Allemagne
- Andorre
- Autriche
- Belgique
- Biélorussie
- Bosnie-Herzégovine
- Bulgarie
- Chypre
- Chypre du Nord
- Croatie
- Danemark
- Estonie
- Îles Féroé
- Finlande
- France
- Gibraltar
- Grèce
- Groenland
- Guernesey
- Hongrie
- Irlande
- Islande
- Italie
- Jersey
- Kosovo
- Liechtenstein
- Lituanie
- Luxembourg
- Macédoine
- Île de Man
- Moldavie
- Monaco
- Monténégro
- Norvège
- Pays-Bas
- Pologne
- Portugal
- Roumanie
- Royaume-Uni
- Russie
- Saint-Marin
- Sainte-Hélène, Ascension et Tristan da Cunha
- Serbie
- Slovaquie
- Slovénie
- Suède
- Suisse
- République tchèque
- Transnistrie
- Turquie
- Ukraine
- Vatican

### Océanie

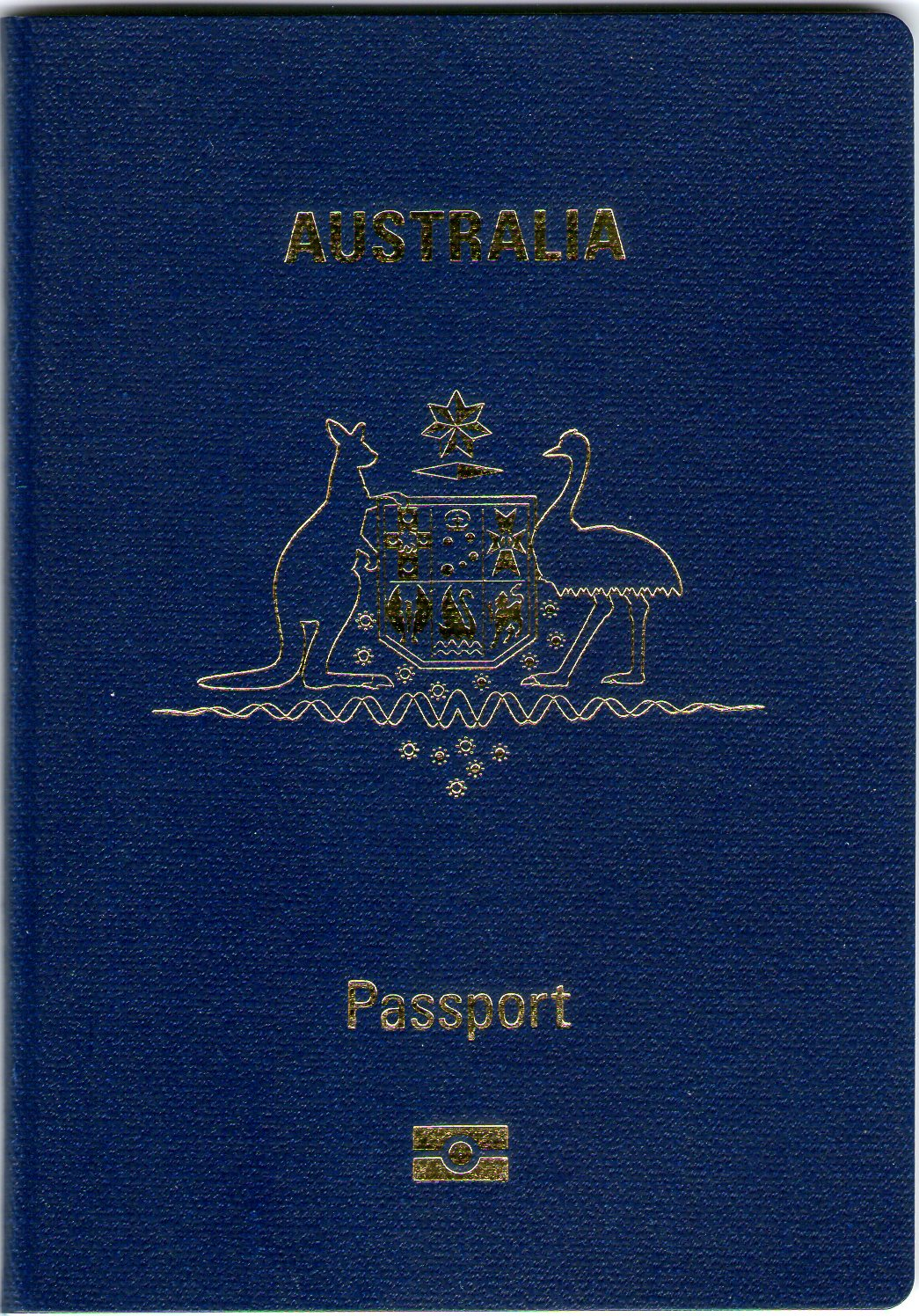
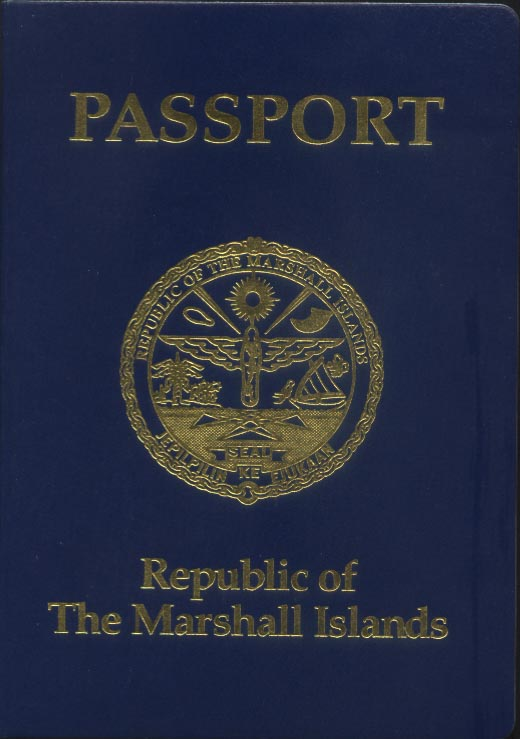
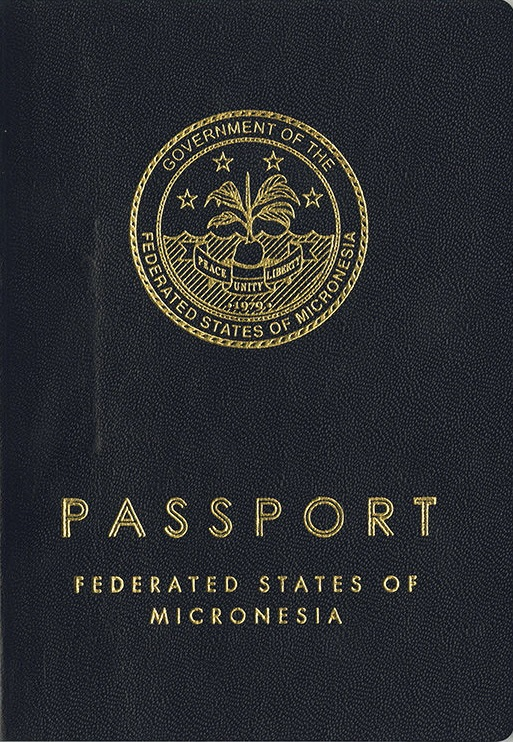
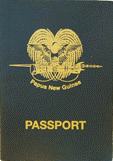
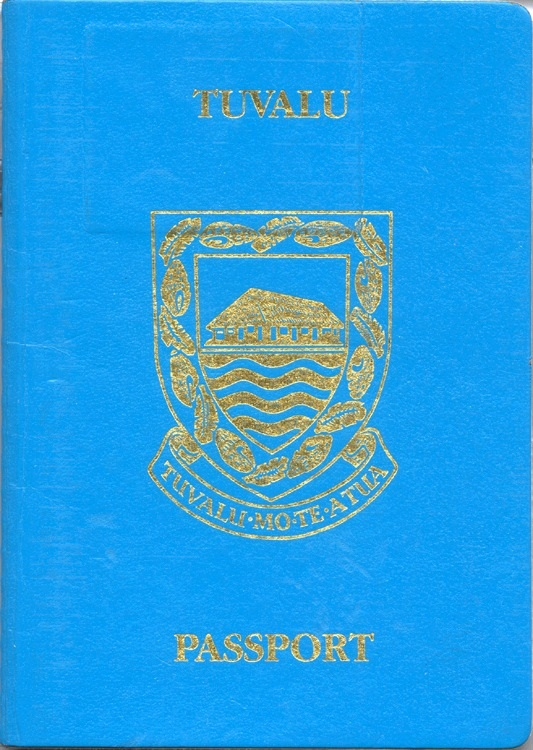
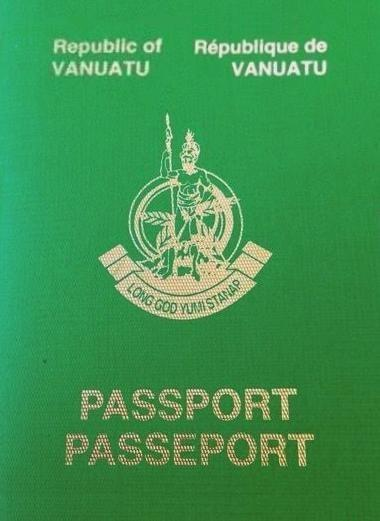

- Australie
- Fidji
- Kiribati
- Îles Marshall
- États fédérés de Micronésie
- Nauru
- Papouasie-Nouvelle-Guinée
- Îles Salomon
- Samoa
- Tuvalu
- Vanuatu

## Organisations internationales assujetties aux lois internationales

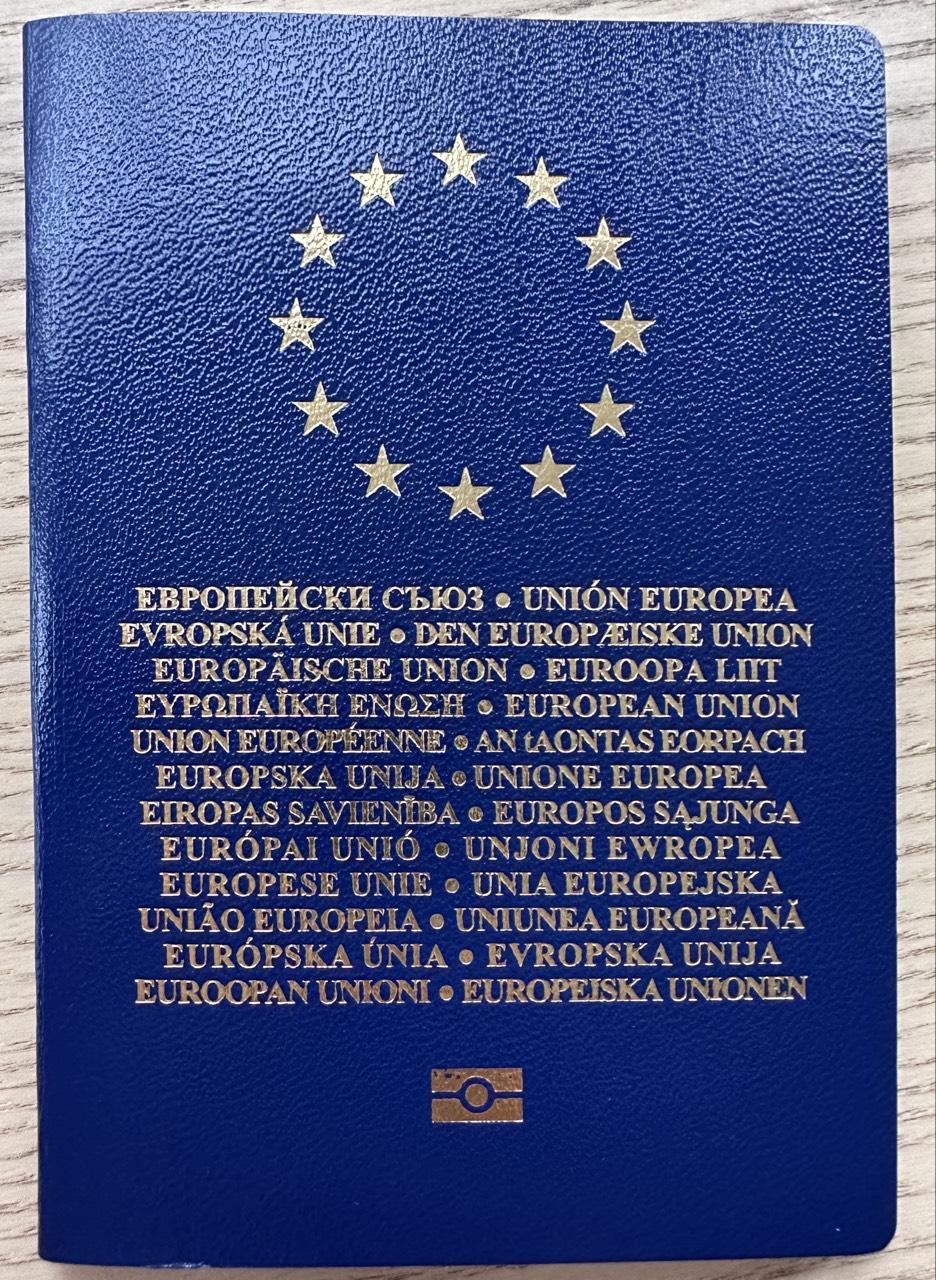
Union européenne
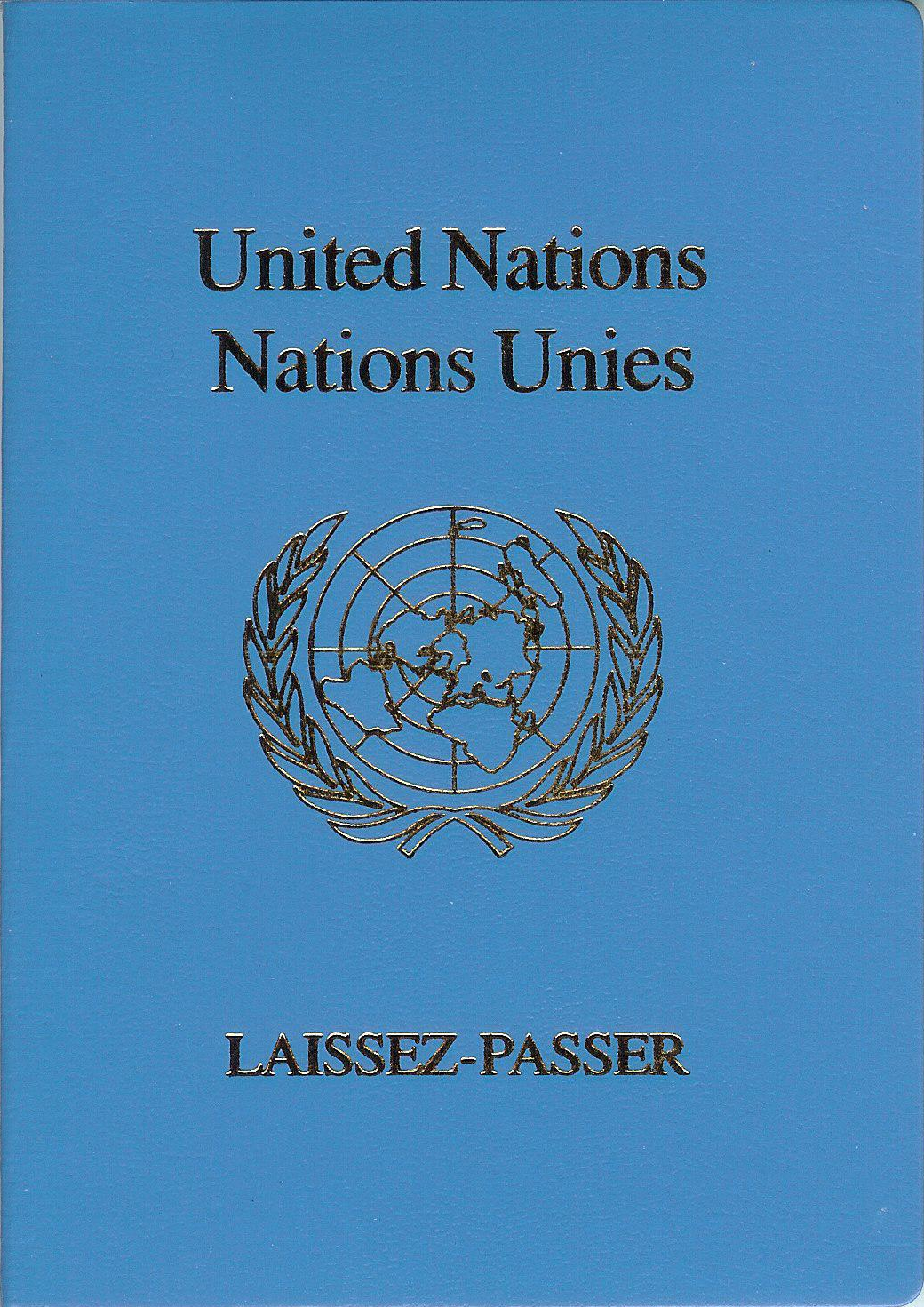
Nations unies
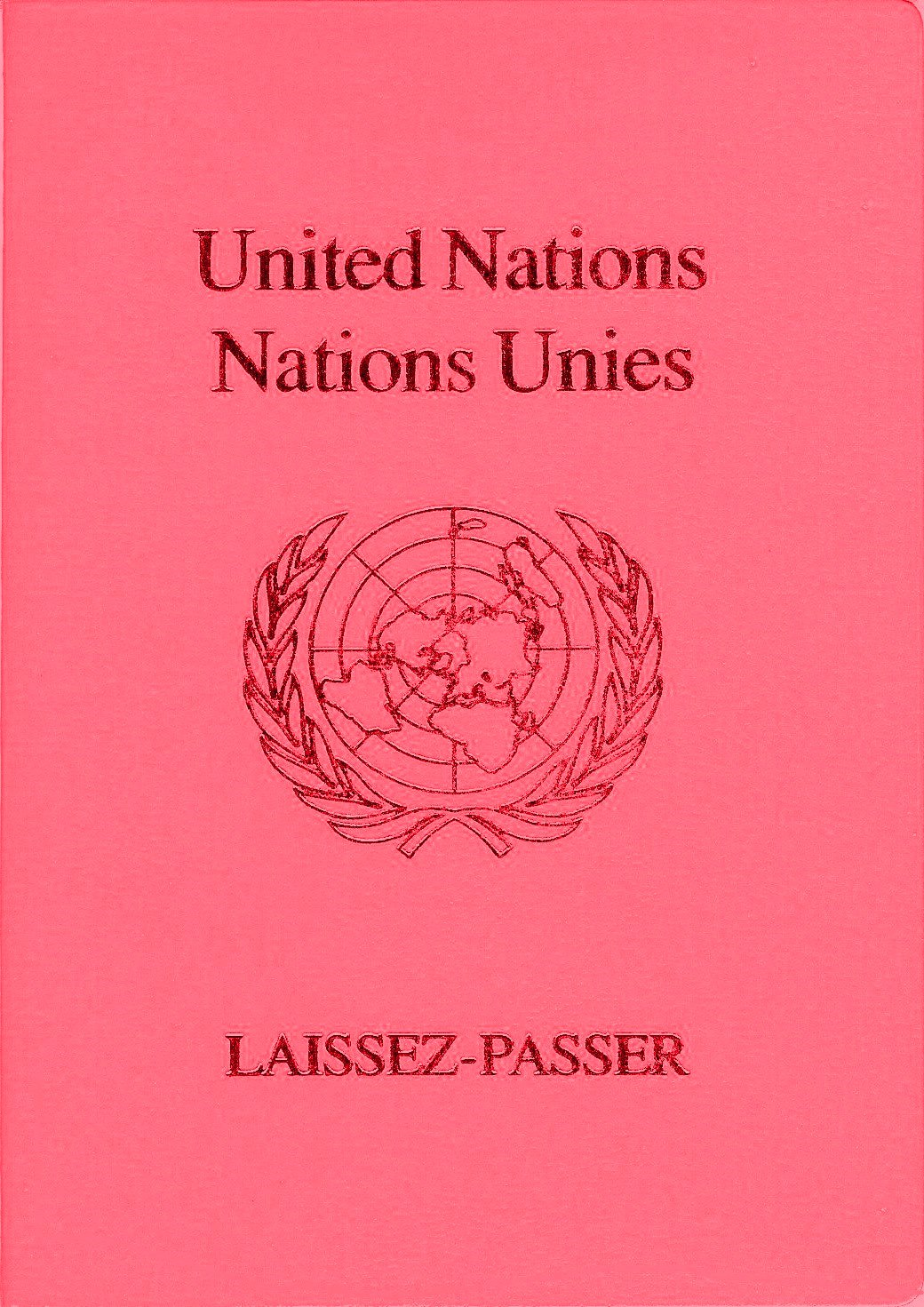
Nations unies
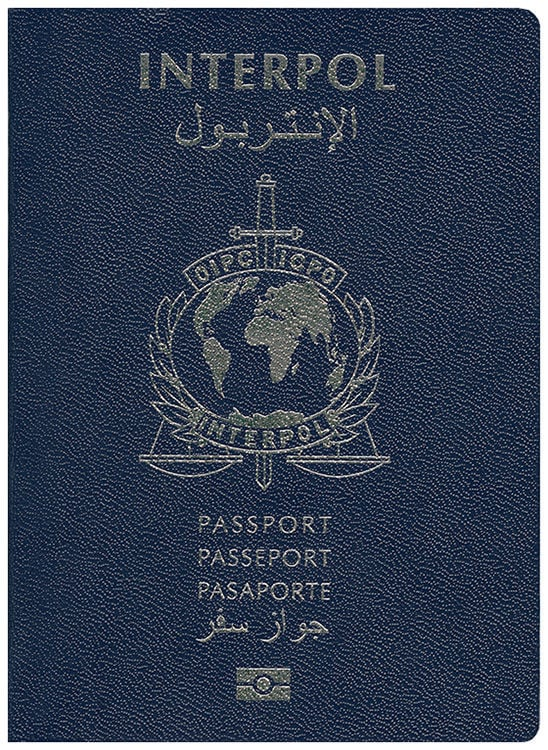
Interpol

## Passeports diplomatiques contemporains

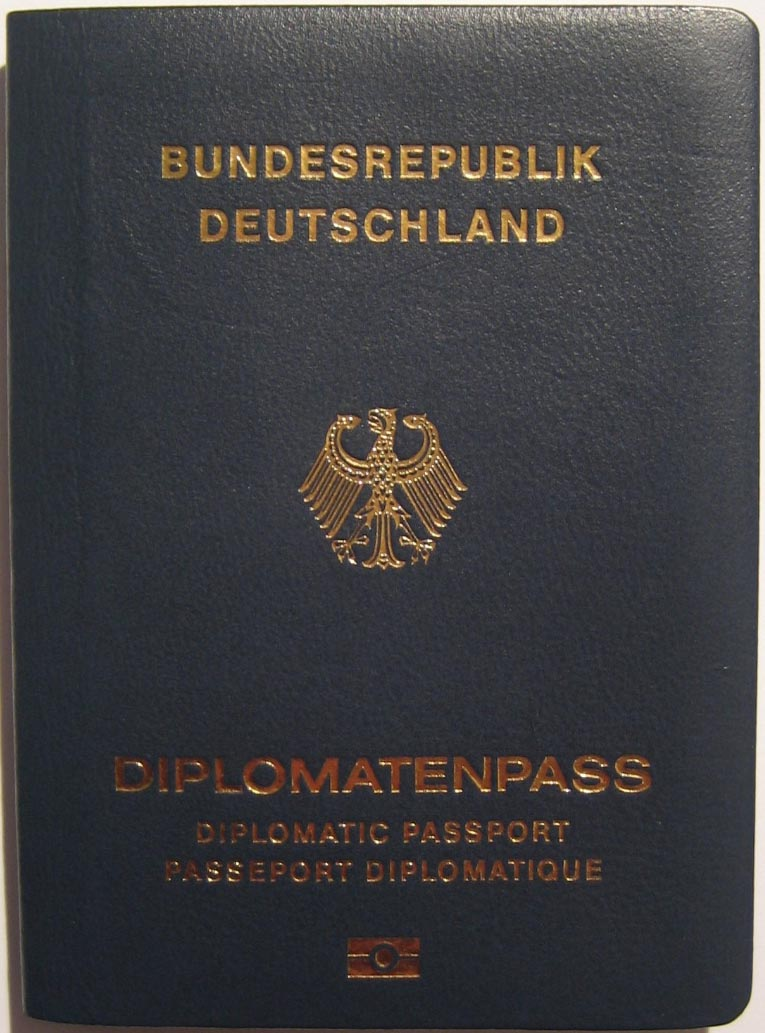
Allemagne
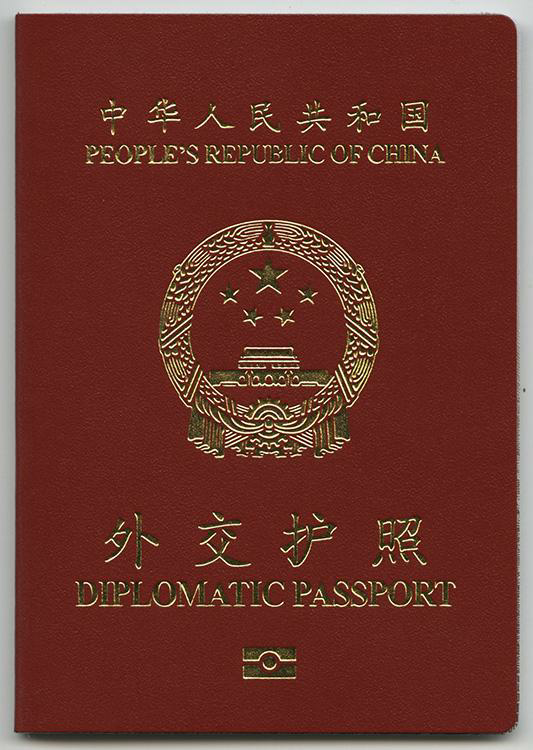
Chine
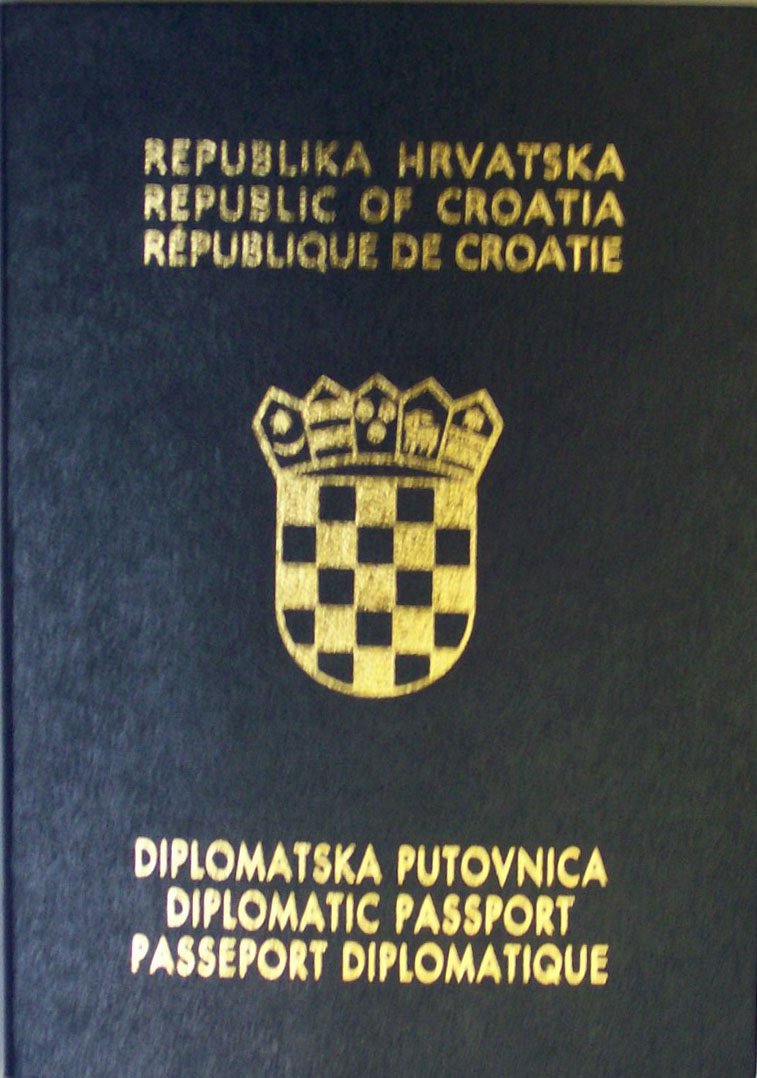
Croatie
Espagne
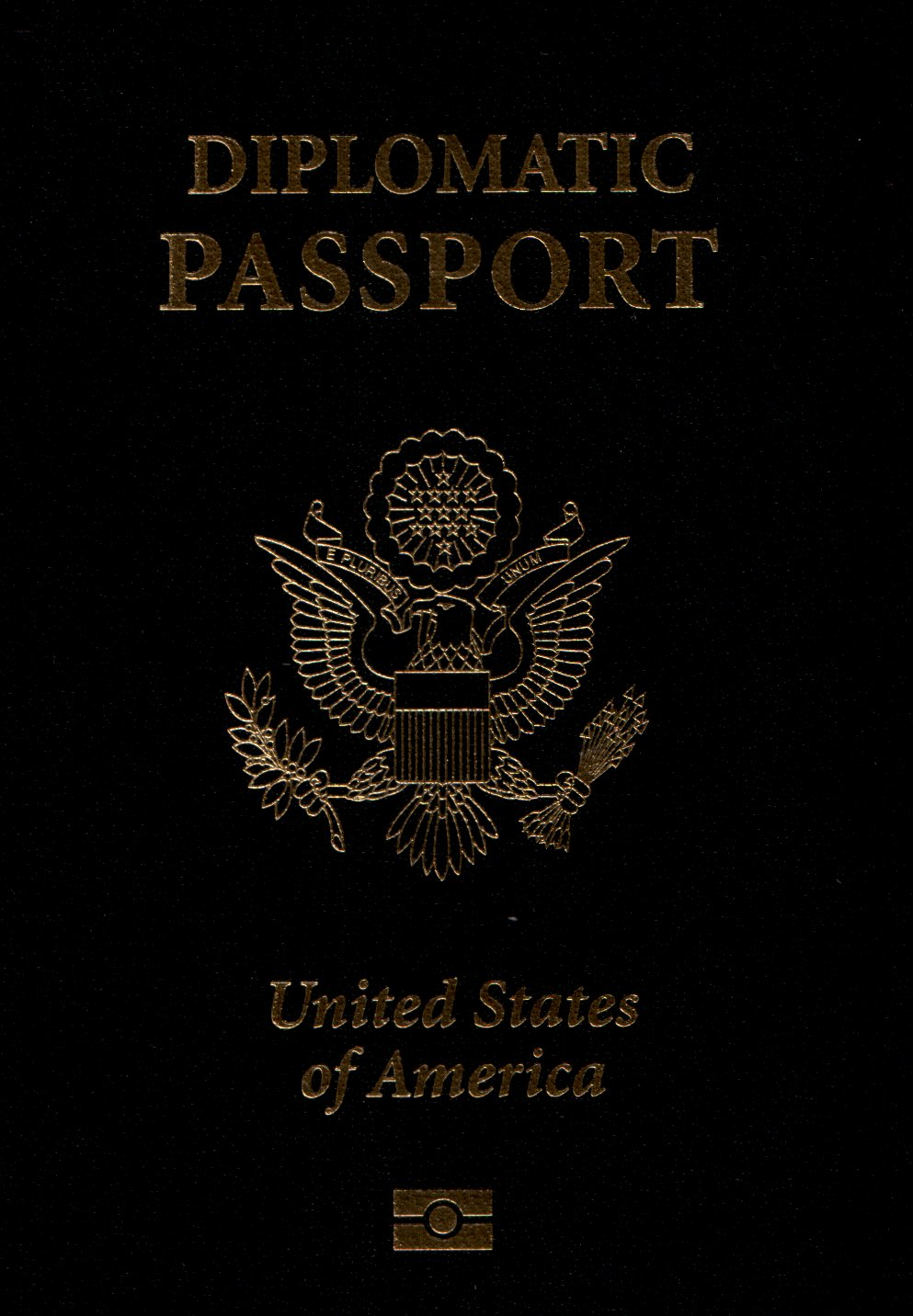
États-Unis
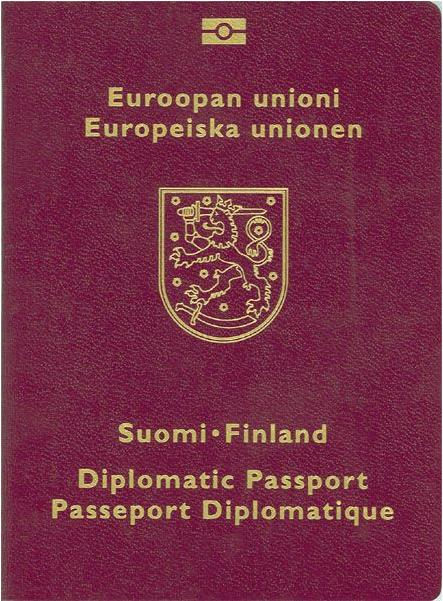
Finlande
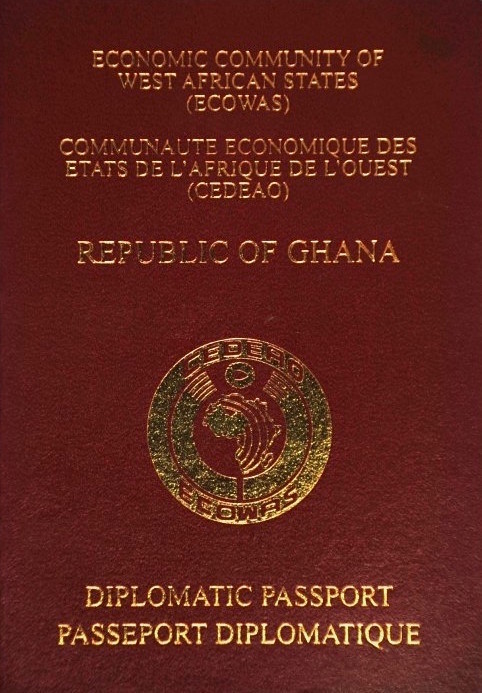
Ghana
Grèce
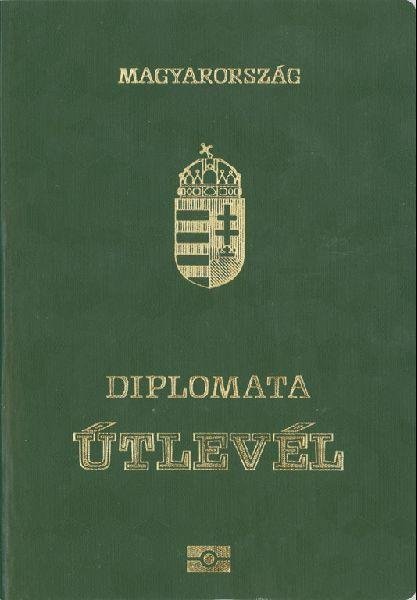
Hongrie
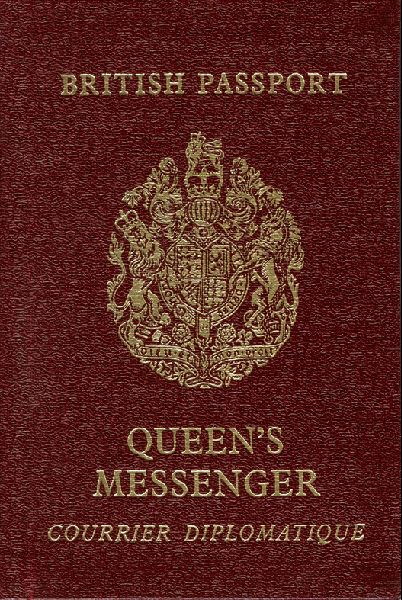
Passeport de messager de la reine
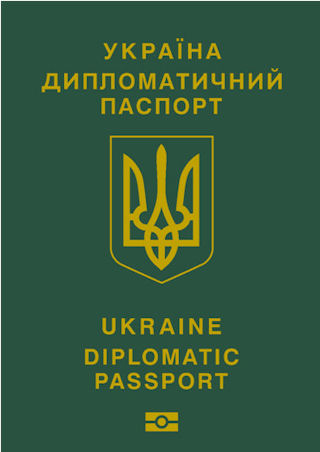
Ukraine

## Types
- Passeport biométrique
- Passeport interne
- Passeport international
- Passeport lisible électroniquement

### Passeports spéciaux
- Passeport de camouflage (en)
- Faux passeport
- Livre vert (document tibetain)
- Passeport pour le Hajj
- Passeport pour animaux
- Passeport mondial

#### Not granting a right of abode
Certain passeport ne permettent pas, sans un endorsement supplémentaire, d'embarquer partout et ne sont donc pas toujours acceptés internationalement pour voyager :
- le Passeport pour ressortissants britanniques d'outre-mer (GBO)[2], largement accepté pour les voyages internationaux ;
- le Passeport de sujet britannique (GBS)[3], largement accepté pour les voyages internationaux ;
- le Passeport pour personnes protégées par Tonga a une acceptation très limitée à l'étranger

### Documents de voyages pour non-ressortissants
- Document de voyage de la convention de 1951
- Document de voyage de la convention de 1954
- Certificat d'identité
- Passeport Interpol
- Laissez-passer (de l'Union européenne ou des Nations unies)
- Le Passeport Nansen

### Groupes de conception commune des passeports
- Passeports Andains
- Passeports CARICOM
- CEMAC passport
- Quatre passeports d'Amérique Centrale
- Passeports ECOWAS
- Passeport Mercosul/Mercosur
- Passeports de l'Union Européenne
- Passeports de la ZEE
- Passeports des pays candidats à l'Union Européenne
- Groupe de passeport des cinq nations

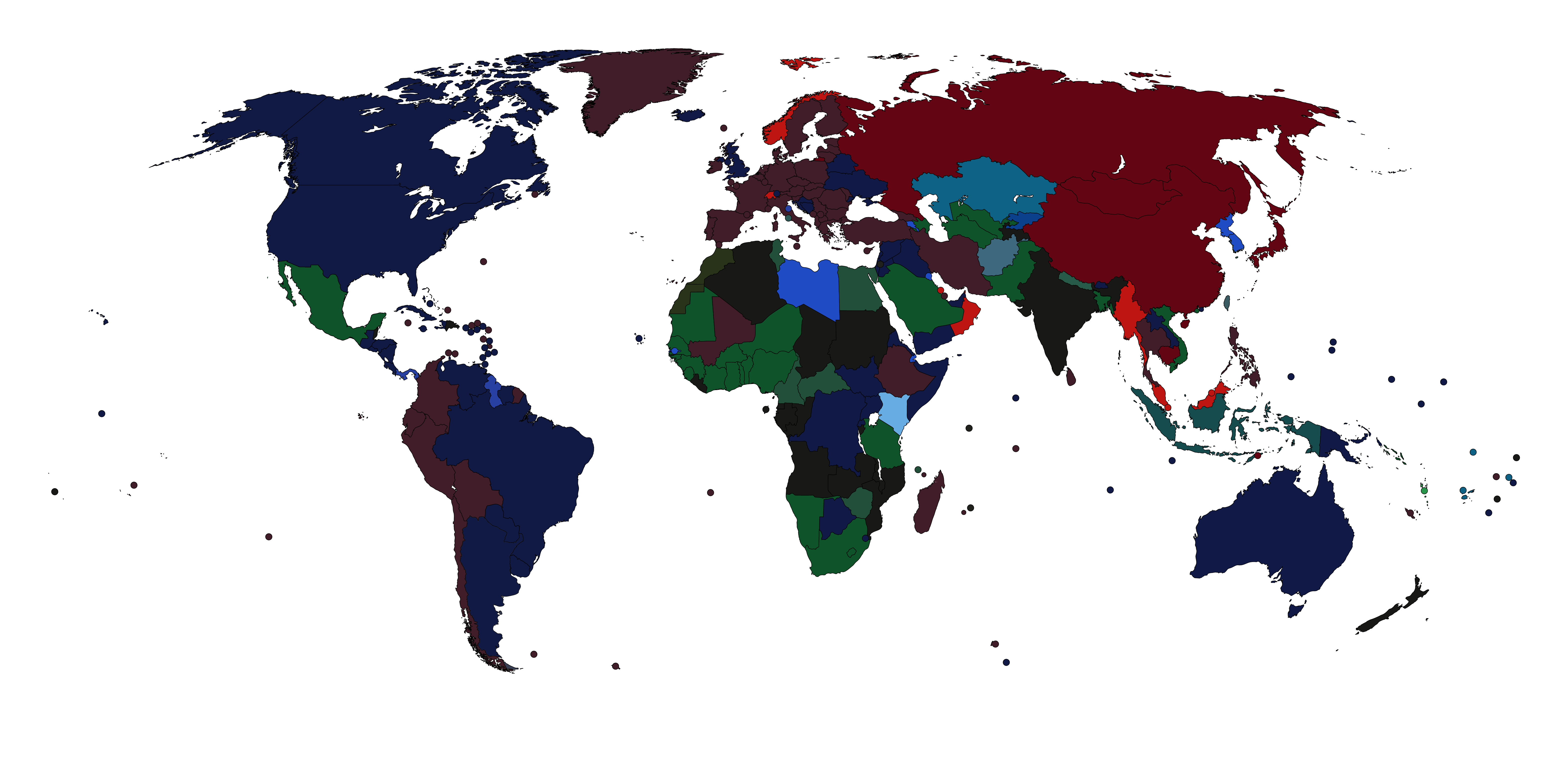
Couleurs des couvertures de passeports dans le monde